# Église Saint-Pierre de Genainville
Pour les articles homonymes, voir Église Saint-Pierre.
L'église Saint-Pierre est une église catholique paroissiale située à Genainville, en France. C'est l'une des rares églises à double nef de la région, et elle possède l'unique chœur-halle dans le XIIIe siècle du Vexin français, les autres étant, pour la plupart, localisés autour de la moyenne vallée de l'Oise. La façade Renaissance parfaitement symétrique est attribuée à Jean Grappin, et date du milieu du XVIe siècle. C'est la dernière partie construite, après l'achèvement de la nef. Bien que seulement légèrement plus ancienne, celle-ci affiche encore le style gothique flamboyant, hormis certaines clés de voûte. Les chapiteaux des arcades datent en revanche du début du XIIIe siècle, et subsistent de la précédente église. C'est sans doute également le cas des piles et arcades du clocher, qui pourraient même remonter au XIIe siècle, et ont seulement été mises au goût du jour au deuxième quart du XVIe siècle. Quant au chœur carré de deux fois deux travées, il représente la partie la plus remarquable de l'église, et constitue le principal témoignage de l'architecture gothique rayonnante dans ce secteur du département. L'église Saint-Pierre est classée monument historique depuis 1920. Elle est aujourd'hui affiliée au secteur pastoral du Vexin ouest avec siège à Magny-en-Vexin, et les messes dominicales n'y sont plus célébrées que deux fois par an.

## Localisation

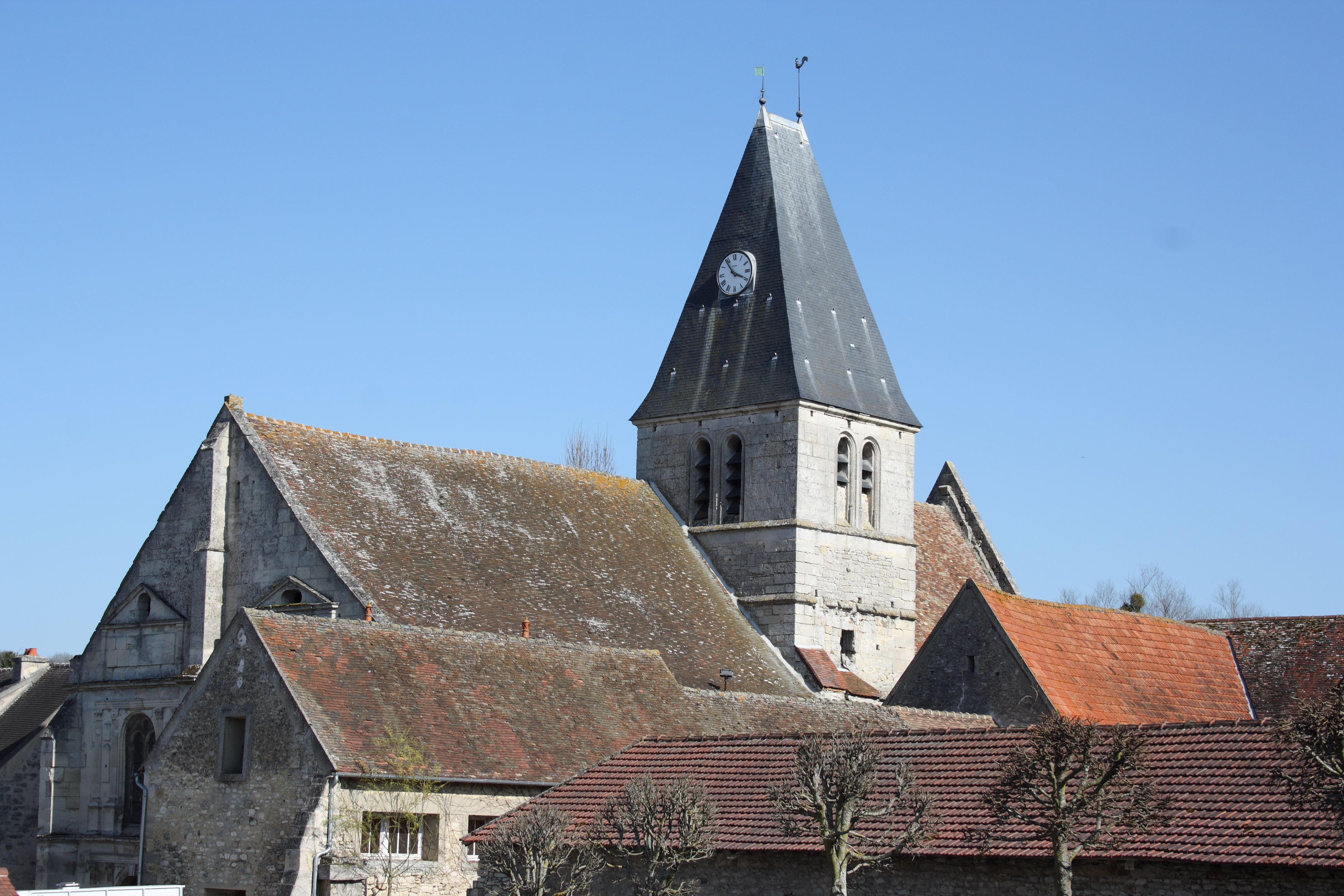
Vue depuis le sud-ouest.

L'église est située en France, en région Île-de-France et dans le département du Val-d'Oise, dans le Parc naturel régional du Vexin français, sur la commune de Genainville, au centre du village, place de l'Église. Issue de l'aménagement de l'ancien cimetière en place publique entre 1855 et 1860, cette place est desservie par la rue de la croix Chevrier, qui correspond à la route venant de Magny-en-Vexin. Seule la façade, exposée au nord-ouest, donne sur la place. À sa gauche, soit au nord-est, se situent la mairie et les services techniques de la commune. À sa droite, une ancienne exploitation agricole issue de la transformation d'un prieuré masque la vue sur l'élévation méridionale de l'église. Un étroit passage, accessible depuis l'église, sépare toutefois celle-ci du bâtiment contigu de l'ancien prieuré. En revanche, le chevet est enclavé dans le jardin le la propriété de l'ancien prieuré, et non visible depuis le domaine public, sauf de très loin. La présence, à proximité, de deux autres monuments historiques en lien avec l'église est à souligner. L'un sont les restes de l'ancien prieuré du XIIe siècle, dont notamment un escalier d'accès, un portail roman, une fenêtre géminée du XIIIe siècle et deux salles à l'étage. Ces vestiges ont été inscrits aux monuments historiques par arrêté du 4 juin 1926. Englobés dans une ancienne exploitation agricole issue du remaniement successif de l'ancien prieuré, qui sert aujourd'hui d'habitation, ils ne sont pas accessibles, ni visibles depuis le domaine public. L'autre monument historique est la croix de cimetière, qui a été classée par arrêté du 7 décembre 1944. Cette croix de la Renaissance, dont l'emplacement initial était au cimetière devant l'église, a été transférée au cimetière actuel après la cessation des enterrements sur ce dernier, en 1846. Endommagée lors d'un orage, elle y a été remplacée par une réplique, et l'original a été érigé à l'intérieur de l'église, sous l'arcade nord de la base du clocher (voir le chapitre Mobilier).

## Histoire

### Les origines
Genainville est surtout connu pour son édifice de spectacle et son sanctuaire de sources gallo-romains. La christianisation du Vexin remonte seulement à l'époque mérovingienne. La première preuve de l'existence d'une église dans le Vexin figure dans le testament de l'inconnu d'Arthies, daté des environs de 690, et mentionne une église à Chaussy. Les nombreuses nécropoles mérovingiennes remises au jour dans la région ne sont guère plus anciennes. — Selon plusieurs sources du Moyen Âge central, la reine Bathilde, veuve de Clovis II, aurait partagé en trois sa villa de Genainville, en 658. Les bénéficiaires auraient été l'abbaye de Jumièges, l'abbaye Saint-Père de Chartres et l'église Saint-Remi de Reims. L'acte authentique est introuvable. Les deux premiers établissements religieux ont effectivement possédé des terres à Genainville, et ont obtenu des confirmations de la part de plusieurs rois et papes. Mais la Vitæ Sanctæ Bathildis, qui comporte une énumération de toutes les donations de la reine, ne mentionne point Genainville, et l'église Saint-Remi n'a jamais eu de possessions à Genainville. Roland Vasseur et Françoise Waro sont parvenus à la conclusion que toutes les copies de l'acte authentique versées dans les cartulaires des abbayes sont des faux, destinés à légitimer des propriétés dont l'on ne savait plus comment elles étaient entrées dans leur temporel. Une troisième abbaye a possédé des terres à Genainville, en l'occurrence l'abbaye de Saint-Germain-des-Prés. Le principal propriétaire foncier et seigneur de Genainville est, jusqu'au milieu du XVIe siècle, l'abbaye de Jumièges. Également collateur de la cure, elle est très probablement à l'origine de la fondation de la paroisse. Elle aurait été érigée en 949 selon l'abbé Vital Jean Gautier. Roland Vasseur et Françoise Waro ne sont pas parvenus à situer l'époque de fondation de la paroisse. Le patron de son église est saint Pierre, Apôtre et premier pape de la chrétienneté. C'est le vocable de l'abbaye Saint-Père de Chartres.

### Le prieuré et la paroisse sous l'Ancien Régime

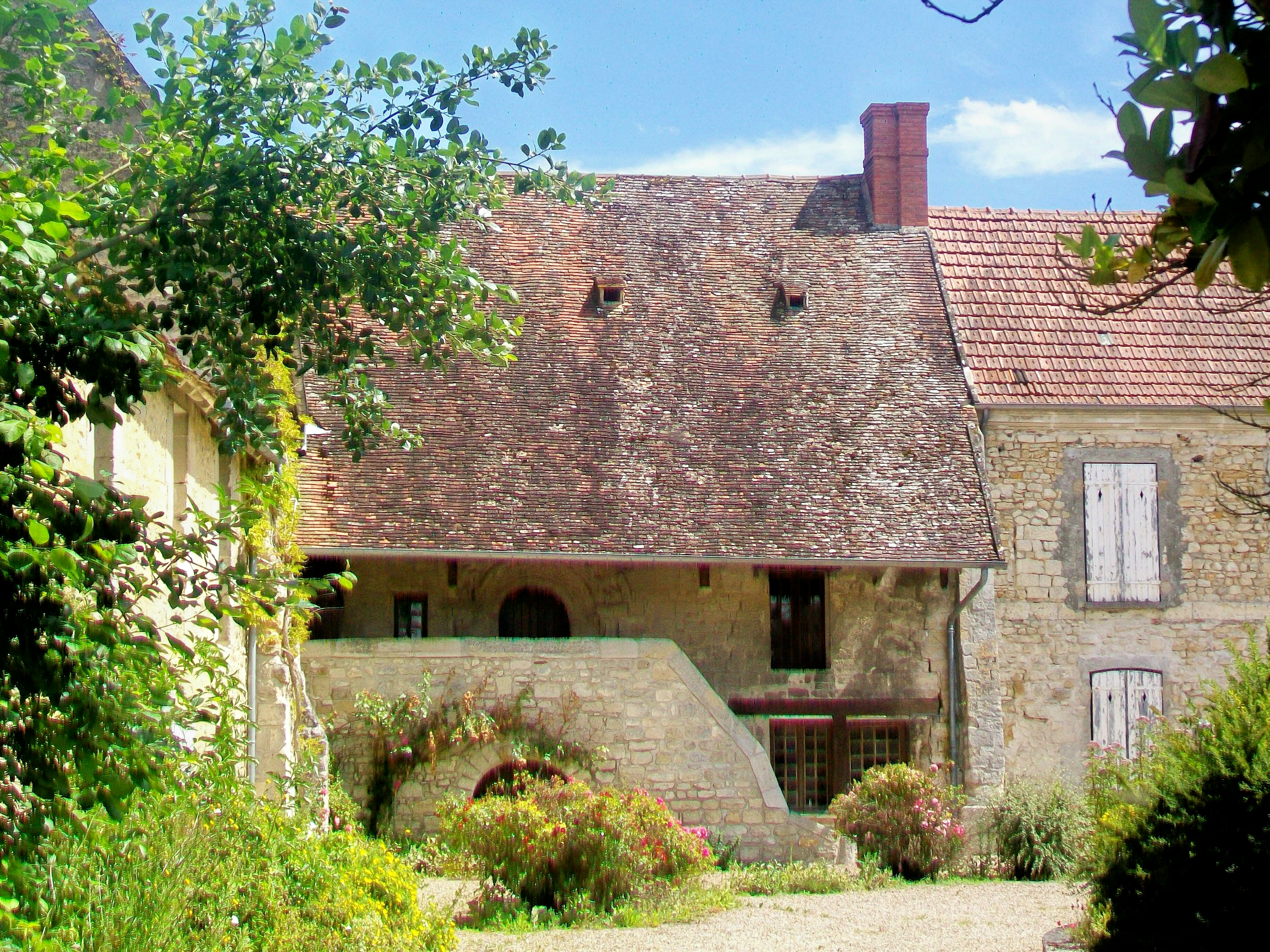
L'ancien prieuré.

Sous l'Ancien Régime, Genainville relève du doyenné de Magny-en-Vexin, de l'archidiaconé du Vexin français avec siège à Pontoise et de l'archidiocèse de Rouen. Depuis des temps immémorables, l'abbaye de Jumièges dispose d'un prieuré à Genainville. Ses édifices se situent au sud de l'église, et ont toujours comporté une exploitation agricole, avec grange et colombier. Le logis est le bâtiment en équerre qui jouxte immédiatement l'église. Le rez-de-chaussée servait probablement de cellier. L'escalier extérieur permet d'accéder directement à l'étage. L'une des portes est un vieux portail roman du second quart du XIIe siècle, dont l'on suppose qu'il n'occupe pas son emplacement d'origine. Il pourrait s'agir du portail de la précédente église de Genainville. Des fenêtres à meneaux du XIIIe siècle témoignent des premiers remaniements. Les deux grandes salles de l'étage, dites la chambre du prieur et la chambre des pères, ont été subdivisées en plusieurs pièces, et transformées en grenier au XIXe siècle. Roland Vasseur et Françoise Waro ont rassemblé un grand nombre de documents d'archives concernant le prieuré, mais ils concernent presque uniquement l'évolution du domaine foncier, les rapports avec les fermiers, et les sentences de justice. Les noms de la plupart des prieurs ne sont plus connus. Selon la règle de l'ordre, il ne fallait pas que les prieurs vivent seuls dans les prieurés ruraux, à la fois pour des raisons de sécurité, et pour mieux assurer l'observance de la discipline. Des correspondances retrouvées permettent de savoir qu'un deuxième père n'a pas toujours été présent, et que l'effectif n'a plus dépassé les deux moines après l'apogée du prieuré, au XIIIe siècle. Tant que le prieuré fonctionne, son prieur assume également le ministère du curé, ce qui souligne l'étroit lien entre le prieuré et la paroisse.
Cette situation change avec la réunion du prieuré à la chartreuse de Bourbon-lès-Gaillon, à Aubevoye, dans l'actuel département de l'Eure, entre 1575 et 1581. Le fondateur de la chartreuse, Charles Ier de Bourbon, archevêque de Rouen et abbé commendataire de Jumièges, est l'instigateur de cette réunion, qui vise à doter de revenus la nouvelle chartreuse. Malgré sa position hiérarchique, il faut l'approbation des moines de Jumièges, du grand-vicaire de Pontoise, et du roi Henri III. En raison de vices de procédure, l'acte est cassé par le pape Grégoire XIII en 1577, et les formalités doivent être accomplies pour une seconde fois, ce qui explique le long délai. Les moines de Jumièges se réservent le droit d'hospitalité au prieuré, pour eux, leurs serviteurs et leurs chevaux. Ce droit a tout son intérêt lors de leurs déplacements pour affaires ou pèlerinage. L'acte de réunion définitive et à perpétuité est signée le 19 janvier 1581 par sentence de Robert Dufay, official de Rouen. La chartreuse devient ainsi principal seigneur de Genainville, et collateur de la cure. L'influence de la chartreuse sur la vie spirituelle de la paroisse semble nulle. Un fermier-receveur, choisi par appel à candidatures et engagé pour une période de dix ans renouvelable, est installé au prieuré, qui devient ainsi une exploitation agricole à part entière. La chambre du prieur et la chambre des pères restent réservées à l'usage des religieux, mais faute d'entretien, elles finissent par ne plus répondre aux exigences de confort de l'époque. Un presbytère est mis à disposition du curé. Le dernier presbytère avant la Révolution est l'actuelle mairie. Des curés sous l'Ancien Régime, ne restent le plus souvent que les signatures en bas des comptes-rendus de prise de possession de la cure, des actes de baptême, de mariage et de décès. Les informations disponibles sur les revenus des curés sont contradictoires. Le curé jouit du presbytère avec grange, écurie, deux étables et une cave externe, et touche un tiers de la dîme, qui n'est toutefois pas prélevée sur les terres de la chartreuse, les personnes de mainmorte étant exemptes de la dîme. Sur ces propres deniers, comme à l'accoutumée, le curé rémunère un vicaire, qui touche cinquante livres par an. Il doit également payer les frais du culte, payer des valets pour exploiter ses terres, verser une contribution à l'archidiacre, et pratiquer la charité. En 1726, le curé Berthault écrit qu'il ne pourrait vivre dans le bénéfice sans l'héritage laissé par ses parents. Il faut éviter toute confusion entre les biens de la cure et les biens de la fabrique, qui sont gérés par un marguillier élu par l'assemblée des habitants.

### La vie de la paroisse auXIXesiècle

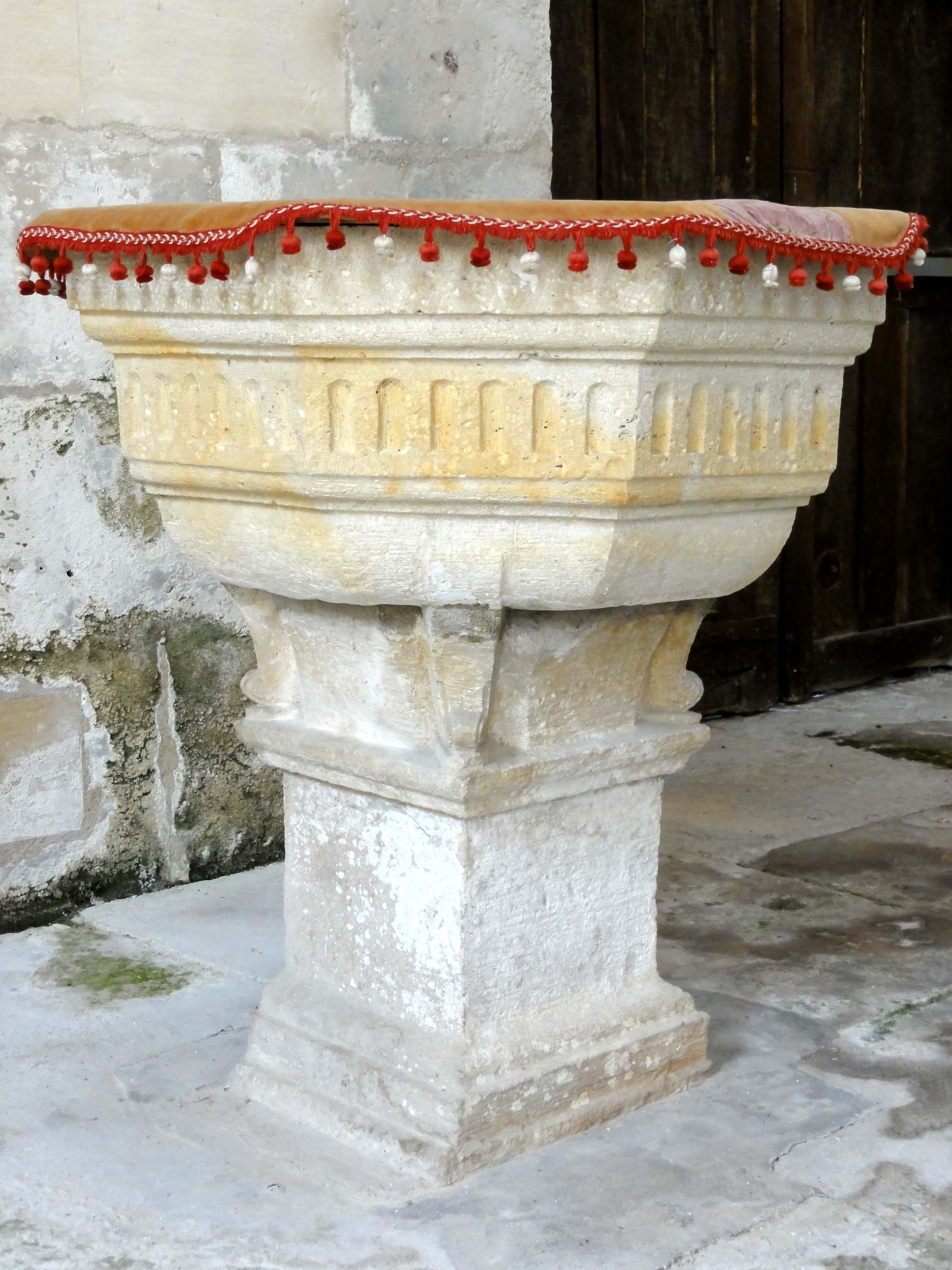
Fonts baptismaux, fin XVIe siècle.

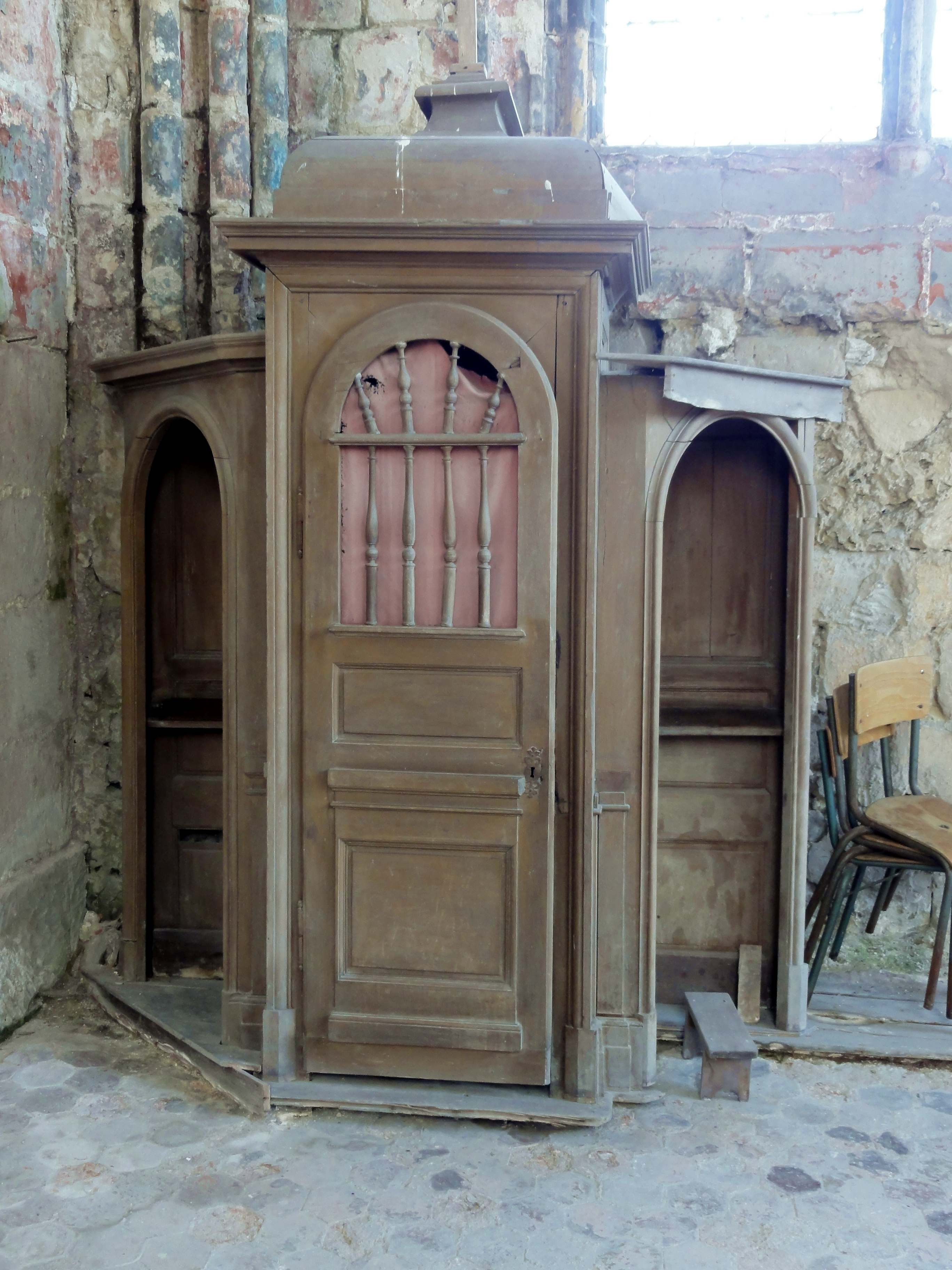
Confessionnal, non daté.

L'impact de la Révolution française sur la paroisse de Genainville n'est pas thématisé par Roland Vasseur et Françoise Waro, qui ont essayé d'être exhaustifs sur tous les autres domaines. À l'instar de l'ensemble des paroisses du département de Seine-et-Oise, Genainville est rattaché au nouveau diocèse de Versailles. Le presbytère est vendu comme bien national. Au début du XIXe siècle, le curé emménage rue de Bourgogne, et en 1850, dans une maison de style néo-classique face à l'église. Elle continue de servir de presbytère jusqu'en 1920. La Vierge Marie peinte sur la cheminée par l'abbé Dheilly témoigne toujours de ce passé. L'abbé Dheilly, curé de Genainville de 1854 à 1866, est l'auteur de plusieurs ouvrages religieux, et également amateur des arts. C'est lui qui a sculpté en 1858 la statue de saint Rouen qui surplombe la fontaine qui lui est dédiée à Wy-dit-Joli-Village. Il a également peint le tableau représentant l'Assomption, et sans doute le tableau presque identique qui se trouve en l'église Saint-Romain de Wy-dit-Joli-Village. La comparaison avec les fresques sous les voûtes du chœur permet de les attribuer au même artiste. Elles sont de niveau médiocre, et ne sont conservées que pour leur qualité de témoins de l'histoire. Un autre curé du XIXe siècle dont les archives gardent la mémoire est l'abbé Grados, qui officie aux débuts de la Troisième République. Il a coutume d'aller boire au cabaret en compagnie des jeunes gens, et souvent, il faut le rapporter chez lui. Ceci ne l'empêche pas de dénoncer les mœurs pas très chrétiennes, plutôt païennes, des habitants. En 1879, Genainville compte 380 habitants. Il n'y a pas de bourgeoisie. Hormis les deux fermiers et leurs familles, tous sont des petits cultivateurs, ouvriers ou journaliers. L'instituteur rejoint le curé en pointant du doigt l'alcoolisme largement répandu dans la population. Les parents ne prodiguent presque pas d'éducation religieuse à leurs enfants. La plupart ne sont du reste pas scolarisés, ou ne fréquentent que périodiquement l'école publique. Le repos dominical n'est pas respecté. On ne s'habille correctement que pour fréquenter les cabarets et bals, le soir. La plupart des paroissiens n'assistent à la messe que quatre ou six fois par an, et sans conviction.
La fréquentation des messes dominicales ordinaires se limite à une demi-douzaine de femmes habituées, et quelques enfants. Le curé renonce à chanter vêpres dans l'église le dimanche après-midi : il s'y trouverait tout seul. La pratique religieuse des enfants s'interrompt après la première communion. On ne fait même pas lire des messes pour les défunts. La plupart des filles sont déjà mères au moment du mariage. La plupart des us et coutumes liés de près ou de loin à la religion tombent successivement en désuétude sous le Second Empire, y compris le Carnaval et la distribution d'eau bénite par l'instituteur, dans chaque maison, le dimanche matin. La messe des liens, célébrée le premier août, jour de la fête de la Saint-Pierre-ès-Liens et premier jour des moissons à Genainville, ainsi que les Rogations, survivent encore jusqu'à la fin du XIXe siècle. Ce qui restent sont la bénédiction des branches de buis le dimanche des Rameaux ; l'annonce bruyante des messes par les enfants de chœur pendant le silence des cloches, entre le Vendredi saint et Pâques ; le repas de viande après le carême, le Samedi saint à minuit ; la recherche des œufs de Pâques par les enfants ; la location des moissonneurs le lundi de Pâques ; et bien sûr la fête patronale, le 29 juin. Dans sa monographie de l'an 1900, l'instituteur écrit : « Elle est annoncée la veille par un feu de joie. Ce feu a lieu de temps immémorial sur un terrain appartenant à la fabrique de l'église, lieudit le cimetière, qui domine tout le village. Le prêtre bénit et allume le feu. Chaque assistant, après le départ du clergé, s'empresse de se munir de bois carbonisé pour le conserver précieusement, lui donnant le pouvoir de préserver de la foudre. Le dimanche, divertissements variés sur la place publique. Chevaux de bois, bal sous une tente, tir à la carabine, jeu de boules etc. Les marchands de pain d'épice et de jouets y trouvent aussi une bonne clientèle. Le lundi continuation de la fête. Les jeunes gens, dans l'après-midi, organisent un tir à l'oie ». L'oie, préalablement tuée, est « entonnée » dans un panier d'osier, d'où seuls pendent le cou et la tête. Elle est suspendue à une corde tendue au travers de la rue. Les jeunes, les yeux bandés, essaient de couper son cou à l'aide du sabre du garde-champêtre. Le soir, ils mangent l'oie chez un cabaretier du village.
L'histoire de la paroisse depuis le début du XXe siècle n'a pas encore fait le sujet de publications. En 1966, la refonte des départements d'Île-de-France apporte la création du diocèse de Pontoise, dont Genainville fait désormais partie. Le village est aujourd'hui affilié au secteur pastoral du Vexin ouest, dont le principal lieu de culte est l'église Notre-Dame-de-la-Nativité de Magny-en-Vexin. L'église Saint-Pierre est donc desservie par le curé de Magny, ou son vicaire. En raison l'étendue du secteur, qui ne compte pas moins de vingt-sept églises, les messes dominicales ne sont plus célébrées qu'irrégulièrement, environ deux fois par an, généralement le samedi à 18 h.

### Les campagnes de construction de l'église

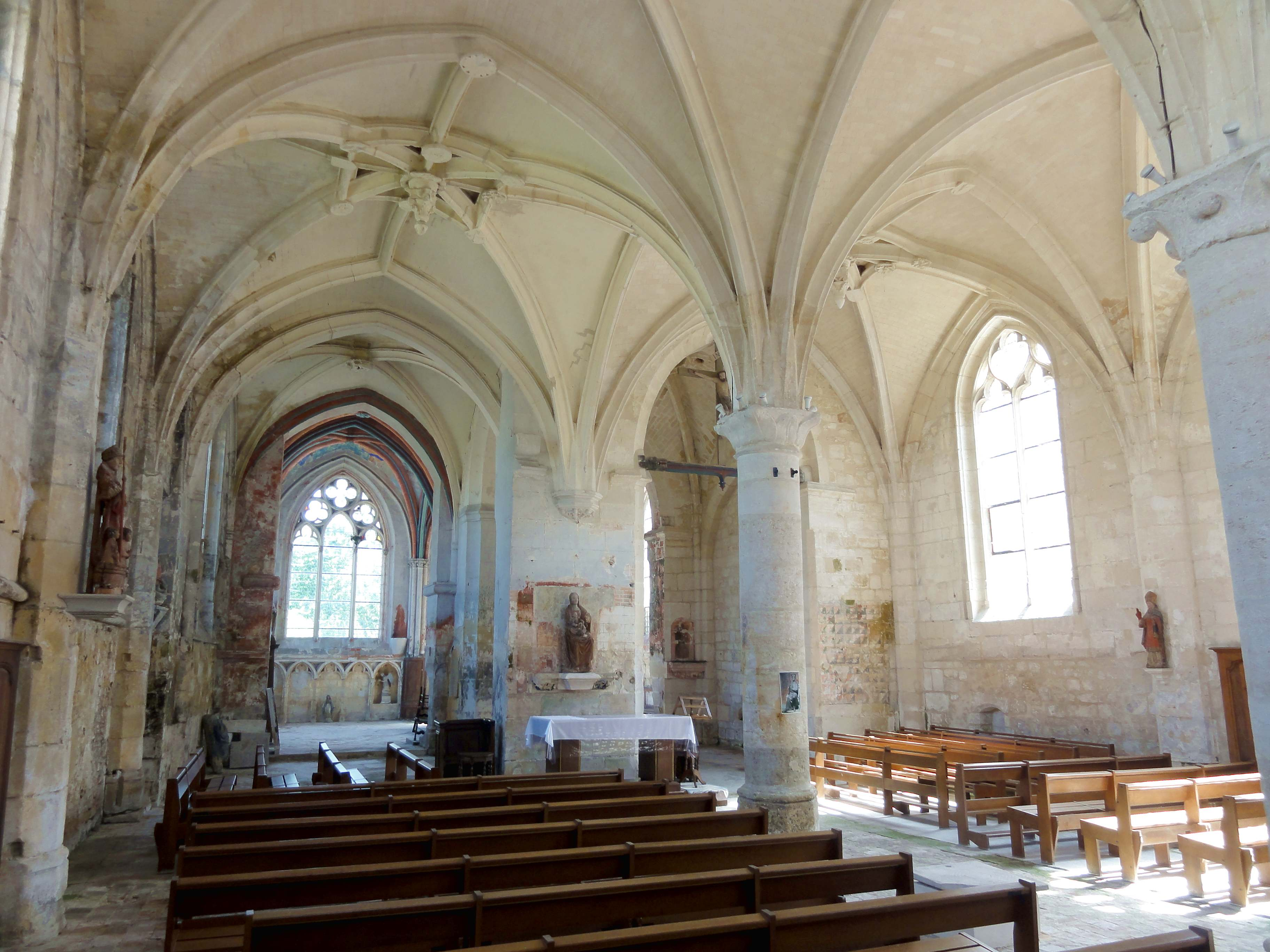
Vue intérieure générale.

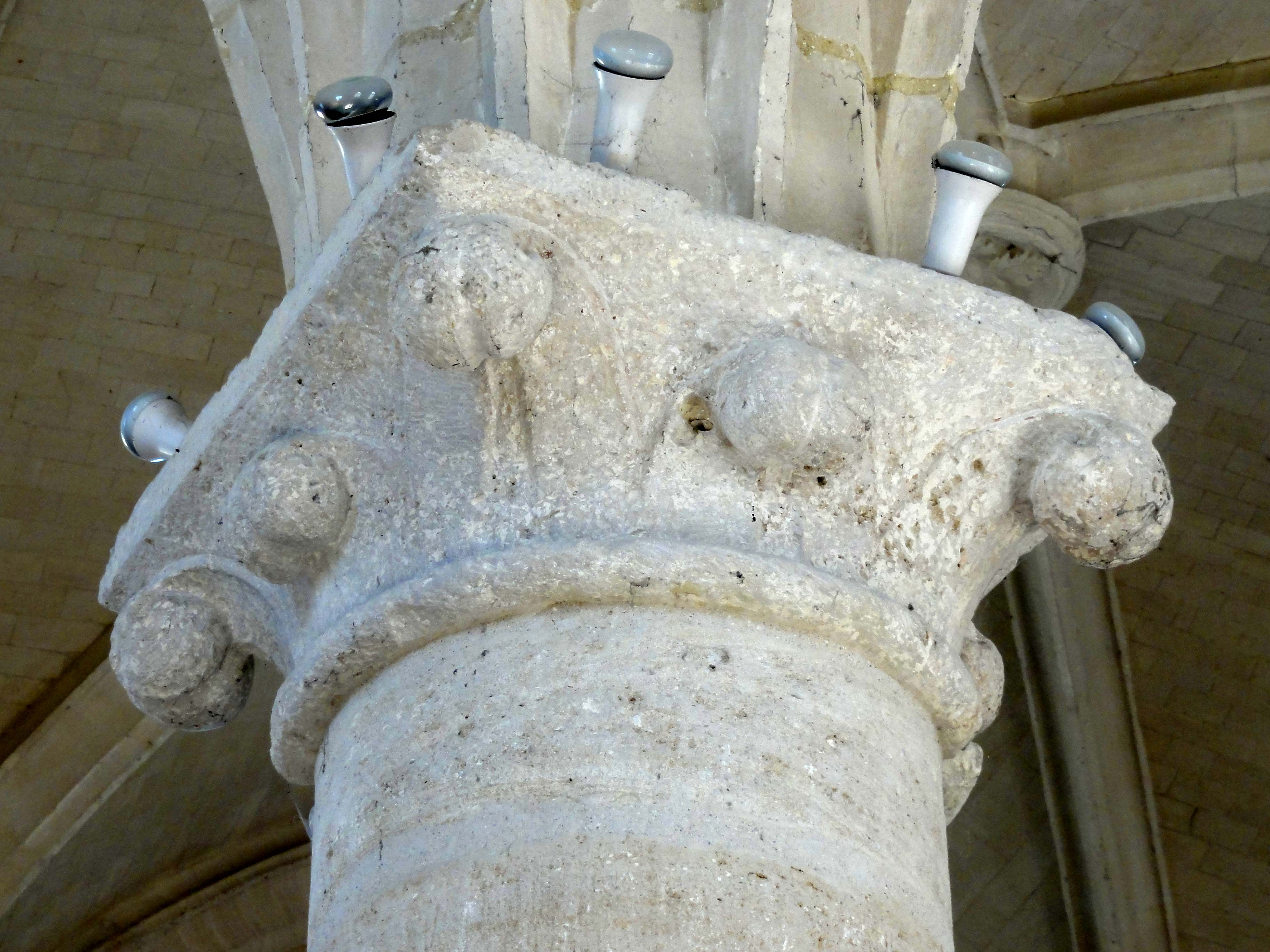
Chapiteau gothique du 1er pilier.

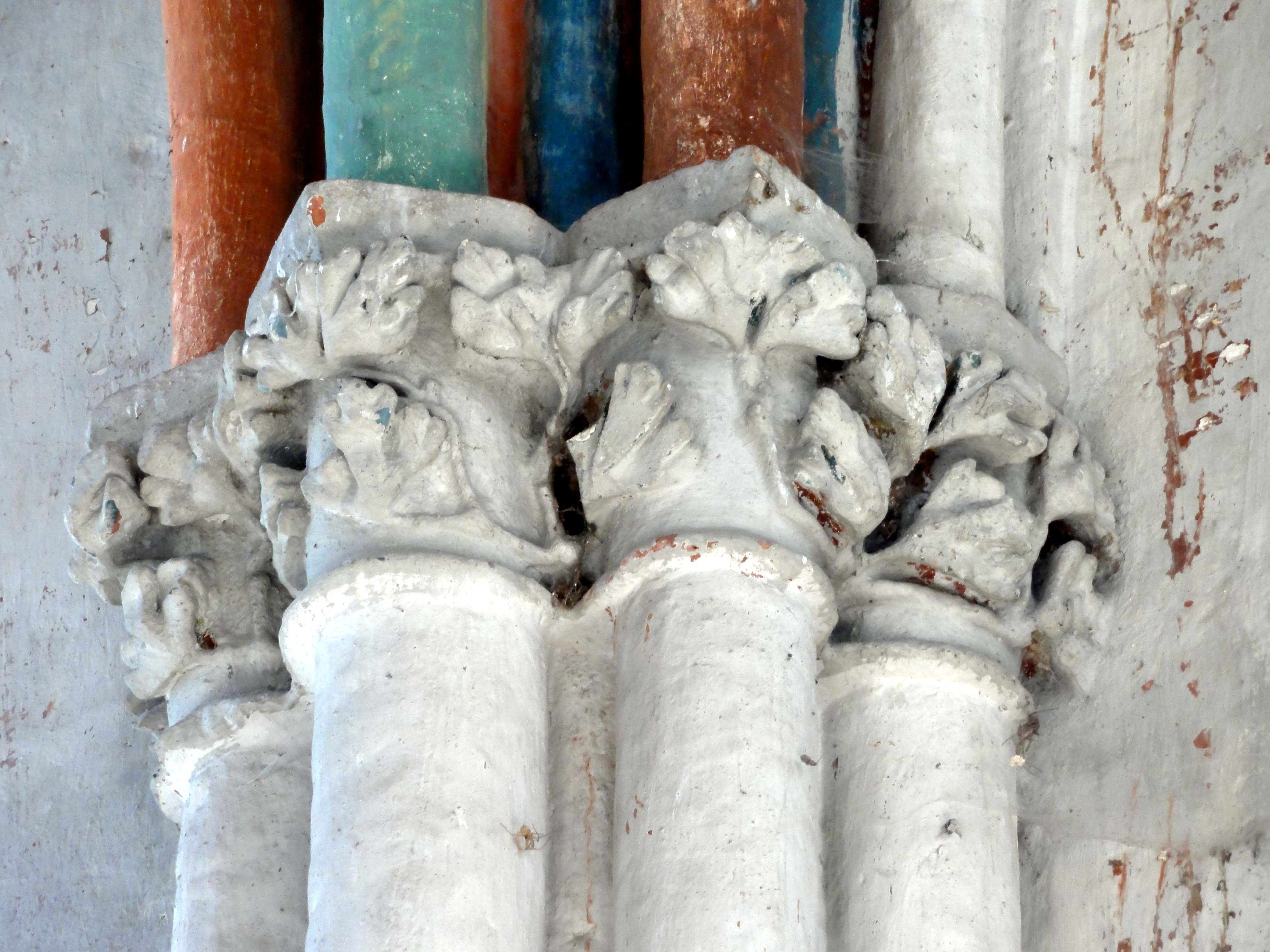
Chapiteaux du chœur.

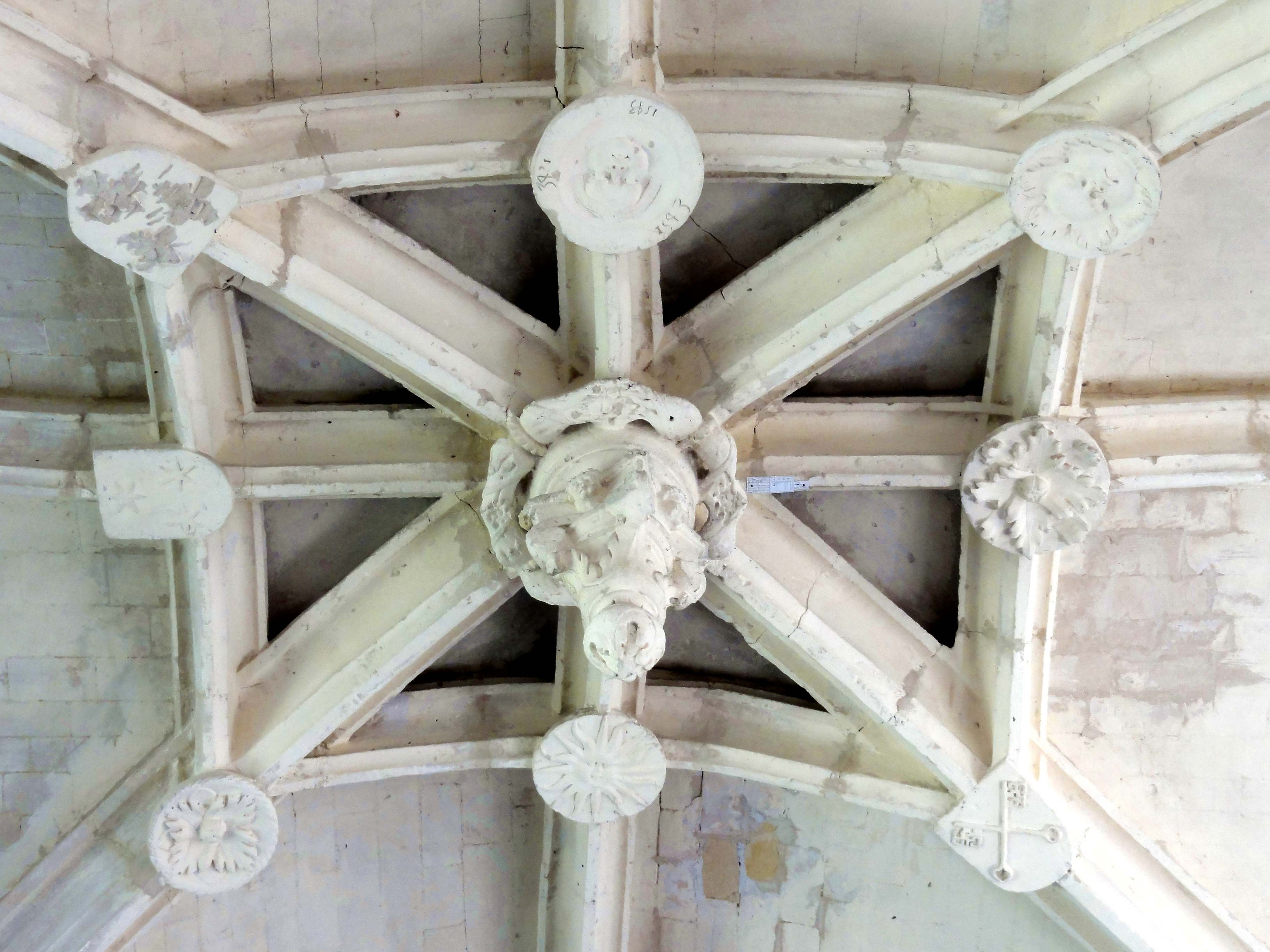
Clés de voûte de la 3e travée de la nef du nord, avec la date de 1543.

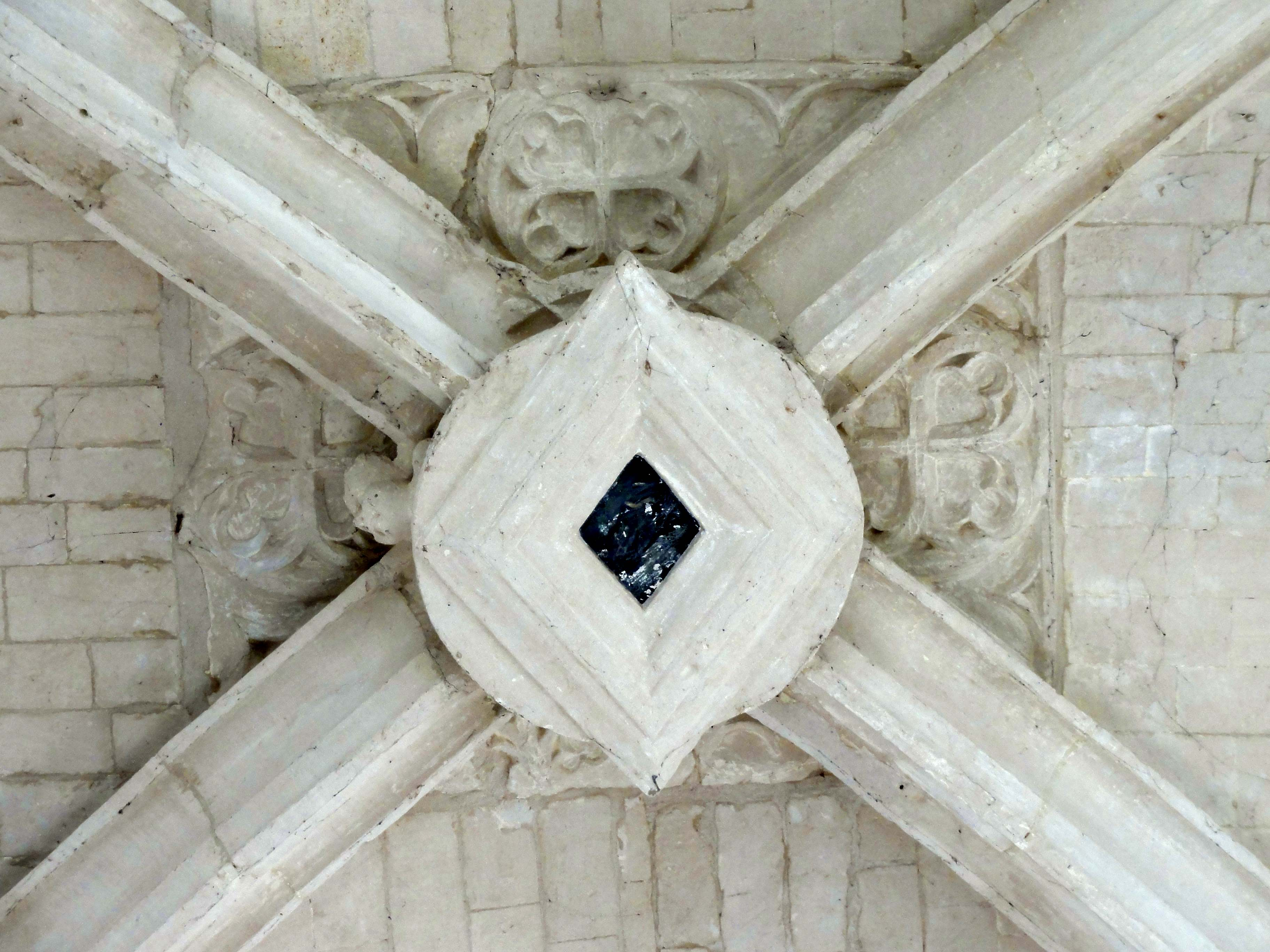
Clé de voûte de la 1re travée de la nef du sud, avec la date de ..51.

Sous sa forme actuelle, l'église actuelle est issue de trois principales campagnes de construction, mais englobe quelques éléments plus anciens. Roland Vasseur et Françoise Waro sont persuadés que les quatre piles du clocher remontent au XIIe siècle, ce qu'ils déduisent des traces de reprises visibles à plusieurs endroits. Elles datent de la période gothique flamboyante, au début ou au second quart du XVIe siècle, quand le clocher reçoit sa forme actuelle, et quand la reconstruction de la nef est lancée. En effet, des colonnettes uniques sont logées dans les angles, ce qui n'est pas dans l'esprit flamboyant ; les deux piédroits d'une même arcade ne sont pas toujours identiques ; un arc formeret en plein cintre subsiste au droit du mur méridional ; et avant et surtout, les arcades vers la nef et le chœur sont beaucoup plus étroites que le vaisseau actuel. La meilleure explication est la contrainte imposée par l'écart réduit entre les piles de l'ancien clocher, qui devait être un clocher central, comme la grande majorité des clochers vexinois du Moyen Âge. Également plus anciens que la nef actuelle sont les trois chapiteaux des piliers des arcs-doubleaux qui font communiquer les deux nefs, et le chapiteau engagé dans le mur occidental. Ils datent du début du XIIIe siècle. Ils ont perdu leurs tailloirs, et toutes les bases sont flamboyantes, si bien qu'il n'est pas possible de savoir s'ils occupent toujours leur emplacement d'origine, et si l'église était déjà à double nef au début du XIIIe siècle. Côté nef, les piles de la nef ne gardent aucune trace de la vieille nef gothique. Rares sont les églises à double nef dans la région : Fleurines est une église-halle homogène de la période flamboyante ; Limay est une église-halle du XIIIe siècle, en partie reprise à la période flamboyante, mais accompagnée encore de sa nef romane jusqu'au XVIIe siècle ; Cauvigny a reçu une seconde nef avant le milieu du XIIe siècle, et Allonne au début du XVIe siècle ; Blaincourt-lès-Précy est une église-halle du milieu du XVIe siècle avec deux enfilades de piliers ; Pierrefonds est à double nef, mais à chœur simple, et Duvy et Saintines ont deux nefs et deux chœurs, mais pas depuis l'origine. Dans le Vexin, Ableiges et Chérence possèdent un chœur-halle à trois vaisseaux, et Courcelles-sur-Viosne, un chœur-halle à double vaisseau. — Ce qui peut expliquer cette particularité à Genainville est l'impossibilité d'ajouter un bas-côté au sud, où le prieuré jouxte presque immédiatement l'église, et l'insuffisance du gain de place par l'adjonction d'un bas-côté ordinaire au nord. En plus, la double nef permet de réserver un vaisseau aux fidèles, et l'autre vaisseau au prieuré. Cette hypothèse d'une église paroissiale et priorale combinée est notamment défendue par Bernard Duhamel. Il oublie que le prieuré ne compte qu'un ou deux religieux, dont le curé, et qu'une bonne partie des villages vexinois possédaient un prieuré, sans que cela entraîne des dispositions particulières dans leurs églises (les autres prieurés ne disposant pas non plus d'églises qui leur étaient réservées).
Une fois la nef romane remplacée par la nef gothique, dont seuls des sondages ou fouilles archéologiques pourront révéler la configuration exacte, le chœur roman est remplacé à son tour par un chœur-halle gothique au cours des années 1250 / 1260. Le chœur-halle, terme dérivé d'église-halle, s'applique à des sanctuaires comportant plusieurs vaisseaux portés plus ou moins à la même hauteur, sans distinction notable entre transept, chœur et chapelles latérales, et se terminant par un chevet plat. Cette forme de sanctuaire est surtout répandu dans le moyen bassin de l'Oise. Maryse Bideault et Claudine Lautier, qui ont étudié les principales églises gothiques au nord de Paris, y ont identifié une bonne vingtaine d'exemples, dont Montataire, Nogent-sur-Oise et Plailly sont les plus représentatifs. C'est l'analyse comparative des différents monuments qui a permis aux deux auteurs d'identifier des fourchettes chronologiques assez précises pour leur période de construction. Elles n'ont pas consacré d'étude à Genainville, mais Roland Vasseur et Françoise Waro reprennent sa datation, et rejettent celle de Bernard Duhamel, qui propose le début du XIVe siècle. L'église Saint-Pierre fournit l'unique exemple d'un chœur-halle du XIIIe siècle dans le Vexin français. Il ne convient pas de parler de deux chœurs, comme le fait Bernard Duhamel, car il s'agit d'un espace unifié, avec une seule colonne au centre. Ce chœur représente la première campagne de construction de l'église actuelle,. Il est à rapprocher des chœurs de Brenouille et Rousseloy, dans l'Oise, qui répondent au même plan, et datent de l'époque visé par Bernard Duhamel, avec un style très proche de Genainville.
La seconde campagne de construction porte sur le remaniement flamboyant de la base du clocher, et la construction d'une travée au nord du clocher, dont la fonction est de relier le vaisseau nord du chœur à la nef du nord. Aucun élément permettant une datation concrète de ces travaux n'a encore été identifié à ce jour, et les preuves formelles pour l'antériorité de la seconde à la troisième campagne manquent. Seul le constat que cette dernière s'achève par une façade dans le style de la Renaissance s'y oppose. D'autre part, la courte section voûtée en berceau entre la nef du nord et la travée au nord du clocher parle dans le sens d'une interruption du chantier entre ces deux parties, faute de quoi le maître d'œuvre aurait donné la préférence à un simple arc-doubleau, malgré la saillie d'un contrefort du clocher à cet endroit. Quant au doubleau qui fait communiquer la nouvelle travée avec le chœur, il est très large, non mouluré, et retombe au nord sur un épais massif de maçonnerie, ce qui trahit qu'il s'agit d'une arcade ouverte dans un mur préexistant. Le vaisseau septentrional de l'église était donc initialement interrompu au nord du clocher. Pour venir à la troisième campagne de construction, elle concerne la double nef et la façade, et se situe entre la fin de la période gothique, à laquelle appartient l'intérieur, sauf certaines clés de voûte, et le début de la Renaissance, à laquelle appartiennent certaines clés de voûte et la façade. La date de 1543 est trois fois gravée (dont une fois à l'envers) sur une clé de voûte secondaire de la troisième travée du nord, et Louis Régnier affirme que la date de 1551 se lisait autrefois sur la clé de voûte de la première travée du sud (seuls les deux derniers chiffres subsistent, à moitié effacés). Selon Roland Vasseur et Françoise Waro, la période de construction devrait donc s'échelonner de 1543 à 1551. Selon Louis Régnier, « tout fait supposer que les Chartreux contribuèrent pour la plus grande partie à la dépense ». D'habitude, les frais de construction et d'entretien de la nef sont à la charge de la fabrique. Pour le même auteur, il est aisé de reconnaître en la façade une œuvre de Jean Grappin, architecte de Gisors et des portails de Marines et Vétheuil, entre autres. « Lui seul a pu ordonner cette double façade et ces entrées jumelles flanquées de colonnes ioniques et composites et disposer ces postes, malheureusement grattés, qui décoraient la frise de la porte principale, aussi bien que ces cercles entrelacés qui figurent à pareil endroit de l'étage supérieur ». Roland Vasseur et Françoise Waro partagent l'avis de Louis Régnier, et ajoutent que l'architecte de la nef pourrait être Robert Grappin, le père de Jean, qui adhère encore très longtemps au style flamboyant. L'église est classée au titre des monuments historiques par arrêté du 5 juillet 1920.

## Description

### Aperçu général

Plan de l'église.

Irrégulièrement orientée vers le sud-est du côté du chevet, l'église se compose d'une double nef de deux fois trois travées ; d'une base de clocher et d'une travée adjacente au nord (nord-est) de cette dernière ; et d'un chœur-halle carré de deux fois deux travées, qui se termine par un chevet plat. En somme, l'église est formée par deux vaisseaux de longueur identique. Le vaisseau du sud peut être considéré comme le vaisseau principal, car il correspond au vaisseau unique de la précédente église romane, et le seul autel subsistant se trouve à son chevet. L'ensemble de l'église est voûté d'ogives. Seules les voûtes de la troisième travée des deux nefs sont munies de nervures supplémentaires à vocation décorative, qui forment un rectangle au centre de la voûte. Les travées de la nef sont barlongues, et celles de la base du clocher et du chœur sont carrées. La travée au nord du clocher possède un mur gouttereau oblique pour racheter cette différence de largeur. Au sud, elle n'est pas masquée. L'on entre dans l'église par l'un des deux portails de la façade occidentale (nord-ouest). Il y a également une porte latérale au sud, qui permettait anciennement d'entrer depuis le prieuré, et ne sert plus qu'à donner accès à la ruelle qui sépare l'église de l'ancien prieuré. La porte vers la sacristie, qui se situait devant le chevet du vaisseau du sud et est aujourd'hui ruinée, a été murée. La structure des toitures est très simple ; les deux vaisseaux sont couverts ensemble par un toit unique à deux rampants, avec un pignon à chacune des deux extrémités.

### Intérieur

#### Nef

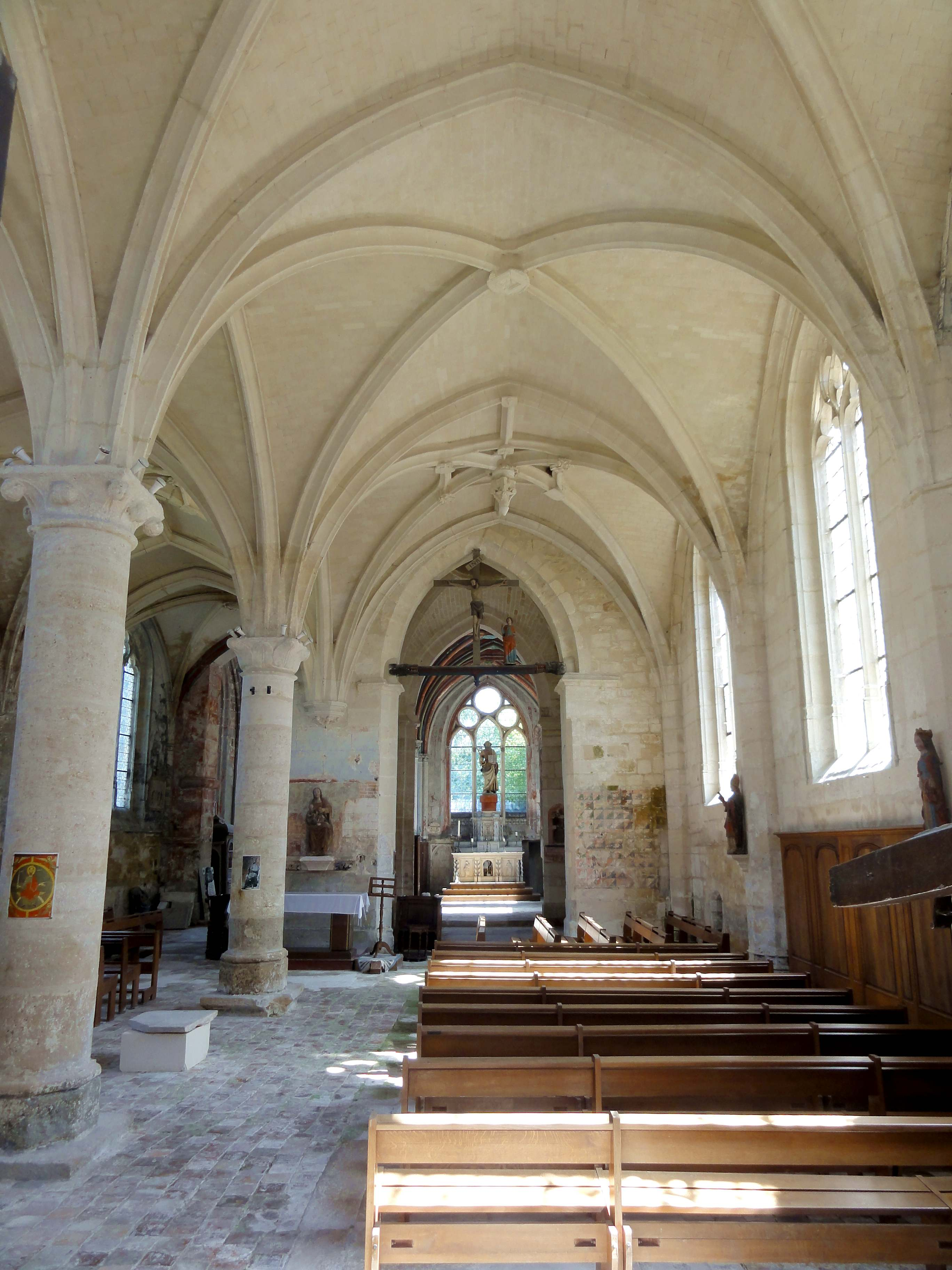
Nef sud, vue vers l'est.

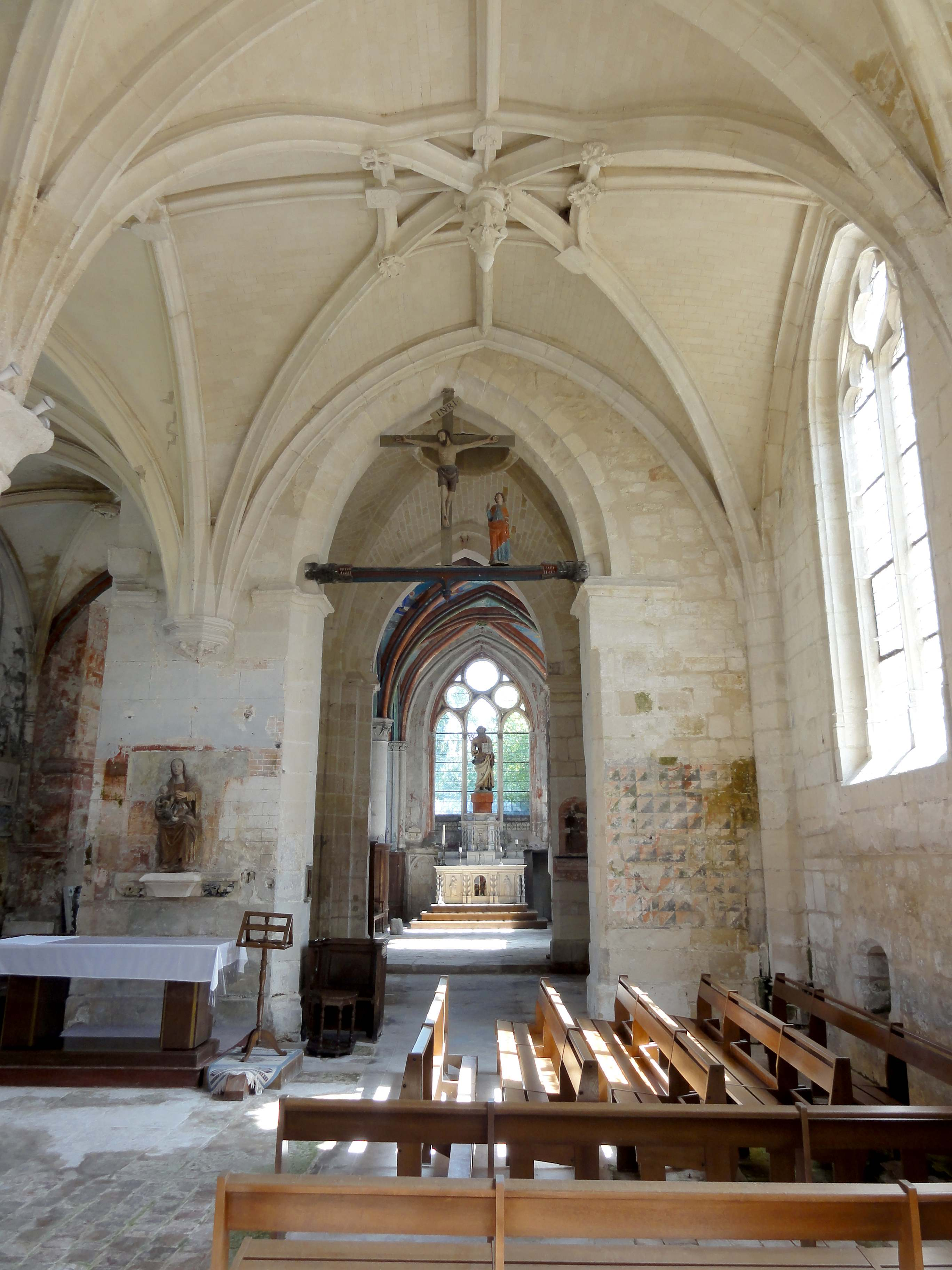
Nef sud, vue vers l'est.

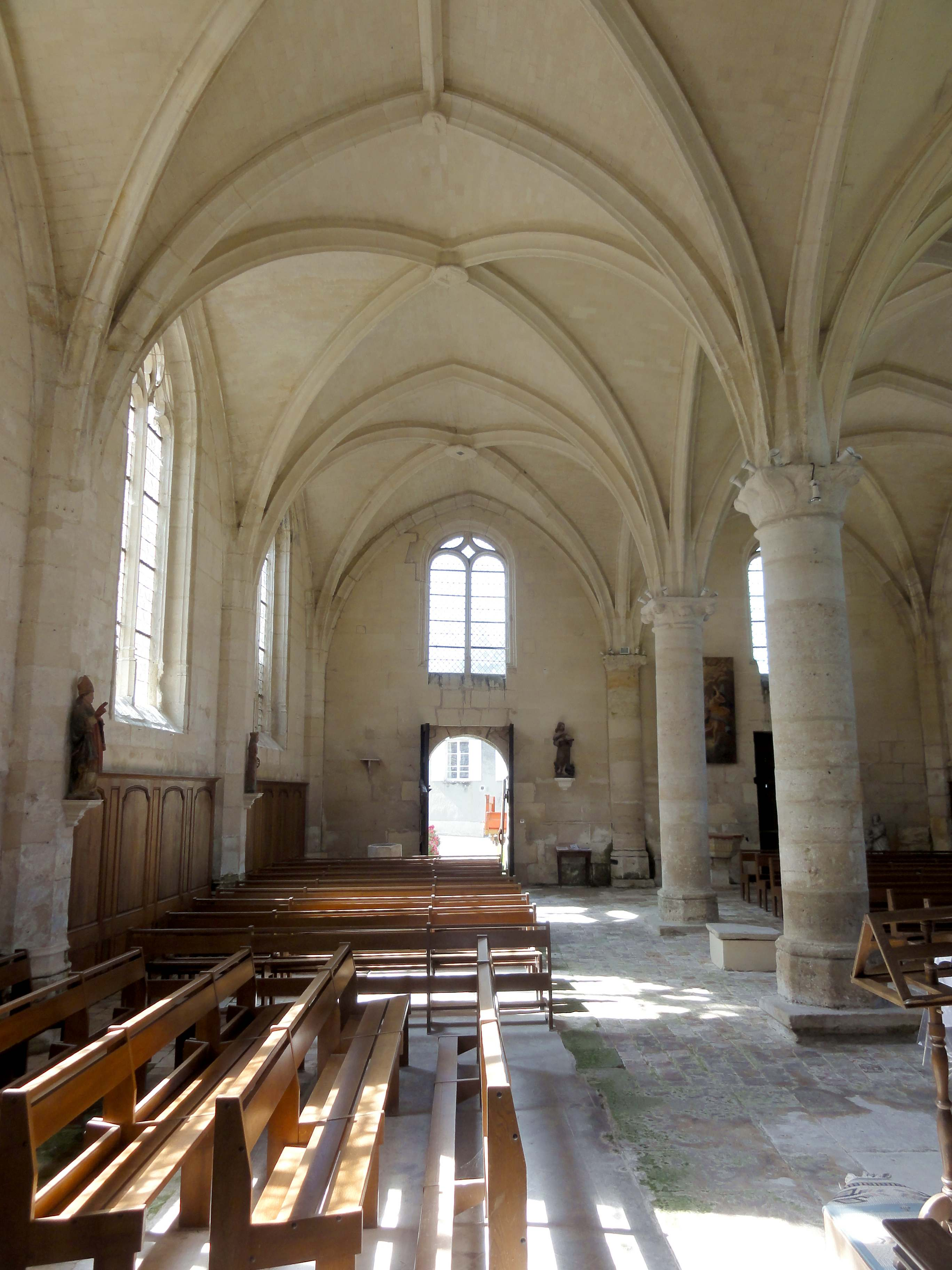
Nef sud, vue vers l'ouest.

La double nef est spacieuse et lumineuse. L'ampleur de l'espace contraste, il est vrai, avec l'étroite arcade ouvrant dans la base du clocher, qui réduit considérablement la visibilité du sanctuaire depuis la nef du sud. Au nord, la continuité visuelle est mieux assurée. Par leur profil, les arcs-doubleaux qui séparent les deux vaisseaux sont assimilés aux doubleaux perpendiculaires ; point d'épaisses arcades. Les vaisseaux ne paraissent pas élancés : leur largeur est équivalente à la hauteur des piliers. Mais l'impression n'est pas celle d'un espace intérieur trapu, grâce au peu de place qu'occupent les supports, et grâce à la minceur des nervures prismatiques aigües des voûtes. Malgré l'humidité du lieu ; un ruisseau coule en effet dans le passage entre église et ancien prieuré ; le sol n'a apparemment pas été exhaussé, car les socles octogonaux des piliers sont montés sur des dalles carrées. Les bases, qui épousent le même plan octogonal, se composent d'un gros et d'un petit boudin. Les piliers monocylindriques sont appareillés en tambour. Les chapiteaux des deux piliers isolés sont sculptés très simplement ; l'un de crochets, l'autre de feuilles plates. Le chapiteau du pilier engagé dans le mur occidental est le plus abouti ; il associe les crochets aux palmettes de feuilles d'acanthe. Tous les motifs sont fortement stylisés. La datation du début du XIIIe siècle ne paraît pas solidement fondée, les chapiteaux étant un indice trop mince : on peut étendre la fourchette chronologique jusqu'aux années 1180. À Avernes aussi, des arcades flamboyantes reposent sur des chapiteaux du début du XIIIe siècle. — Au droit des murs gouttereaux et dans les angles, point de traces de la première période gothique : l'on y trouve des piliers engagés au plan d'un demi-octogone ou d'un quart-d'octogone. Ici, les nervures des voûtes, ogives, doubleaux et formerets, sont pénétrantes. Ce n'est qu'à l'ouest de la pile nord-ouest du clocher que les nervures sont reçues sur un tailloir, qui est au plan d'un demi-octogone, et dont la corbeille est sculptée de quatre angelots qui se tiennent par la main. Au-dessus des chapiteaux gothiques, qui ont été privés de leurs tailloirs, Robert Grappin a fait poser de courts fûts cylindriques, dans lesquels se fondent les nervures. Toutes les nervures suivent un tracé en arc brisé.
Comme déjà évoque, les voûtes de la troisième travée de chacune des deux nefs sont agrémentées de nervures supplémentaires à vocation décorative. Elles forment un rectangle au sommet de la voûte. En plus, les ogives sont complétées par deux liernes dans le sens longitudinal. Aux six points de croisement entre le rectangle et les ogives ou liernes, des clés de voûte secondaires sont placées. Leur facture est encore proche du gothique flamboyant, quoique les rosaces ressemblent à celles que l'on trouve sur les métopes des entablements doriques. En plus, il y a des clés centrales. D'une composition remarquable, elles reflètent clairement le style de la Renaissance. Elles sont entourées d'une couronne d'épines, et formées par un chapiteau corinthien suspendu, avec un cul-de-lampe garni de feuillages en dessous. Une petite tête humaine se détache devant chaque face du chapiteau. Parmi les clés secondaires au sud, quatre arborent des rosaces feuillagées ; trois des écussons ; et un des découpages flamboyants, avec pour principal motif, quatre soufflets. Un écusson est vierge. L'un affiche une couronne d'épines autour d'une croix, et l'autre trois pélicans ou aigles aux ailes déployées. Au sud, les rosaces feuillagées sont seulement au nombre de deux, mais il y a également trois écussons. L'un était sculpté de trois fleurs de lys, bûchées à la Révolution ; un montre trois étoiles à cinq branches ; et la troisième deux clés en sautoir. Les trois autres clés sont des disques décorés en bas-relief. Parmi elles, l'on trouve la clé avec la date de 1543, déjà mentionnée. Une autre affiche un homme vert, et une troisième un soleil. On peut encore noter que les trois clés d'arc des doubleaux près de ces voûtes sont également décorées. Celle du doubleau longitudinal représente une équerre et trois truelles bretées, symboles de la maîtrise d'œuvre au Moyen Âge. Roland Vasseur et Françoise Waro y voient une sorte de signature du maître d'œuvre, et un indice de son enracinement dans la tradition gothique. Entre la seconde et la troisième travée du sud, un écusson affiche un calice et une hostie. — Dans le Vexin, des voûtes semblables se trouvent à Chérence, Cléry-en-Vexin (toute la nef), Nucourt, et Vétheuil (3e chapelle du nord).
Les clés de voûte des premières et deuxièmes travées ne sont pas moins intéressantes. Dans la deuxième travée du sud, un homme vert est inscrit dans une superposition de losanges, qui sont placés sur un disque ceint d'un cordon tressé. Dans la première travée, les angles des voûtains qui cernent la clé de voûte sont eux aussi décorés. Les motifs sont quatre soufflets formant un cercle, ce qui évoque l'une des clés secondaires de la troisième travée. En outre, la clé est flanquée de quatre petites têtes sculptées, placées verticalement, comme au XIIIe siècle. La clé elle-même, très sobre, se résume à trois losanges superposés sur un disque. C'est ici que l'on peut encore deviner les chiffres ..51. Au nord, les clés des deux premières travées présentent des rosaces, dont l'une se profile sur un disque, tandis que l'autre est enfoncée dans un disque, entouré de plusieurs cercles. Hormis les supports et les voûtes, ce qui mérite l'attention dans la nef sont les fenêtres, notamment celles des élévations latérales. Leur pourtour est pourvue de moulures prismatiques, qui adoptent un profil proche de celui des nervures des voûtes. Toutes ces fenêtres sont à deux lancettes aux têtes trilobées. La partie supérieure du remplage est conventionnelle dans la troisième travée, où l'on voit un soufflet entre deux mouchettes. On en trouve une variante dans la première travée, où un écoinçon reste libre en dessous du soufflet. Dans la deuxième travée du nord, un losange central est flanqué de deux soufflets obliques, qui sont tronqués par l'arc de la baie. En face au sud, trois petits soufflets s'inscrivent dans le grand soufflet, dont un placé le haut vers le bas, et les deux autres obliques et dissymétriques. Toutes ces fenêtres ne détonneraient pas dans une église de la fin du XVe siècle. Il n'en va pas de même des deux baies occidentales, qui sont en plein cintre, et possèdent un remplage épuré de deux formes en plein cintre surmontées d'un losange ou d'un soufflet simplifié entre deux écoinçons ajourés.

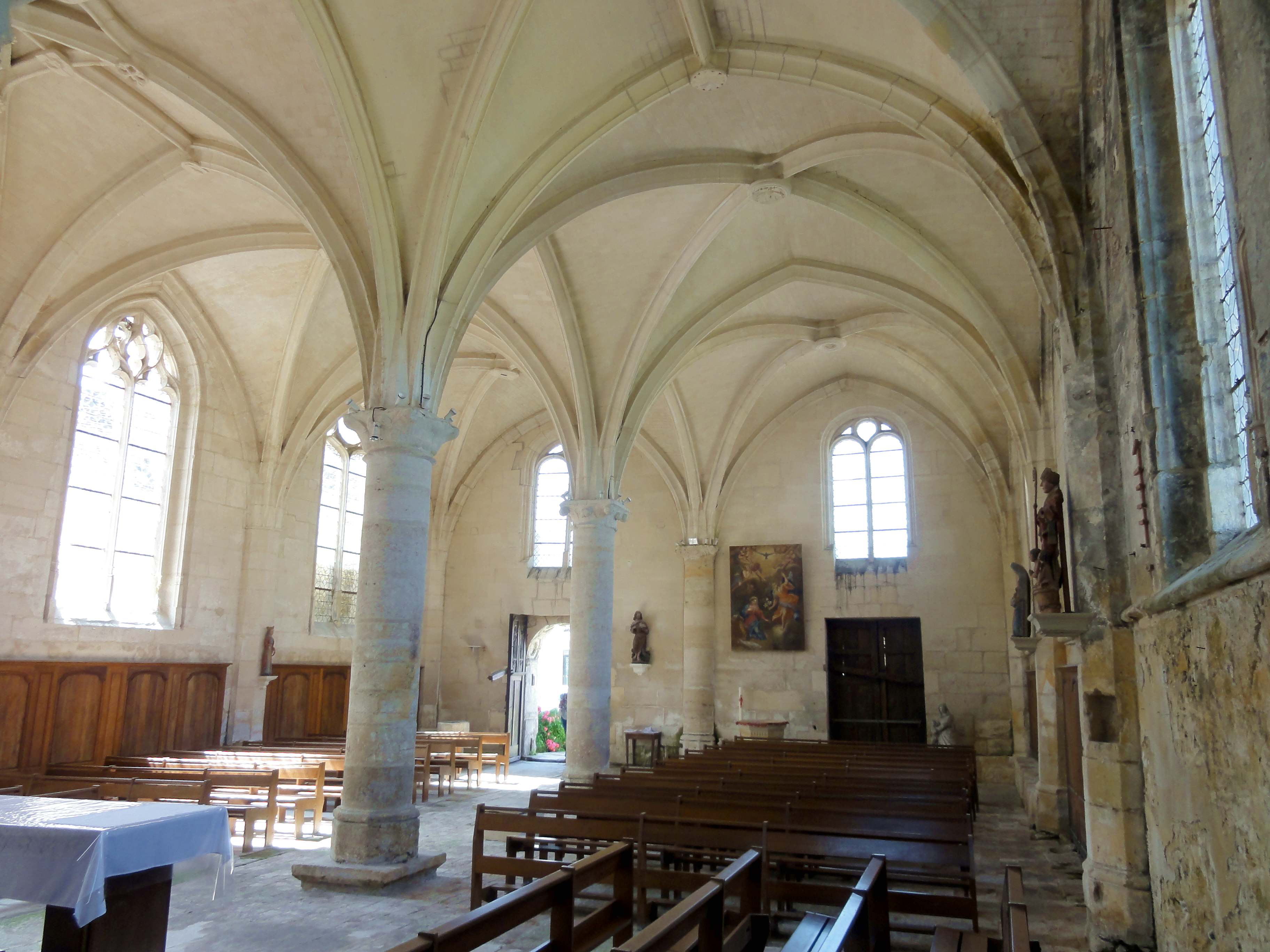
Nef nord, vue diagonale vers le sud-ouest.
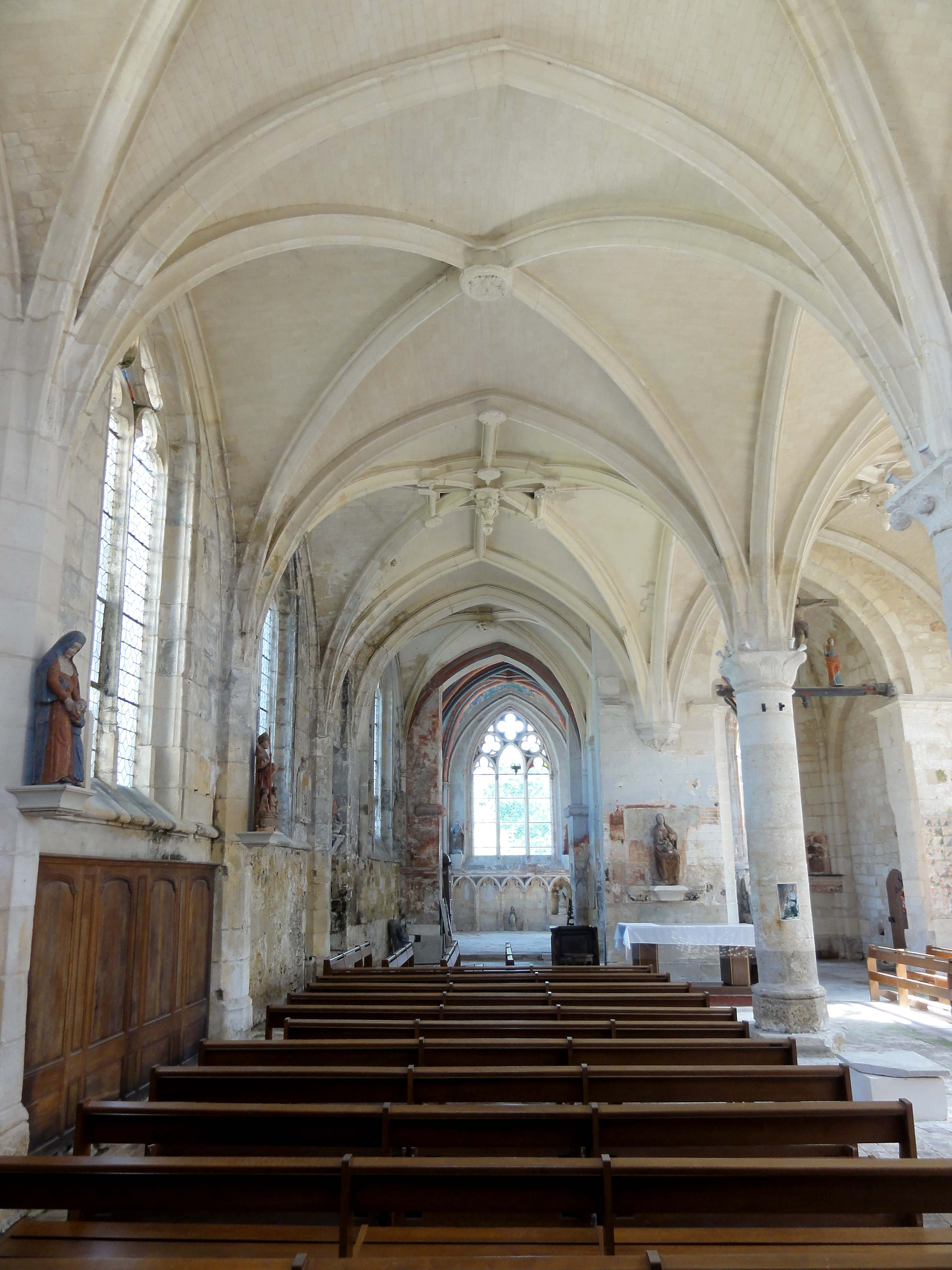
Nef nord, vue vers l'est.
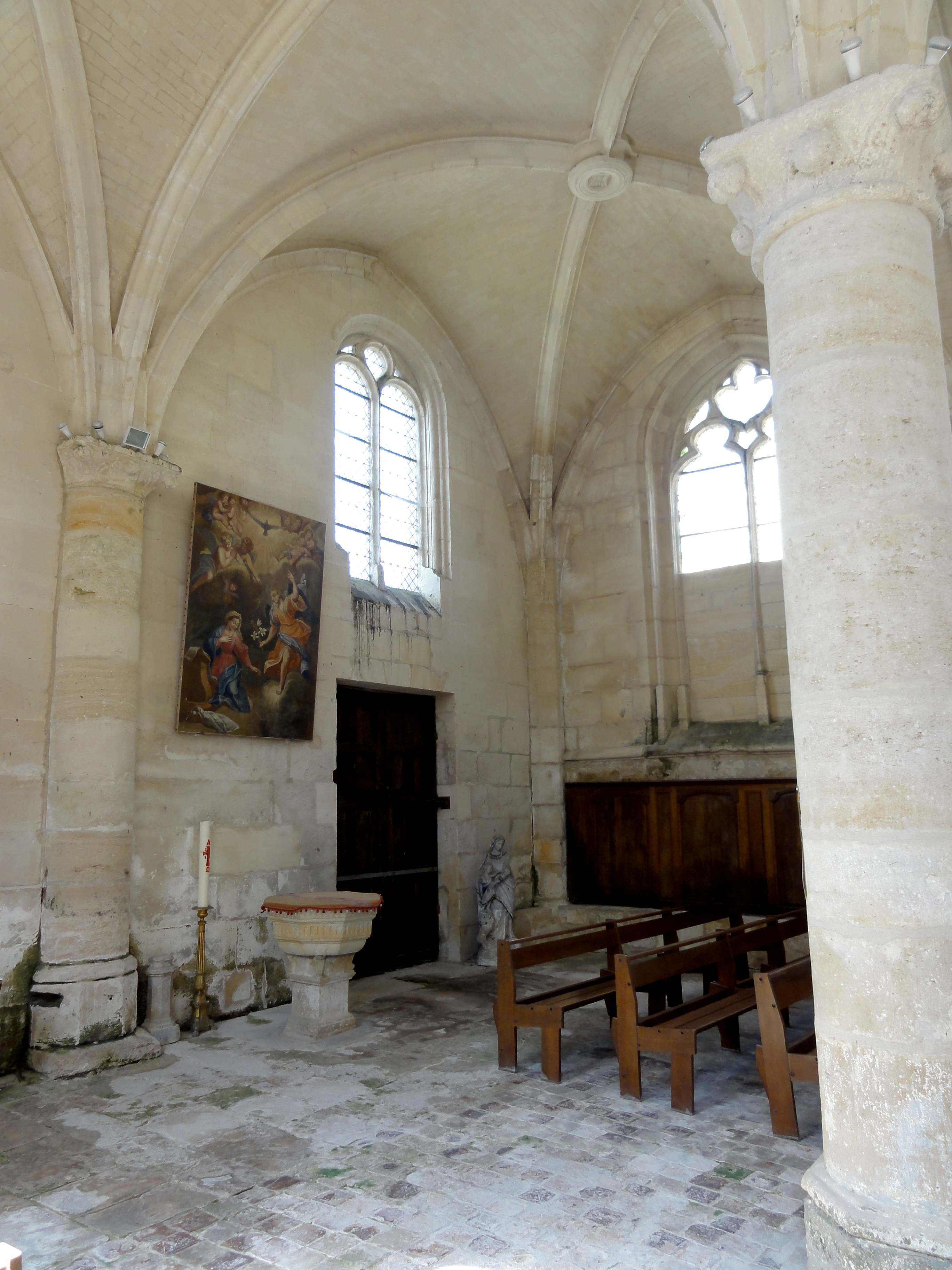
1re travée du nord, vue vers le nord-ouest.
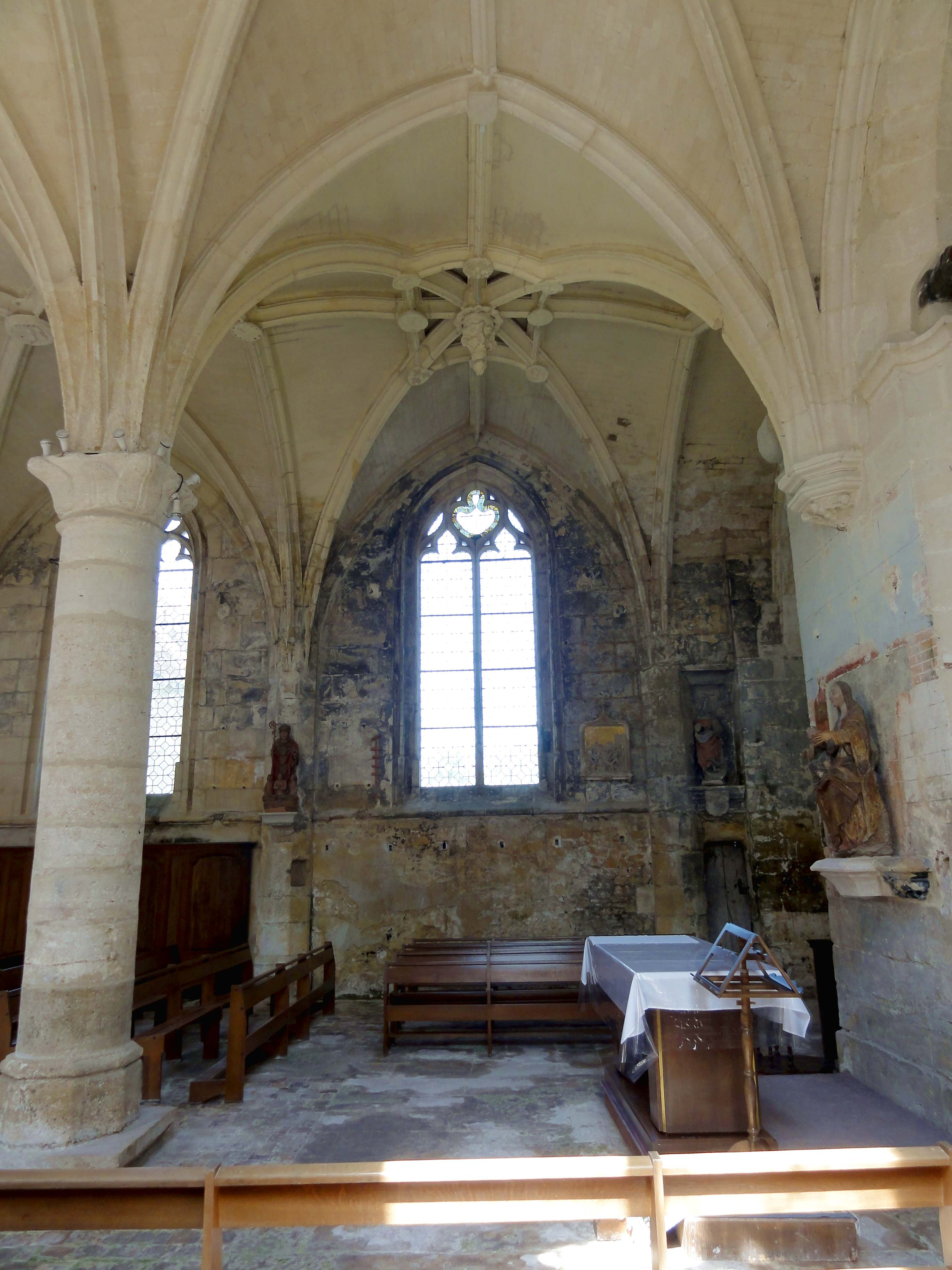
3e travée du sud, vue vers le nord.
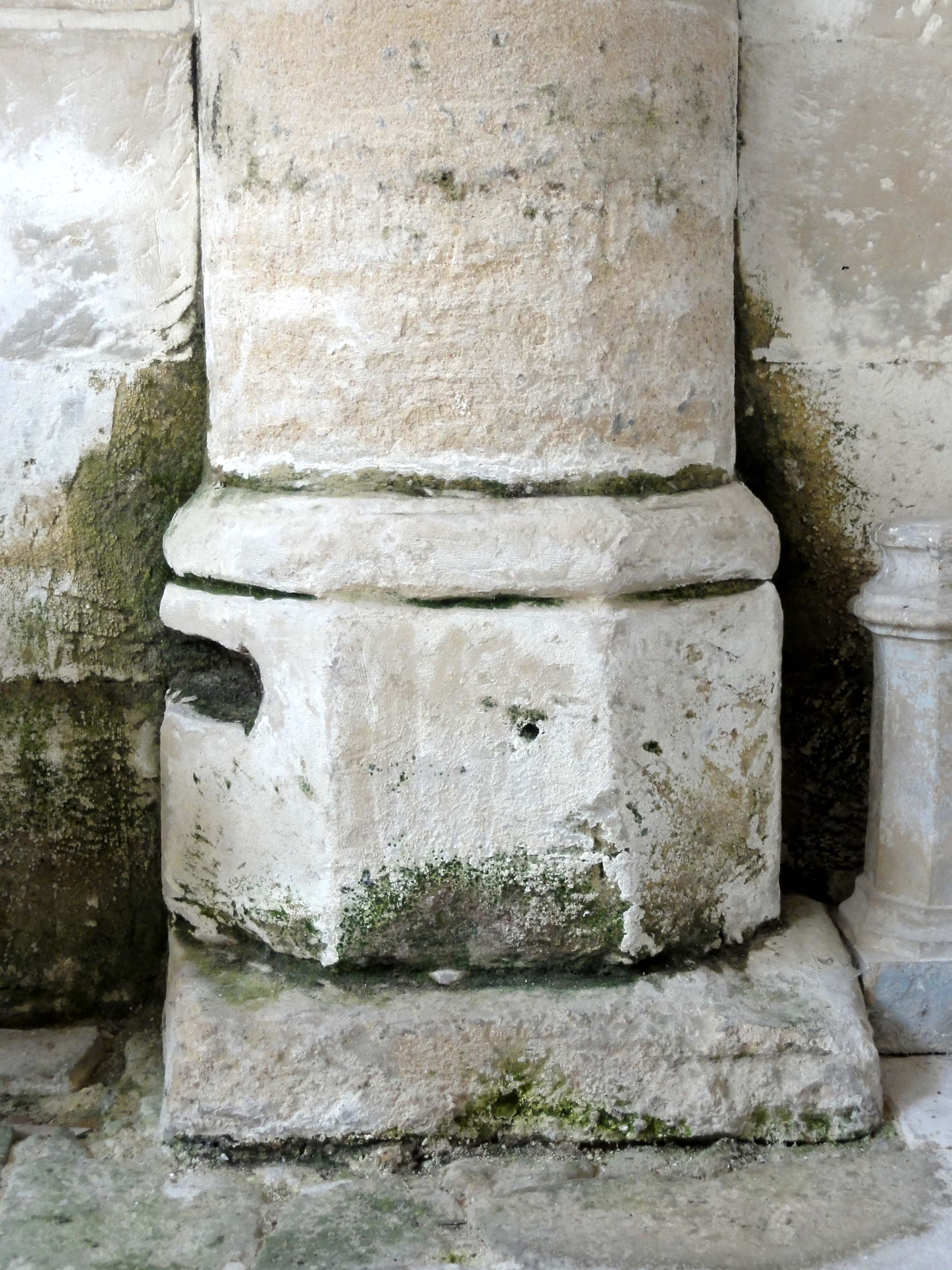
Base et socle au début des grandes arcades.
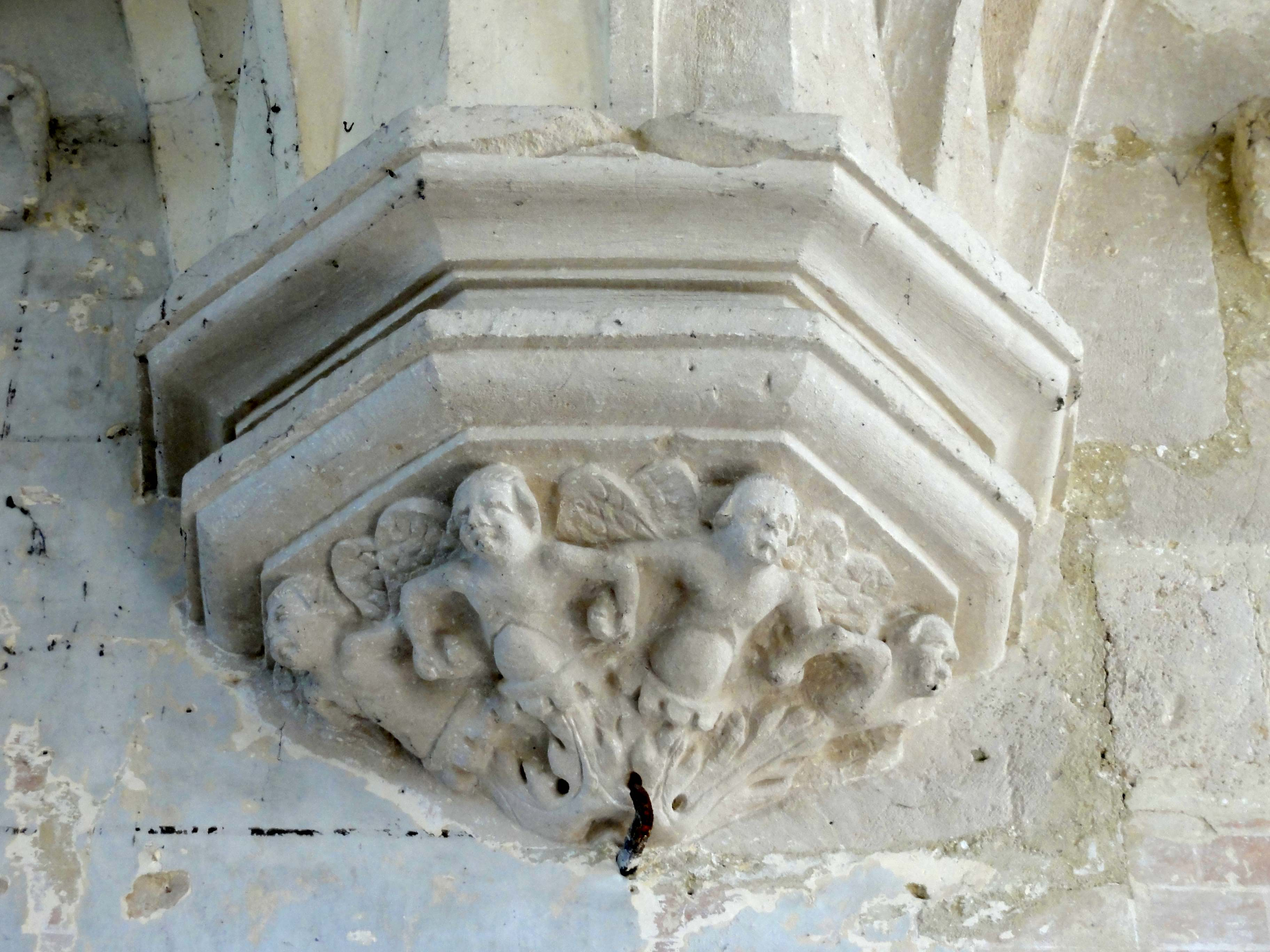
Cul-de-lampe sur la pile nord-ouest du clocher.

#### Base du clocher et travée adjacente

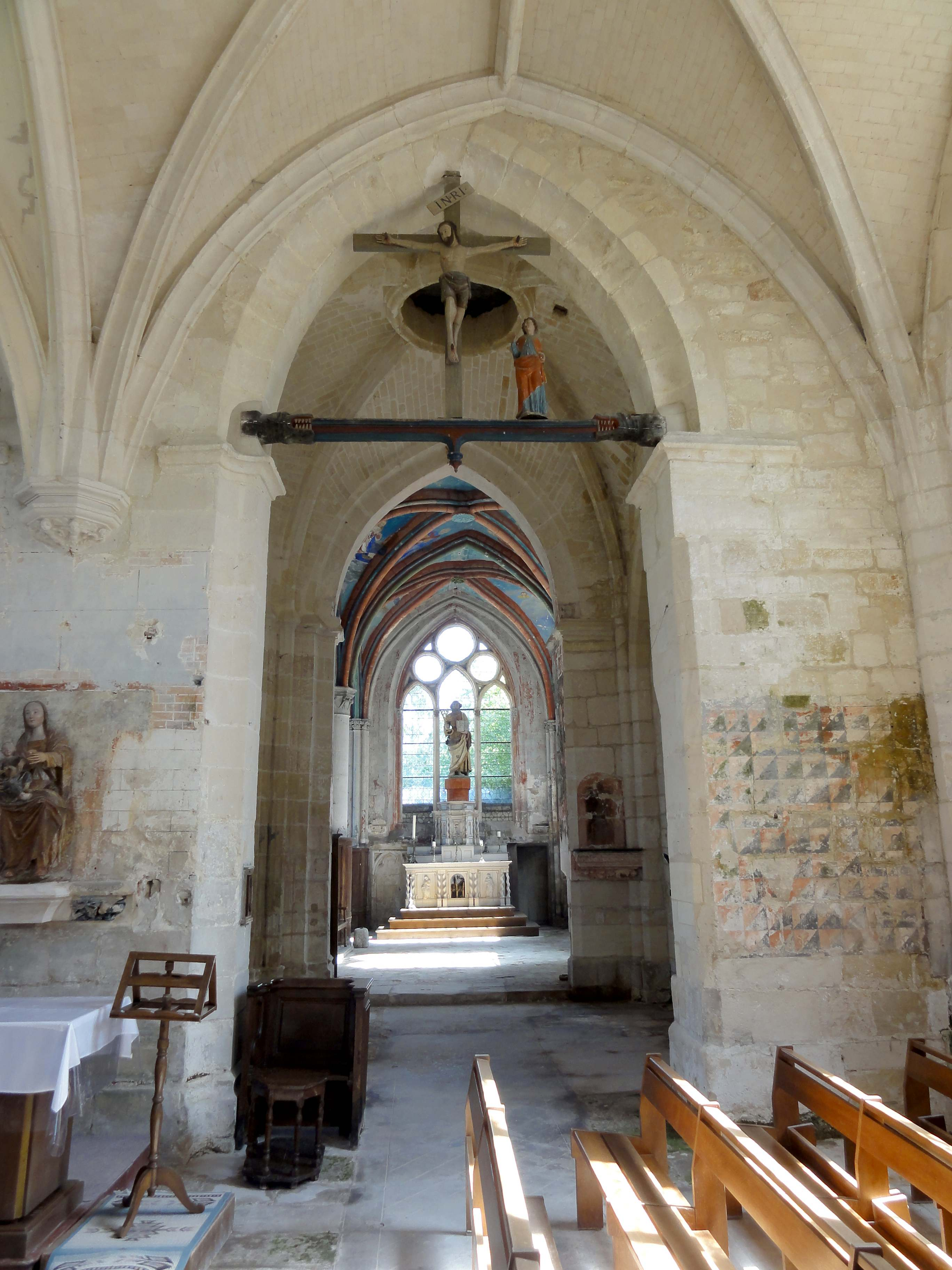
Nef sud, vue sur la base du clocher.

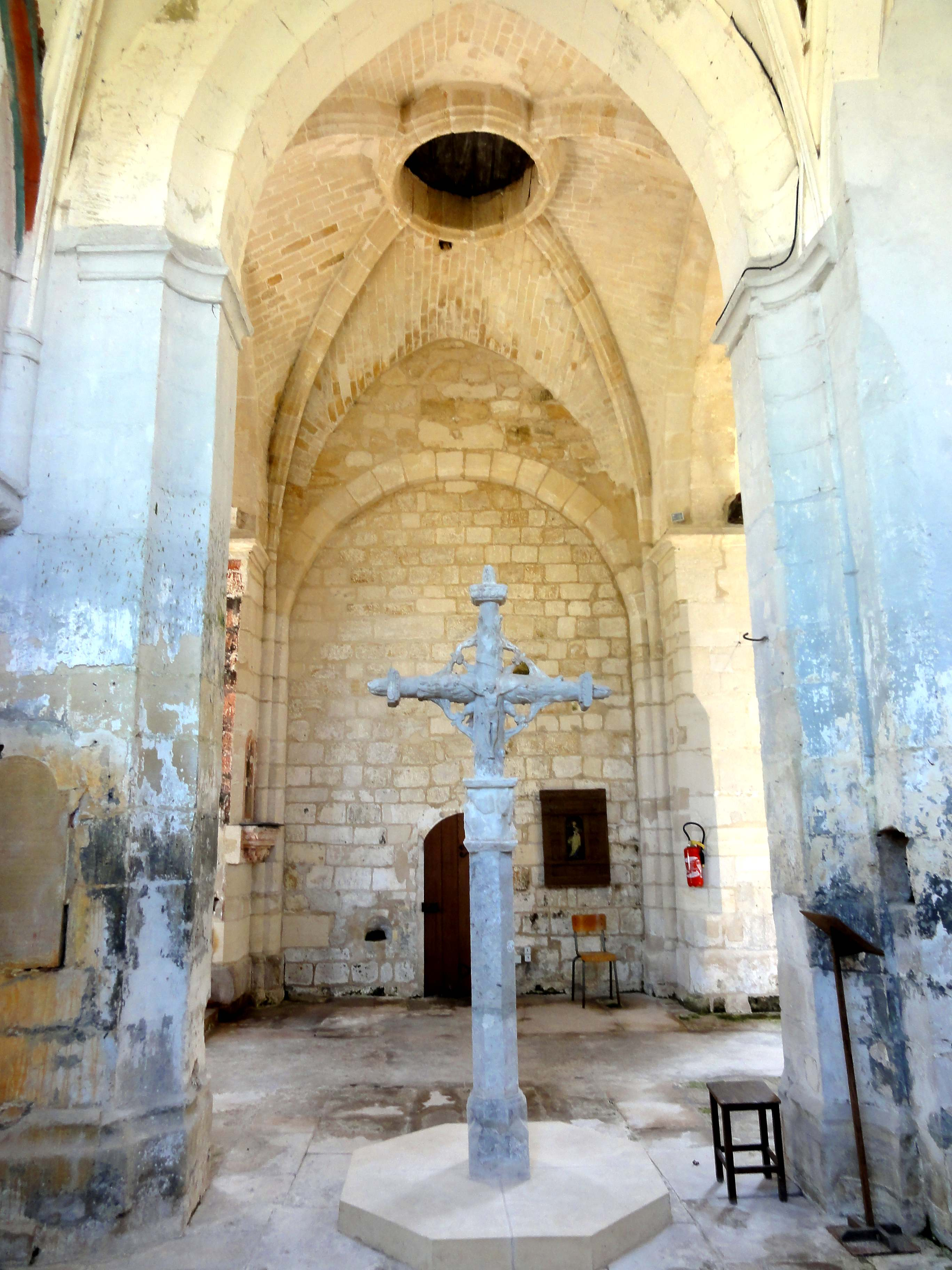
Travée au nord du clocher, vue vers le sud.

La base du clocher est facilement reconnaissable comme telle, ce qui n'est pas toujours le cas quand les clochers sont édifiés de toutes pièces à la période flamboyante, comme à Ermenonville. Elle est séparée des trois travées adjacentes par des arcades en tiers-point, qui sont toutes les trois moins larges que les travées elles-mêmes, et la facture de ces arcades est assez rustique. Leurs arêtes sont entaillées d'une gorge. Elles retombent sur des tablettes moulurées, dont celles des piliers sud-ouest et sud-est sont rectangulaires, tandis que les autres épousent la forme des arcades. De même, les piliers sont rectangulaires au sud, avec des arêtes taillées en biseau, tandis qu'ailleurs, les piédroits sont profilés à l'instar des arcades. À l'intérieur de la base du clocher, l'arcade vers le chœur est à double rouleau. En plus des arcades, ce sont les contreforts intérieurs qui indiquent la présence d'une base de clocher. Il n'y en a pas vers la nef, mais deux au nord et un à l'est. Ce dernier a les piédroits retaillés, et sert de support aux chapiteaux à l'ouest du doubleau longitudinal du chœur. Le contrefort au nord de la pile nord-est du clocher est scandé par une sorte de tailloir, situé assez bas, et profilé d'un filet et d'un quart-de-rond. Ce contrefort possède un homologue en face, au droit du mur gouttereau nord. Enfin, le contrefort nord de la pile nord-ouest du clocher a été retaillé de façon irrégulière. À l'intérieur de la base du clocher, les quatre ogives affectent un profil prismatique simple. Au nord, elles retombent sur des tailloirs rattachées aux tablettes moulurées déjà signalées. Ensuite, les nervures retombent jusqu'au sol : il devrait s'agir de fûts cylindriques retaillés. La base du clocher de Berville a connu une remise au goût du jour semblable. Au sud, il n'y a pas de tablettes ou tailloirs, et les fûts conservent, à peu près, leur section cylindrique. Il n'y a pas de formerets, ni de clé de voûte, car un trou pour la remontée des cloches est ménagé dans le centre de la voûte. Une particularité est à signaler à droite de l'arcade ouvrant sur le chœur : une console destinée à supporter une statue y est engagée dans le pilier. Son décor réunit une chimère et des feuillages du plus pure style flamboyant dans l'échine, et des postes Renaissance sur la frise au-dessus.
Bernard Duhamel prétend que la base du clocher aurait communiqué avec le prieuré par une arcade plein cintre aujourd'hui bouchée. L'analyse détaillé du bâtiment contigu du prieuré par Roland Vasseur et Françoise Waro n'a pas permis de confirmer cette hypothèse. Il s'agit plutôt d'un arc formeret subsistant de la précédente église du XIIe siècle. Du reste, l'église et l'ancien prieuré ne se touchent pas. Il fallait traverser l'étroite ruelle qui sépare les deux bâtiments, et entrer dans l'église par la porte qui subsiste toujours au milieu du mur méridional de la base du clocher. — Quant à la travée au nord du clocher, elle communique avec le chœur par une arcade en tiers-point, dont le tracé ne tient pas compte de la présence des contreforts internes, et est donc tronqué. Les contreforts paraissent ainsi comme des ajouts postérieurs, ce qui est tout sauf certain. La communication avec la nef du nord est assurée par un doubleau, auquel se joint une section voûtée en berceau à l'ouest. C'est dans le mur gouttereau de cette section que se situe la porte de la tourelle d'escalier, qui permet d'accéder aux combles et au clocher. La porte, en anse de panier, n'est pas décorée, mais surmontée d'une niche rectangulaire, qui comporte en bas une console moulurée arborant un écusson vierge. On y a placé une statue mutilée de saint Michel. La voûte est dépourvue d'un formeret au sud, contre la base du clocher. Ses nervures se fondent dans des fûts engagés dans les angles, sauf au sud-ouest, où elles retombent, d'une manière désordonnée, sur la tablette moulurée de l'arcade nord de la base du clocher. Dans l'angle sud-est, le fût repose sur le tailloir, déjà signalé, de l'arcade vers le chœur, tandis que les autres se continuent jusqu'au sol. La clé de voûte est le seul élément remarquable : Elle représente saint Michel terrassant le démon. Le bas-relief est ajouré, et entouré d'un cordon tressé. Les murs portent les traces d'une polychromie architecturale, aux teintes très intenses, héritage de l'abbé Dheilly. La fenêtre présente le type de réseau le plus emblématique du gothique flamboyant, que l'on trouve également dans les troisièmes travées des nefs.

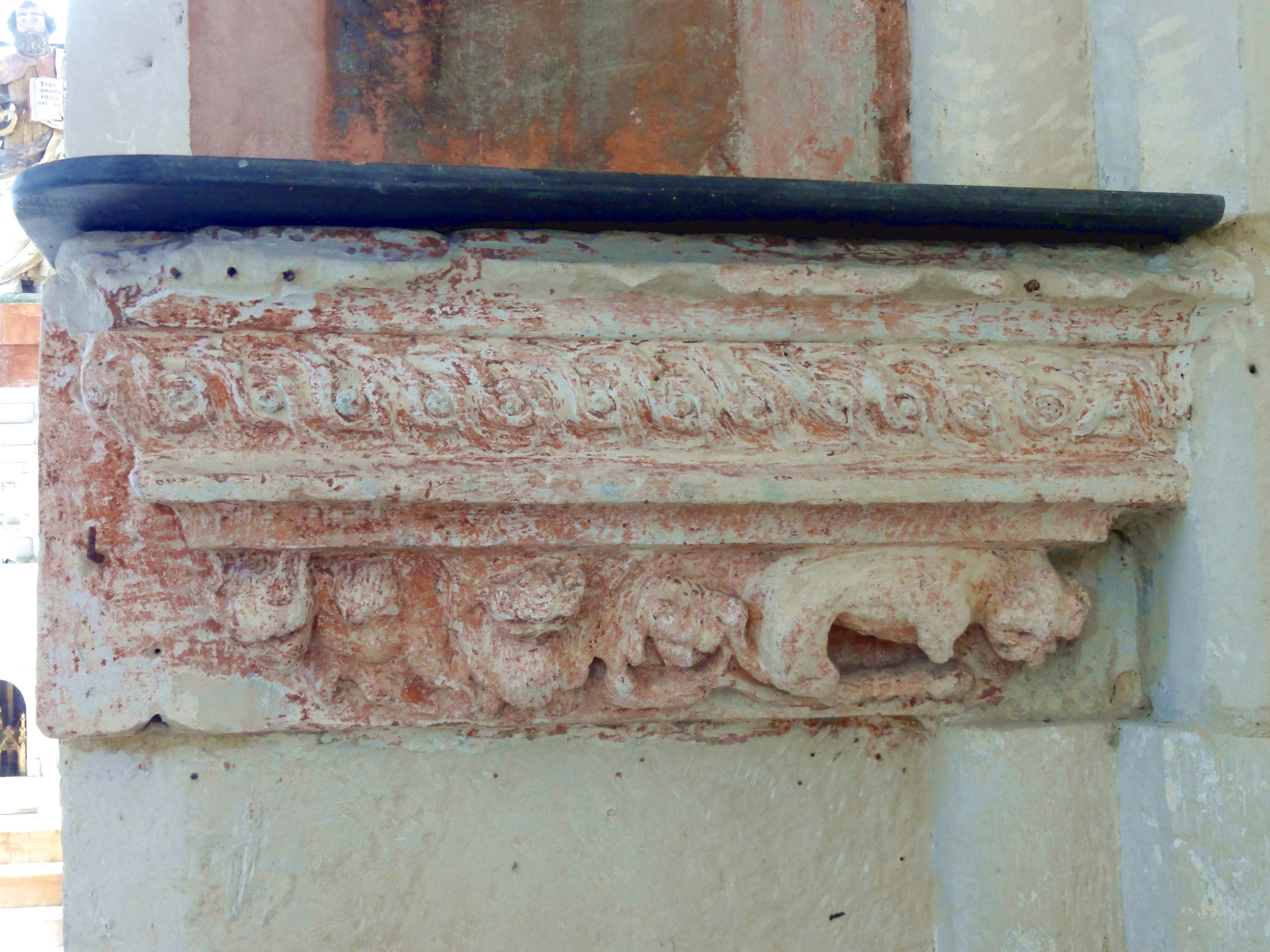
Base du clocher, console à dr. de l'arcade orientale.
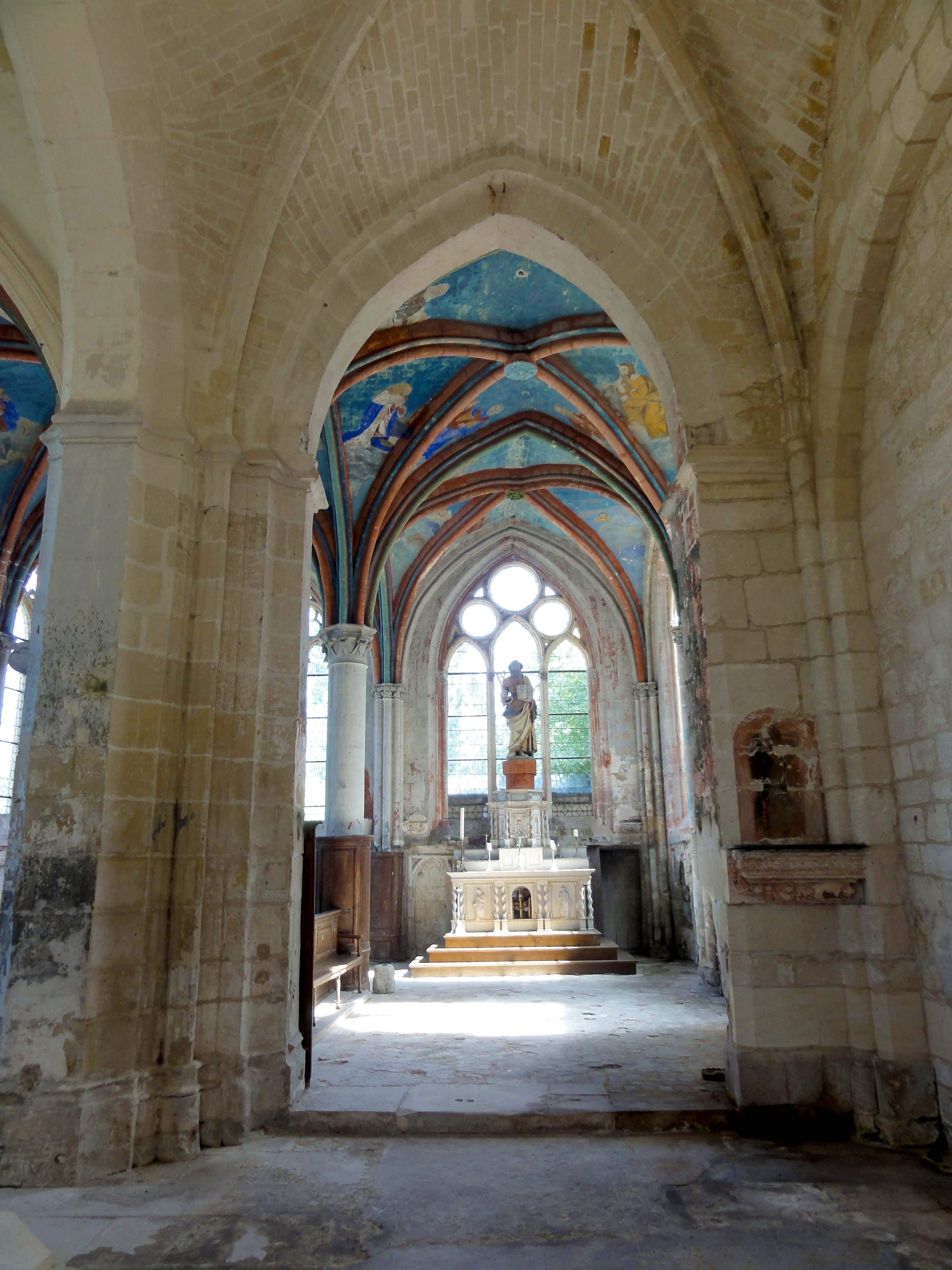
Base du clocher, vue vers l'est.
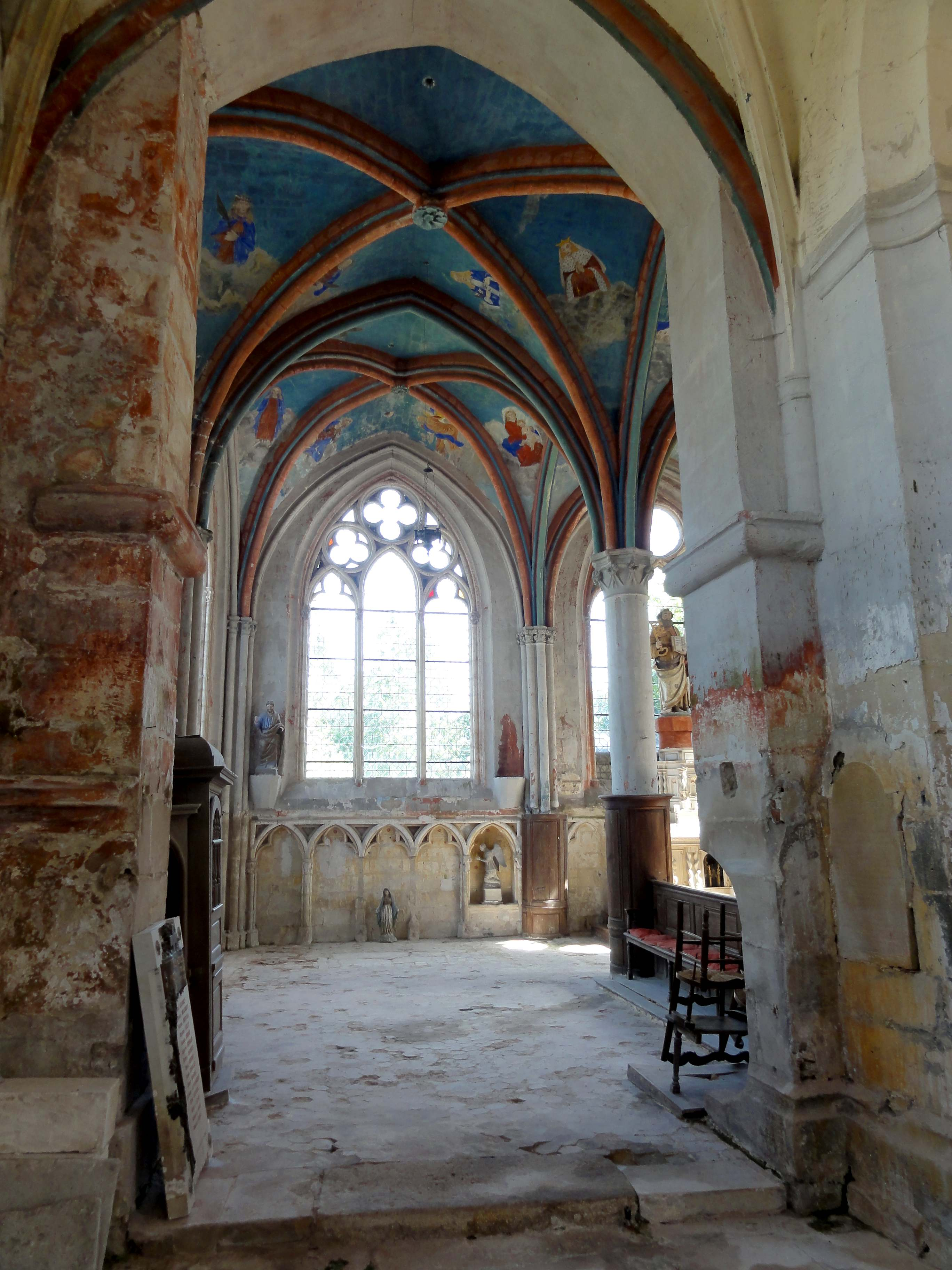
Travée au nord du clocher, vue vers l'est.
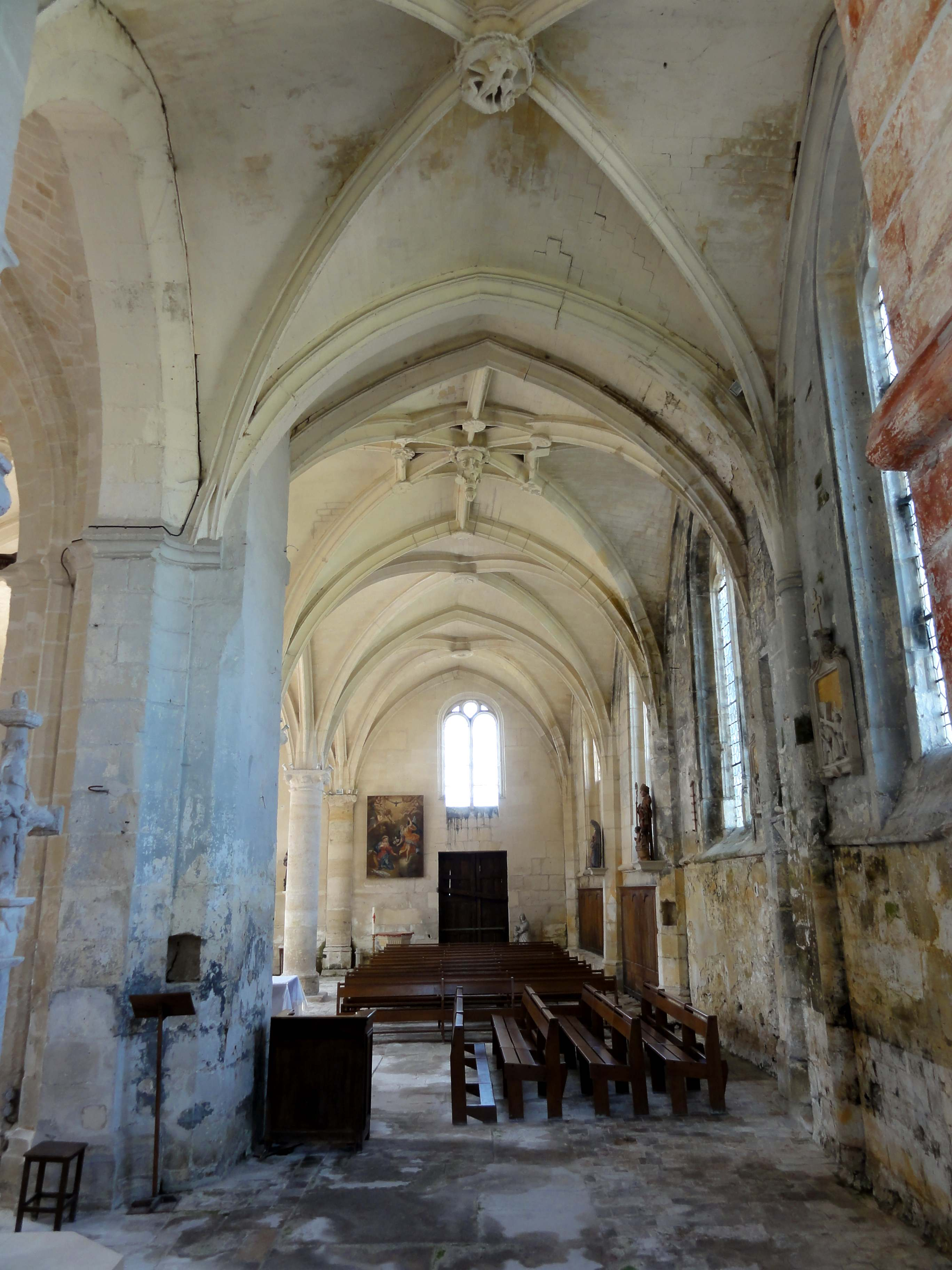
Travée au nord du clocher, vue vers l'ouest.
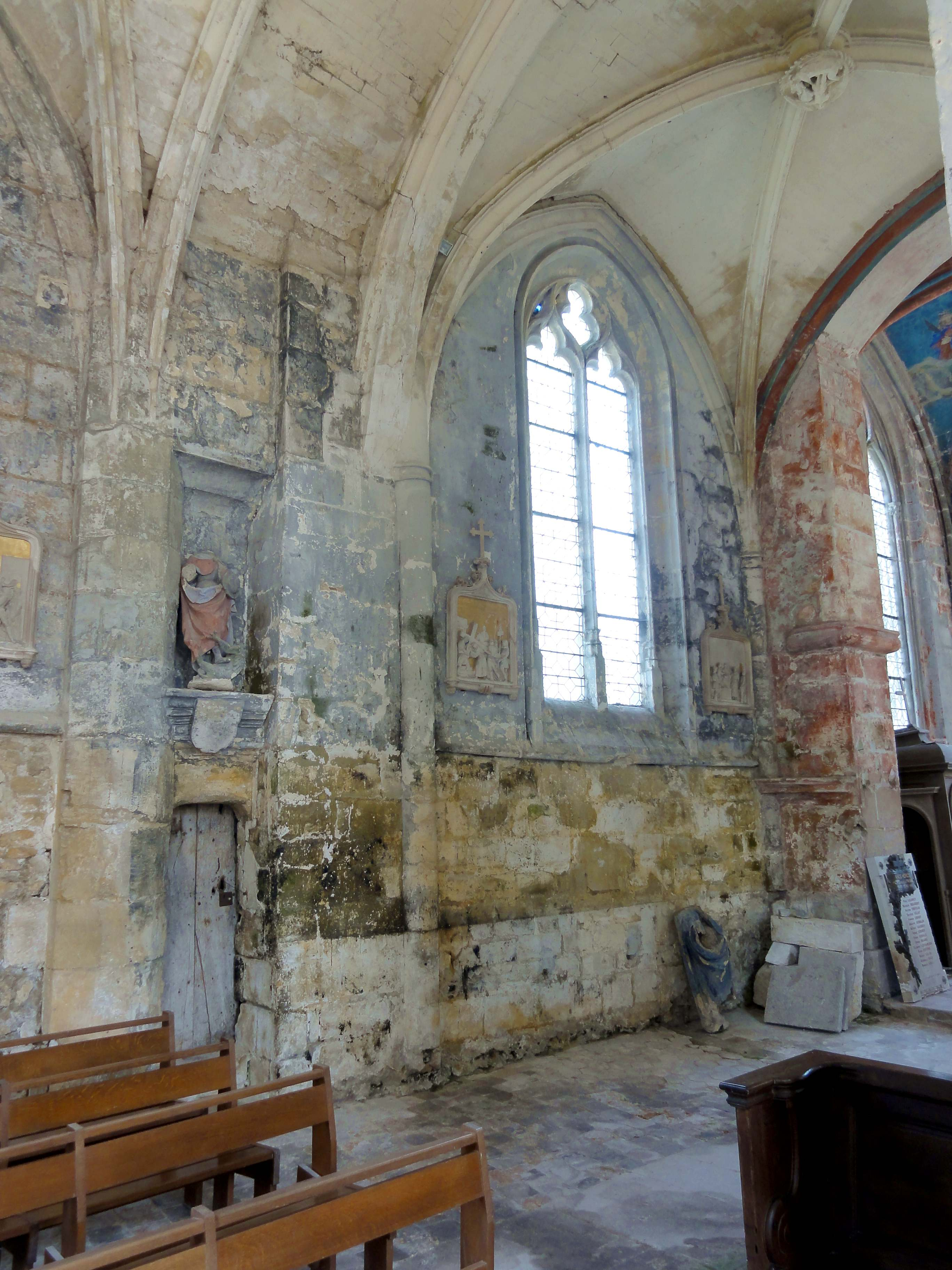
Travée au nord du clocher, vue vers le nord-est.
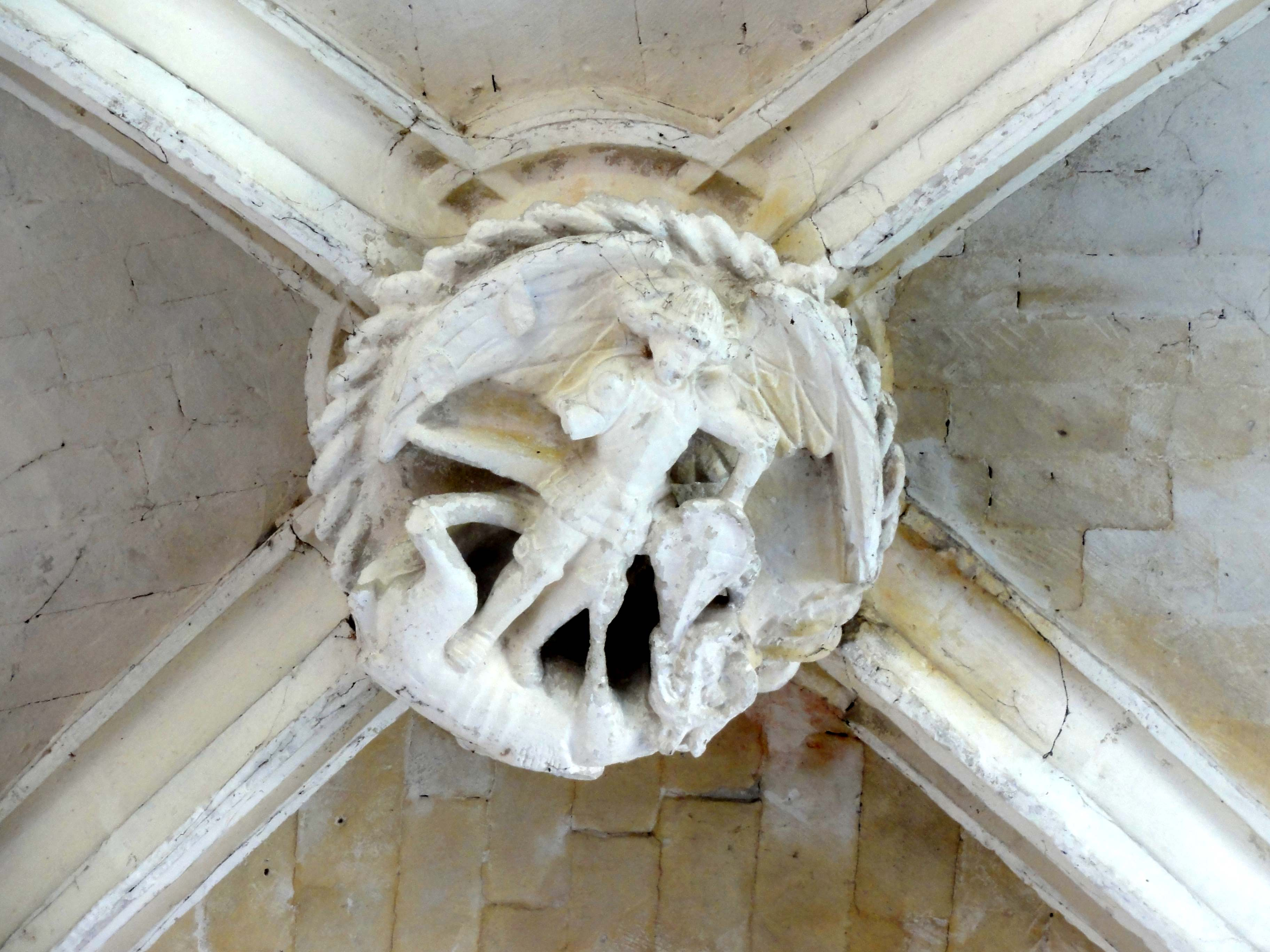
Travée au nord du clocher, clé de voûte.

#### Chœur

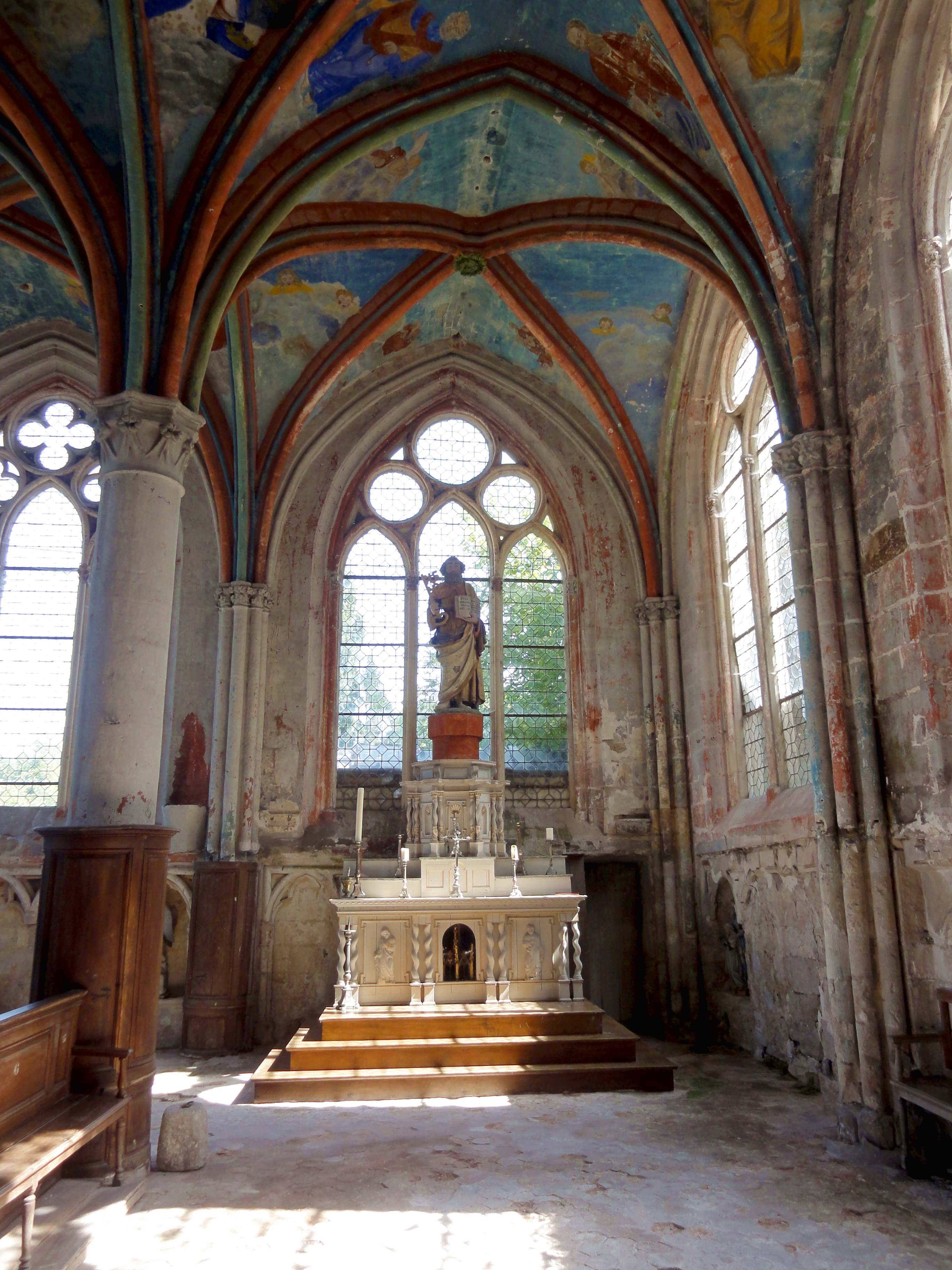
Chœur sud, vue vers l'est.

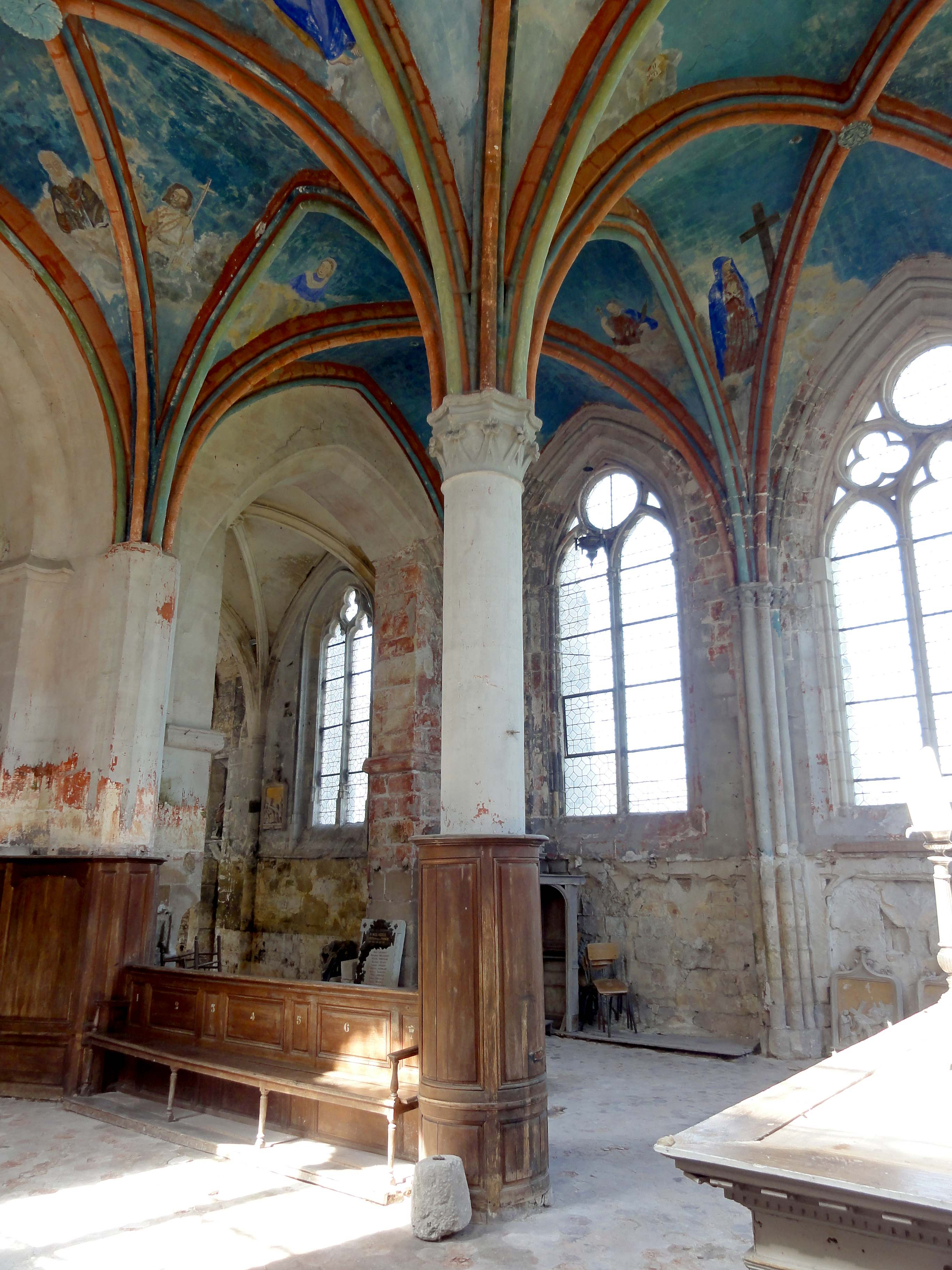
Vue vers le nord-ouest.

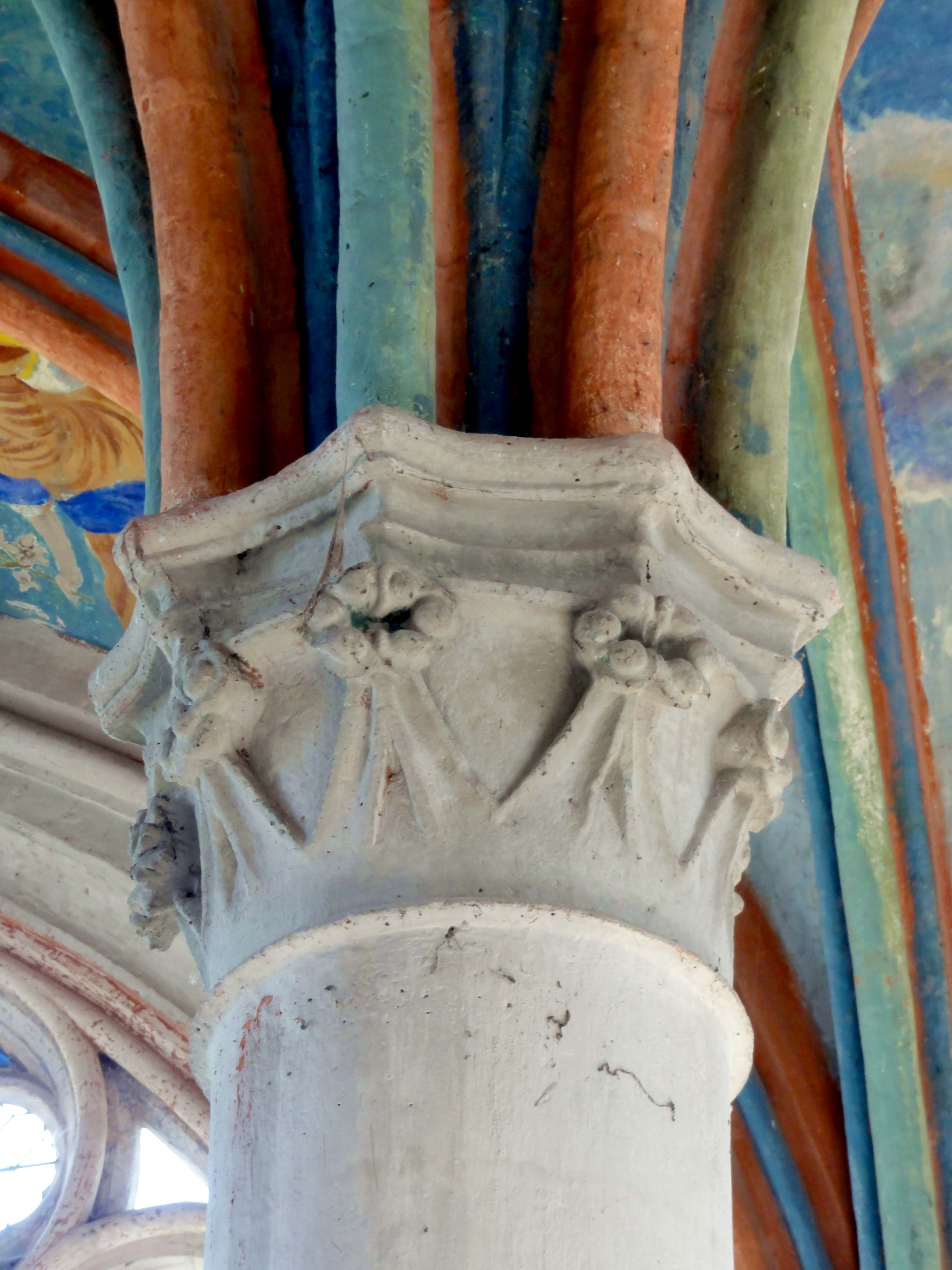
Chapiteau du pilier central.

Le chœur est, à l'intérieur de l'église, la partie qui présente la plus grande qualité architecturale. Ce n'est pas évident à la première vue, car les élévations latérales ont souffert de la pose de boiseries au XVIIIe ou XIXe siècle. Elles ont été enlevées à la fin du XXe siècle, car favorisant le développement de la moisissure, et ne restent en place qu'à l'est de la base du clocher et autour du pilier central. Les faisceaux de colonnettes et leurs bases ont été endommagées, et les arcatures plaquées qui ornent les soubassements des fenêtres ont même en grande partie disparu. Elles sont la marque des édifices les plus distingués, placés sous l'influence de chantiers royaux, tels que Montataire et Taverny, et ne se rencontrent guère dans les petites églises rurales (une exception étant Sarcelles). Les arcatures étaient au nombre de quatre dans les premières travées, et au nombre de cinq dans les deuxièmes travées. Elles reposent sur respectivement cinq ou six fines colonnettes à chapiteaux, en délit, et affectent une modénature torique. En haut, un tore horizontal, qui fusionne avec les arcs, marque la limite, et à gauche et à droite, un tore vertical a la même fonction. Un arc trilobé, aux écoinçons ajourés, s'inscrit dans chaque arcature. Ici, les tores adoptent un profil aigu en forme d'amande, ce qui a pour but de briser la lumière. La perte des arcatures, réduites à l'état de vestiges, n'est pas le seul préjudice subi par le chœur. Il y a aussi la polychromie architecturale et les peintures murales de l'abbé Dheilly. Vers la fin du XIXe siècle, Victor Le Ronne avait écrit à leur sujet : « Les deux doubles travées du chœur ont été bariolées d'une couleur bleu criarde sur laquelle détonnent violemment des figures de saints sans caractère. C'est là je crois le triste chef-d'œuvre d'un ancien curé de la paroisse, l'abbé d'Heilly ». Roland Vasseur et Françoise Waro admettent qu'elles ne sont pas d'une haute valeur artistique. L'un parmi eux est néanmoins intervenu auprès du conservateurs des antiquités et des objets d'art de la Seine-et-Oise, M. Levron, pour éviter qu'elles ne soient effacées. Ce dernier avait initialement prévu de « rendre aux voûtes leur pureté originelle ». Les deux auteurs objectent que des voûtes de qualité sont innombrables dans le Vexin, « mais seule dans toute l'Île-de-France, l'église de Genainville conserve des fresques identifiées, datées, et dont le caractère populaire et local est attesté. À l'argument d'inesthétique et d'impureté de style par rapport aux voûtes que l'on avait avancé pour justifier leur destruction, s'oppose donc l'argument historique et ethnographique qui, en l'occurrence, pèse beaucoup plus lourd ». Dheilly a peint tout le chœur en bleu foncé, et rehaussant une colonnette sur deux, les ogives, les tores extérieurs des doubleaux et les formerets de rouge. Les différents personnages sont donc tous peints sur fond bleu. Le programme iconographique est influencé par les images pieuses vendues au XIXe siècle dans la rue Saint-Jacques à Paris.
Avec Courcelles, le chœur-halle de Genainville n'est non seulement le seul chœur-halle carré du département, mais incarne aussi le principal témoignage du style gothique rayonnant sur le territoire du Parc naturel régional du Vexin français. Les autres églises ne possèdent guère qu'une ou deux travées de style rayonnant, ou sinon plusieurs travées non homogènes, issues de campagnes différentes. Dans les environs, les principaux édifices rayonnants sont Chambly, Luzarches (chapelle de la Vierge), Montataire (chœur), Nogent-sur-Oise (chœur), l'abbatiale détruite de Royaumont, et, plus proches encore du style gothique primitif, les nefs de Champagne-sur-Oise et Taverny. L'éclairage est généreusement assuré par six fenêtres. Celles des premières travées sont à deux lancettes surmontées d'un oculus, tous les écoinçons étant ajourés. Les autres sont à trois lancettes à têtes tréflées, dont la lancette médiane plus élevée que les deux autres, surmontées de trois oculi. L'oculi supérieur est un peu plus grand que les deux autres, et inscrit un quadrilobe. Les deux autres oculi renferment un trilobe. Sur aucune des quatre grandes fenêtres, le réseau secondaire n'est plus complet ; la baie au chevet du vaisseau sud l'a même entièrement perdu. Ce constat permet d'envisager que les deux fenêtres moins larges étaient également munies d'un réseau secondaire. Outre les fenêtres, les nervures des voûtes et les chapiteaux sont emblématiques du style rayonnant. Les clés de voûte sont décorées de feuillages. Deux sont « tournantes », c'est-à-dire, suggérant un mouvement de rotation, comme fréquemment à partir du second quart du XIIIe siècle. Les ogives sont au profil d'un tore dégagé de deux petits tores en arrière-plan. Les doubleaux sont presque analogues ; les petits tores sont juste davantage mis en évidence. Les formerets sont monotoriques. Au droit des murs et dans les angles, une colonnette appareillée avec un chapiteau-tuyau et un tailloir à bec correspond à chaque nervure. À la retombée des doubleaux, les colonnettes correspondant aux formerets sont placées presque derrière celles des ogives. Les corbeilles des chapiteaux sont sculptées de deux rangs de petits feuillages, bien fouillés et d'une belle plasticité. La sculpture est malheureusement noyée dans plusieurs couches de badigeons. Les tailloirs, de très faible hauteur, se résument à un boudin. Au milieu du chœur, les quatre doubleaux et quatre ogives retombent ensemble sur le tailloir octogonal d'un grand chapiteau de crochets. Ici, le tailloir prend davantage d'ampleur qu'ailleurs, et développe un profil plus complexe. Quatre voûtes retombant sur une colonne unique au centre caractérisent aussi les chœurs-halles de Brenouille et Rousseloy, déjà signalés. D'autres constructions similaires sont Nogent-sur-Oise et la chapelle sud de Pontpoint. Sauf Nogent, toutes ces réalisations sont plus tardives.

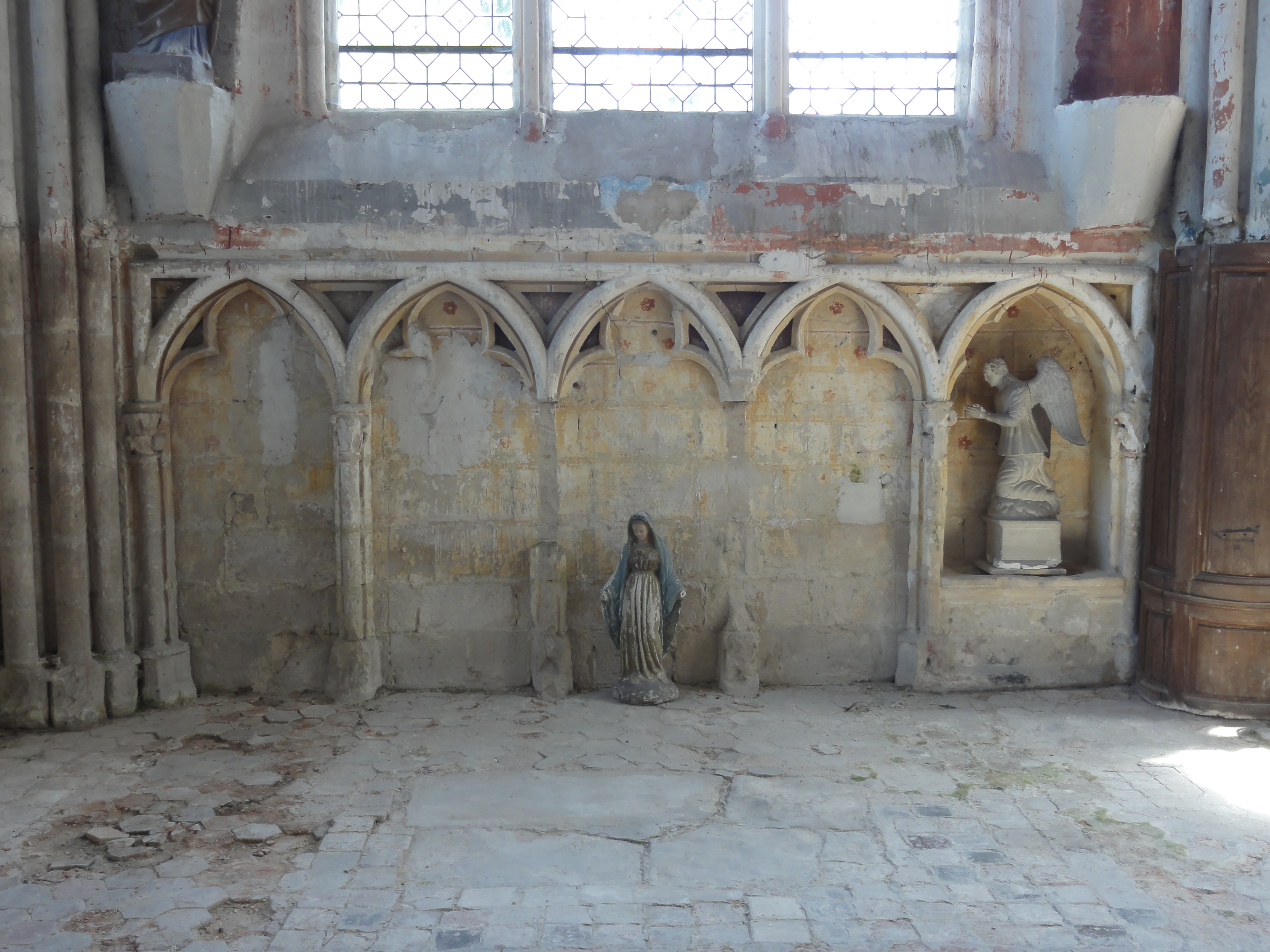
Chœur nord, 2e travée, arcatures plaquées.
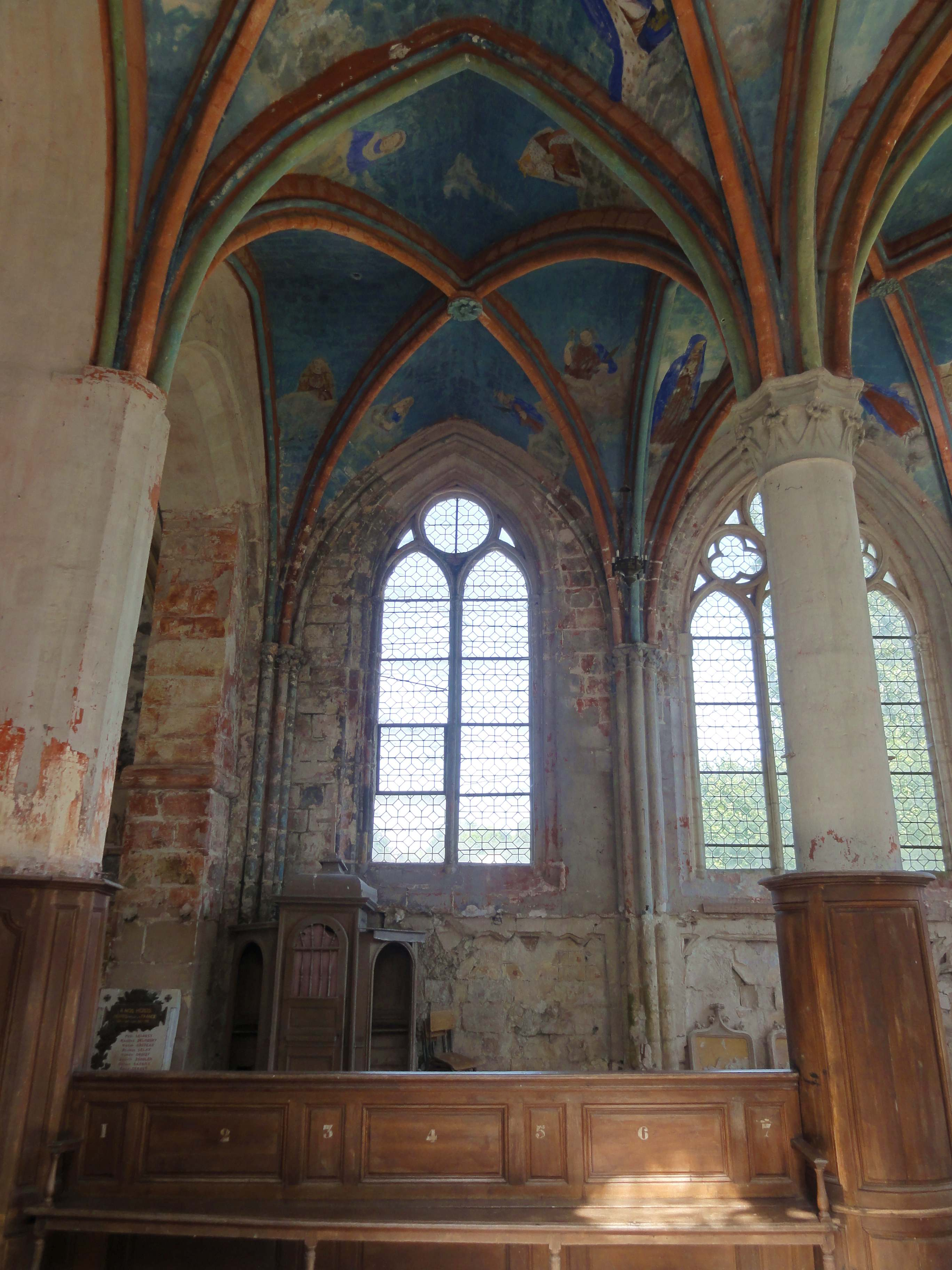
Chœur sud, 1re travée, vue vers le nord.
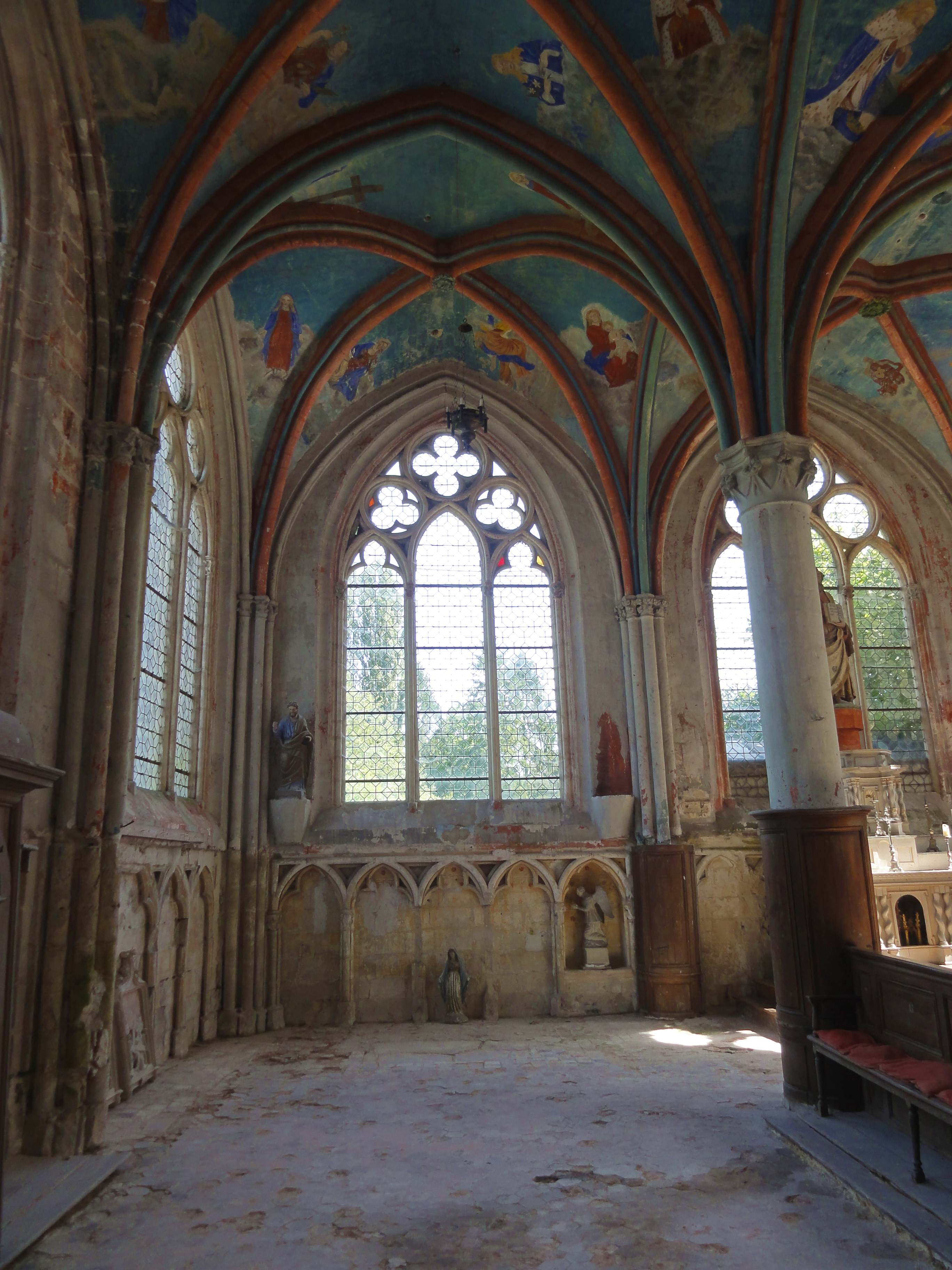
Chœur nord, vue vers l'est.
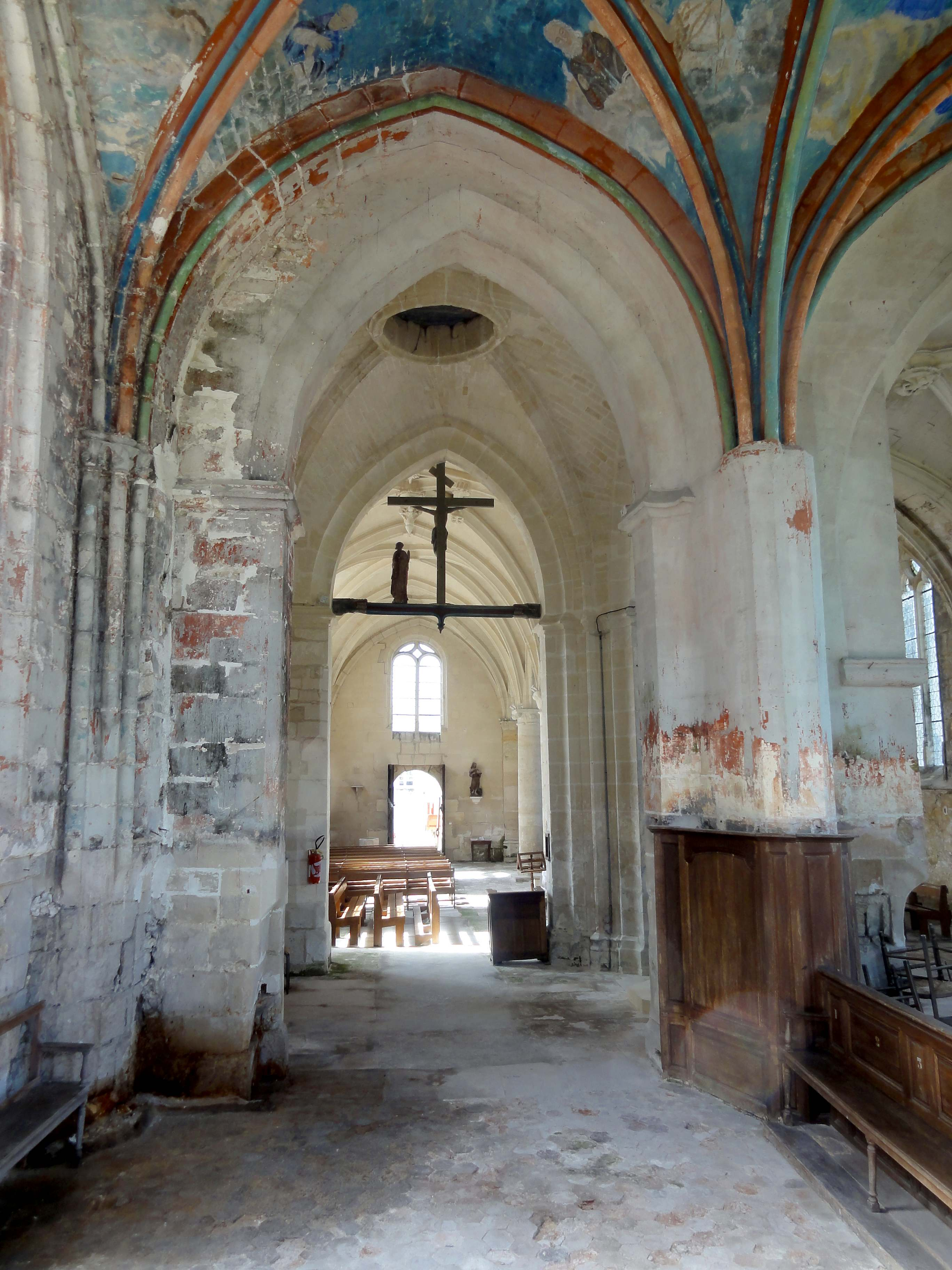
Chœur sud, vue vers l'ouest.
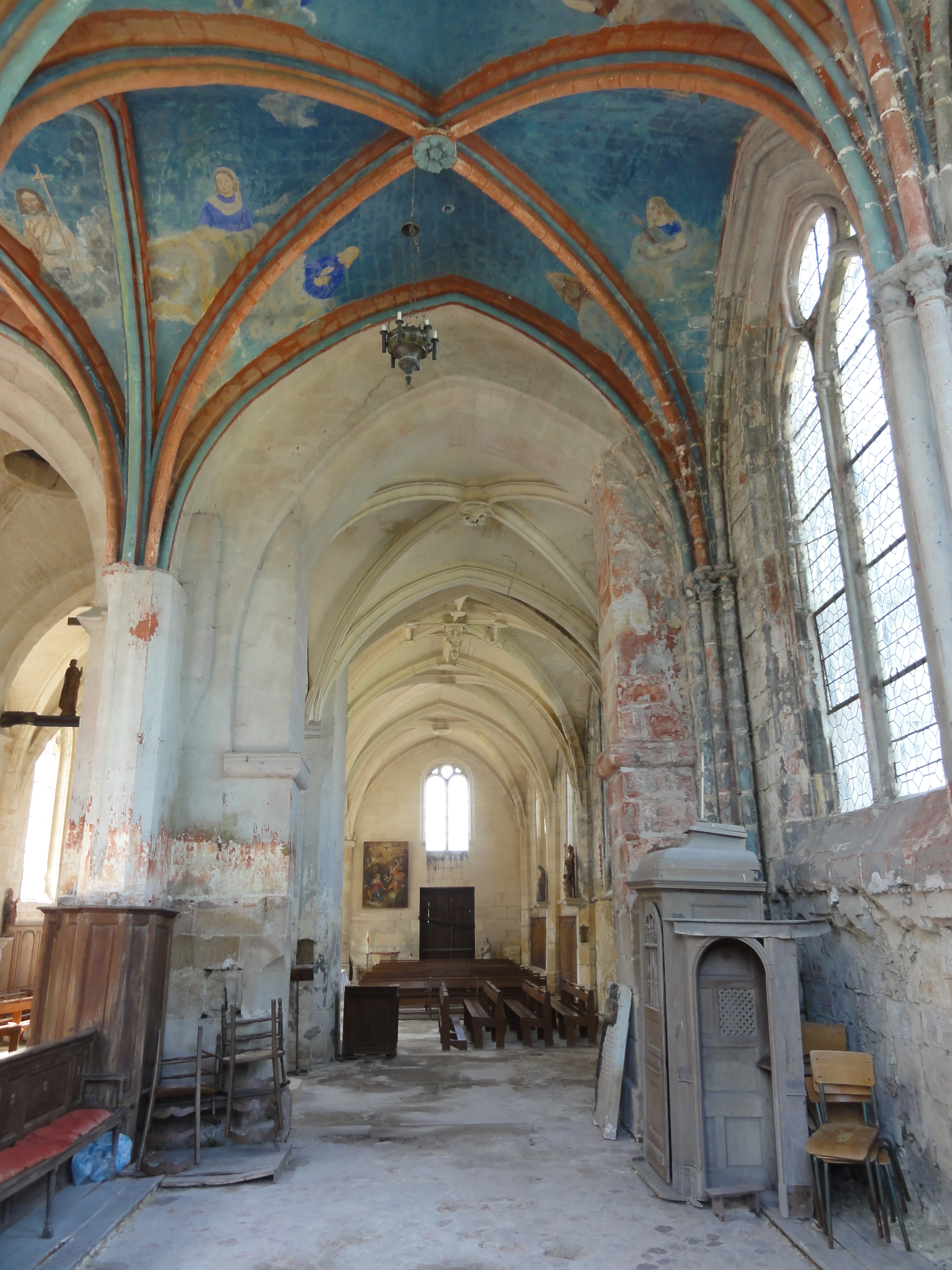
Chœur nord, vue vers l'ouest.
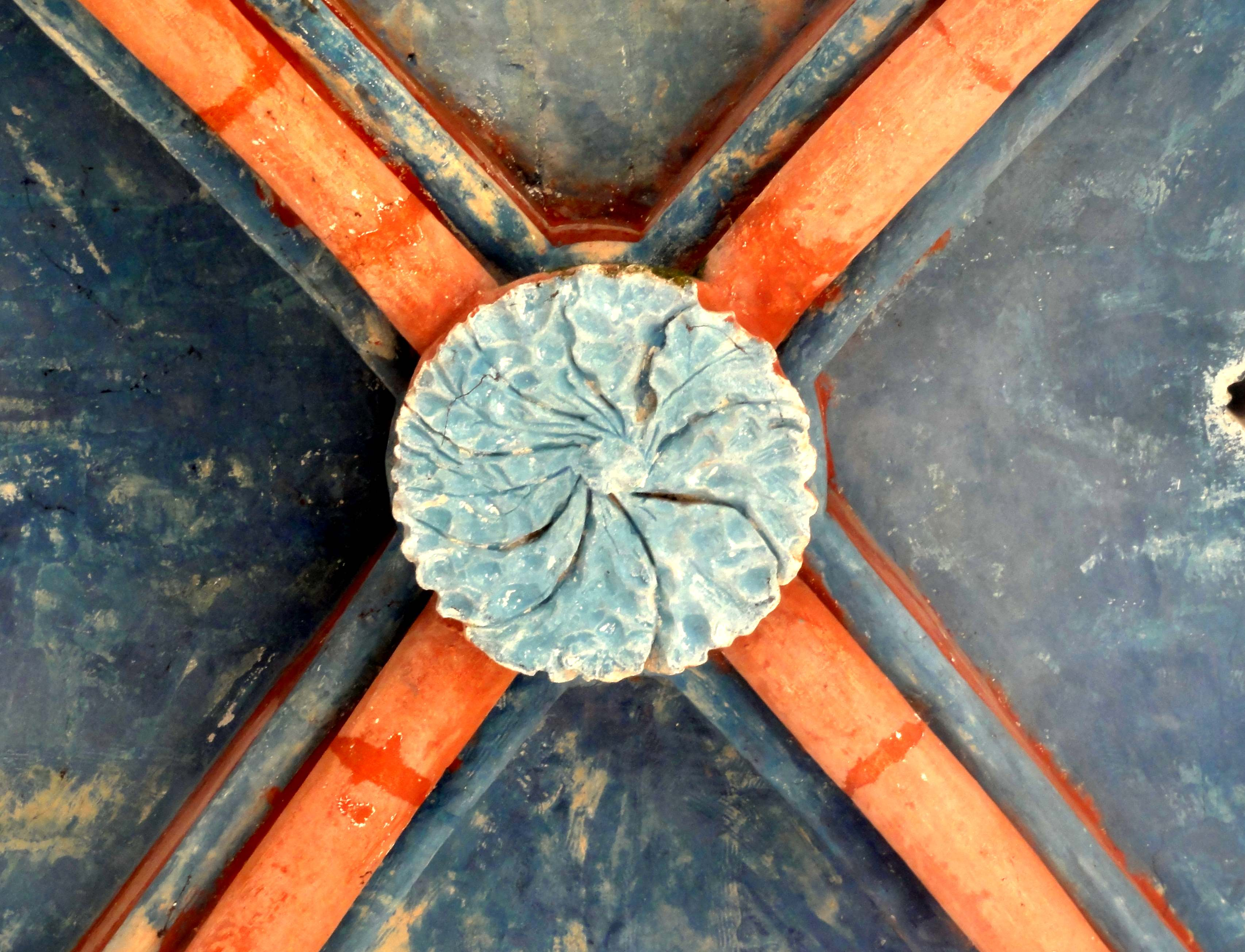
Chœur sud, 1re travée, clé de voûte « tournante ».

### Extérieur

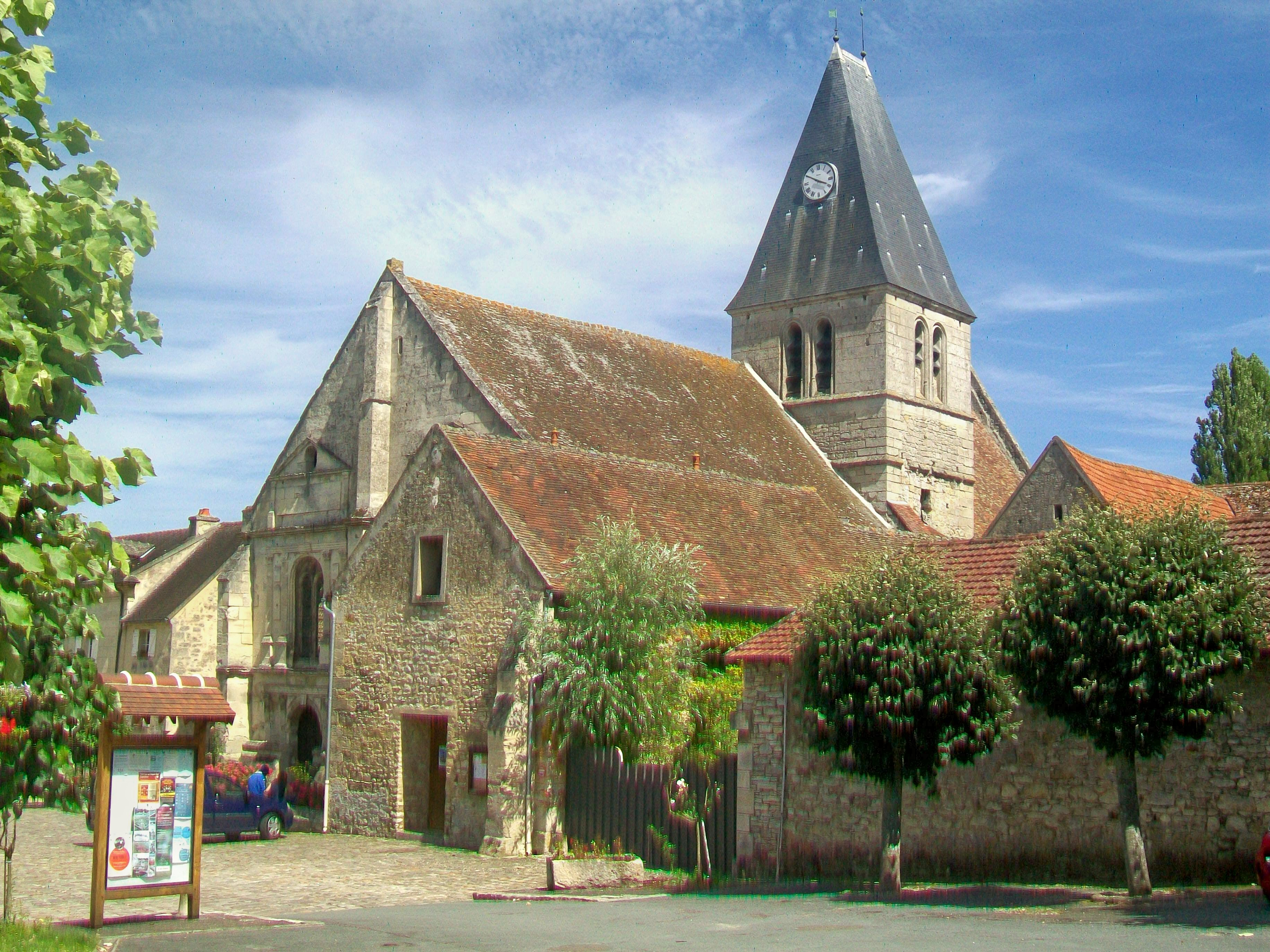
Vue générale depuis le sud-ouest.

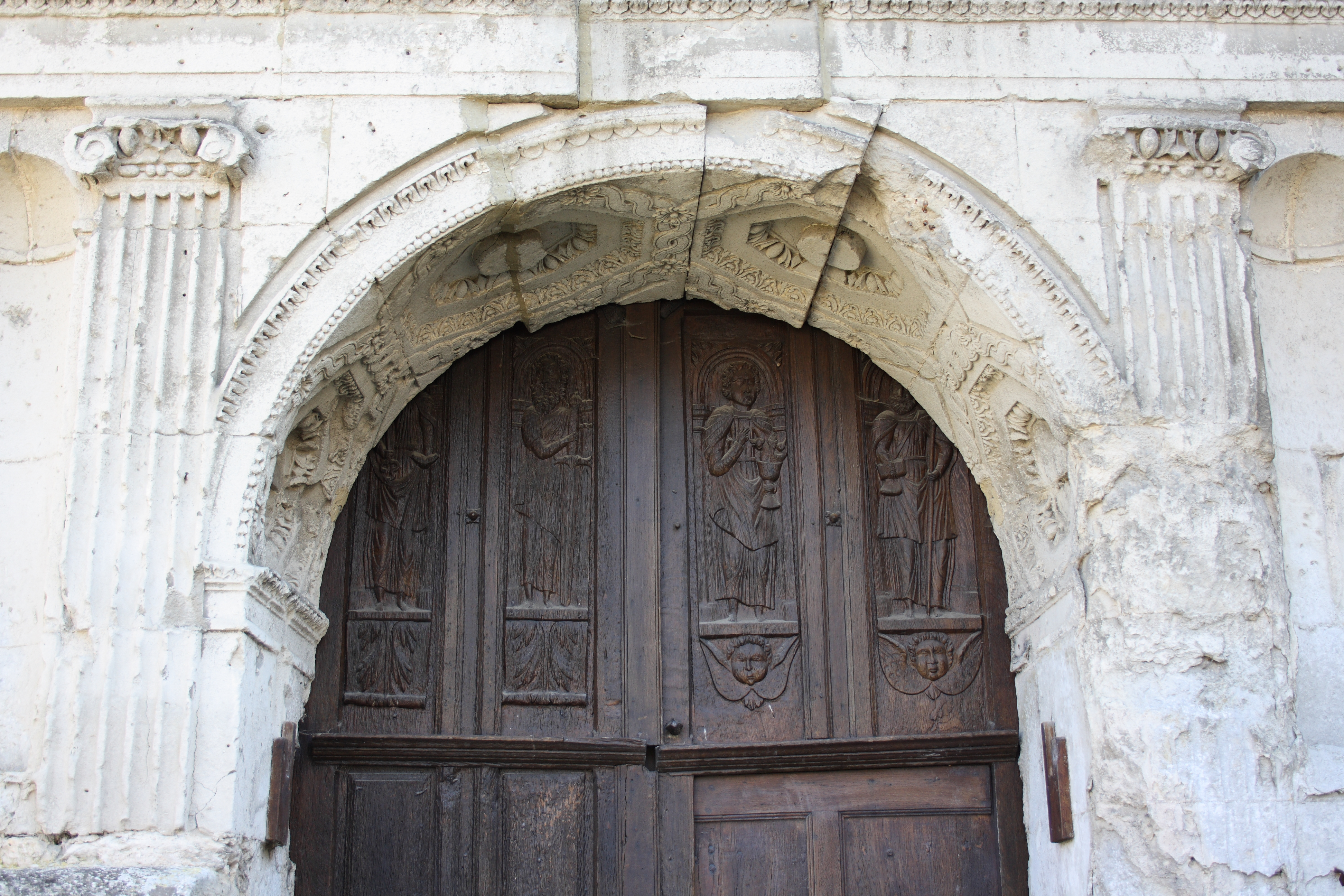
Détail du portail de droite.

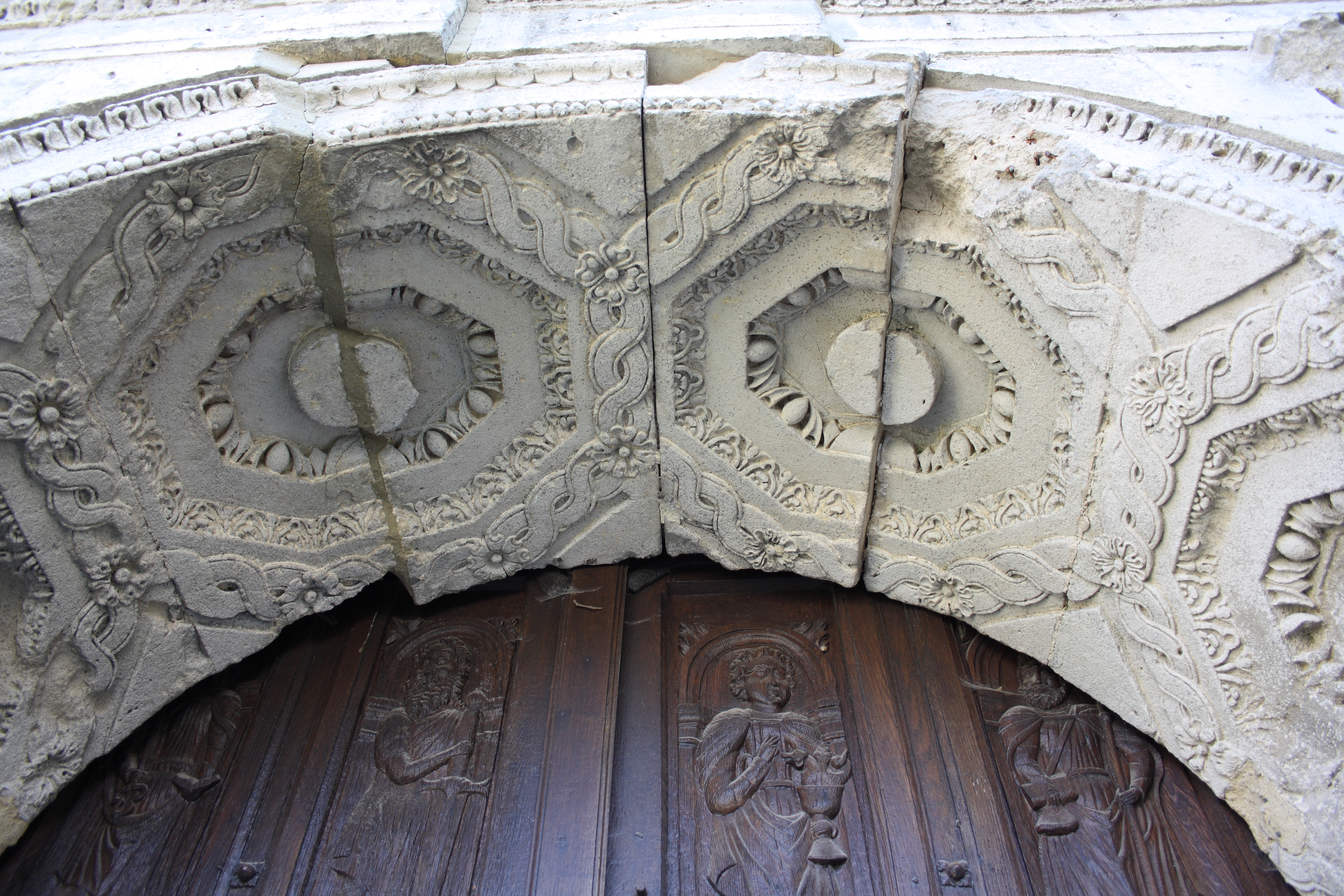
Intrados du même portail.

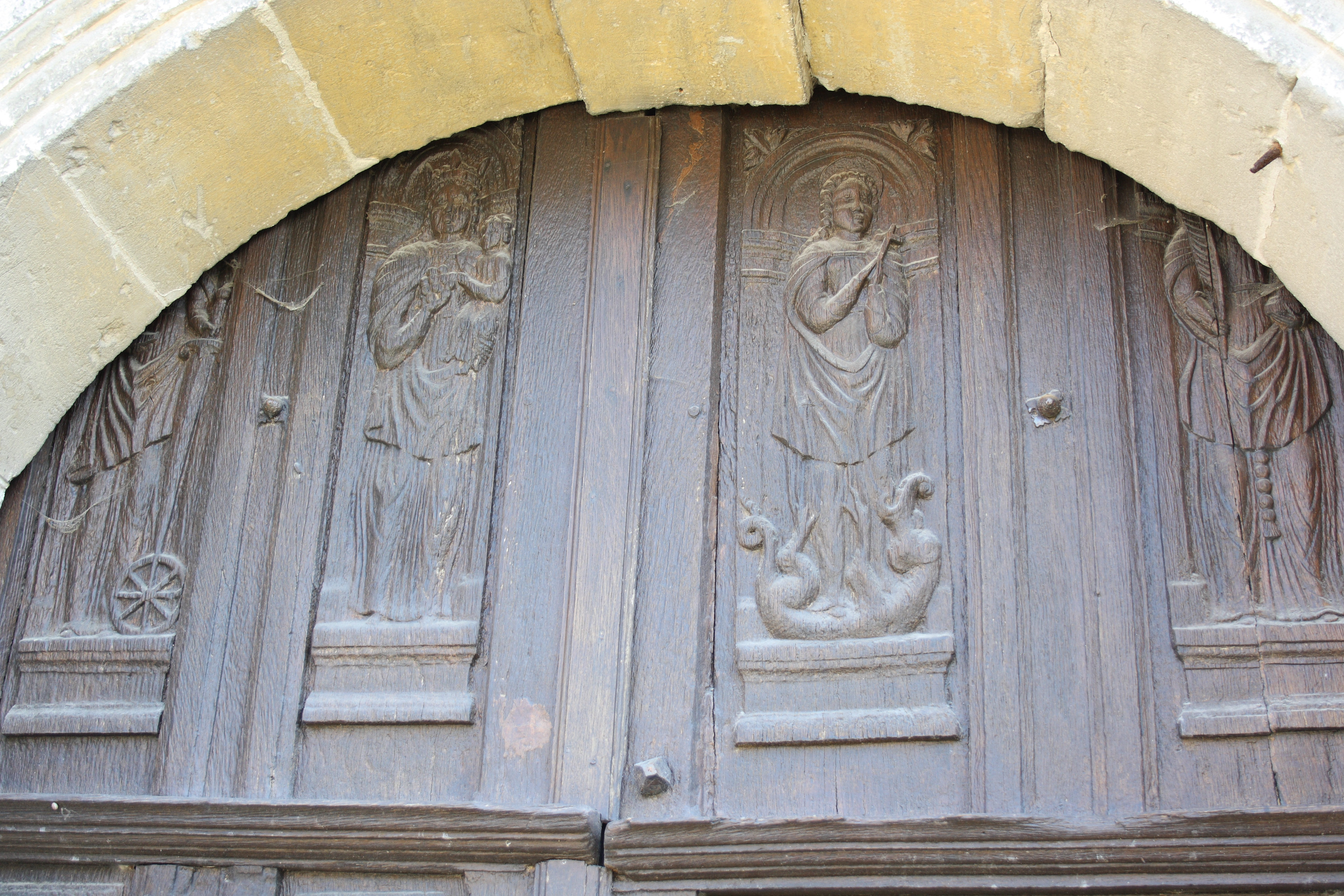
Bas-reliefs sur les vantaux du portail de gauche.

La façade Renaissance du milieu du XVIe siècle est entièrement bâtie en pierre de taille. Elle porte sur trois niveaux d'élévation, à savoir l'étage des portes, l'étage des fenêtres hautes et le pignon. Ces niveaux sont délimités par des larmiers saillants, mais assez fins. Près du sol, les trois ou premières assises forment un soubassement en talus, qui se termine par un gros boudin. Cette mouluration inhabituelle se trouve également à l'intérieur, sur les piédroits de l'arcade reliant la travée au nord du clocher au chœur. Verticalement, la façade est rythmée par un contrefort central, qui est établi en fort glacis jusqu'au premier larmier, et se poursuit jusqu'au sommet du pignon, où il s'amortit par un glacis. En haut du premier étage, un cadran solaire est gravé dans le contrefort. Les angles de la façade sont épaulés par deux contreforts orthogonaux, qui sont strictement verticaux, et s'achèvent également par des glacis. La décoration Renaissance est loin d'occuper toute la surface murale. Elle se limite à l'encadrement des portes et fenêtres, et à l'attique sommé d'un fronton triangulaire, qui est plaquée devant le pignon. Pour le rez-de-chaussée, Jean Grappin a retenu l'ordre ionique. Afin d'observer la règle de la superposition des ordres (dorique, ionique, corinthien), il a dû opter pour l'ordre corinthien pour l'étage des fenêtres hautes. Aucun ordre ne reste donc disponible pour l'attique, ce qui explique sans doute que son décor est seulement ébauché : les pilastres ne portent donc pas de chapiteaux ; l'entablement reste aniconique ; et le fronton est seulement esquissé par deux rampants moulurés. Son centre est ajouré d'un œil-de-bœuf. Il est rond à gauche, et ovale à droite. Ce n'est qu'à droite qu'un avant-corps très légèrement saillant anime l'espace entre les pilastres. Dans le même sens, l'ornementation est plus aboutie sur toute la partie droite de la façade,.
Concrètement, l'ornementation des deux premiers niveaux d'élévation s'agence ainsi. Les deux portes sont en plein cintre, et relativement basses et petites, mais à double vantail. L'arc du portail de droite est décoré d'un rang de perles et d'un rang de grecques, et l'intrados est traité à la façon d'un plafond à caissons. Ses motifs sont particulièrement complexes. Chacune des deux portes est cantonnée de deux paires de pilastres ioniques cannelés. Ils prennent appui sur le boudin du soubassement, et encadrent deux petites niches en plein cintre de part et d'autre de chacune des deux portes. Les pilastres supportent un entablement. Ce n'est qu'à droite qu'un rang de postes court en bas de la métope, et que la corniche est agrémentée d'un rang d'oves et de dards, et d'un rang de denticules. La cimaise est intégrée dans le larmier à la limite des étages. Au niveau de l'étage, les fenêtres sont flanquées de deux paires de pilastres corinthiens cannelés à gauche, et de deux paires de colonnettes corinthiennes non cannelées à droite. Leurs bases reposent sur de hauts stylobates. Les pilastres supportent une architrave composée de trois bandeaux plats, tandis que les colonnettes supportent un entablement complet. Ici, les bandeaux de l'architrave sont décorés de deux rangs de perles et d'un rang de postes. La métope arbore de grands cercles entrelacés en bas-relief, et le même motif se retrouve, à échelle réduite, dans l'échine de la corniche à denticules. — Dans son ensemble, la façade de l'église Saint-Pierre de Genainville trouve l'équilibre entre surabondance du décor et sobriété froide. Son originalité réside dans sa symétrie apparente, qui n'exclut pas de nombreuses différences de détail entre les parties de gauche et de droite. La partie droite, plus riche, est souvent considérée comme annonçant la nef réservée à l'usage du prieuré. Par ailleurs, Genainville constitue l'unique exemple d'une façade à pignon unique pour deux vaisseaux dans le Vexin. Son architecture est avantageusement complétée par les bas-reliefs sur la partie supérieure des vantaux en bois, qui sont contemporains de la façade. Chacun des vantaux comportent deux bas-reliefs, qui représentent des saints au milieu d'un décor architecturé, identifiables grâce à leurs attributs habituels. Les vantaux étant rectangulaires, les têtes des personnages tout à gauche et à droite ne sont pas visibles quand les portes sont fermées. À droite, l'on voit saint Pierre, saint Paul, saint Jean l'Évangéliste et saint Jacques le Majeur. À gauche, l'on distingue sainte Catherine, la Vierge à l'Enfant, sainte Marguerite et sainte Barbe,.
Le clocher du XVIe siècle présente peu d'intérêt. Il se compose d'un étage intermédiaire, qui n'est éclairé que par une petite ouverture rectangulaire du côté sud, mais munie d'une petite baie en plein cintre sur chacune des trois faces dissimulées par les combles ; d'un étage de beffroi percé de deux étroites baies abat-son en plein cintre au milieu de chaque face ; et d'un toit à la hache couvert d'ardoise. La charpente date de 1788, et le beffroi de 1784. Une scansion horizontale est apportée par deux bandeaux biseautés, dont l'un sert d'appui aux baies de l'étage supérieur. À l'instar des fenêtres de la même époque, celles-ci sont entourées de moulures prismatiques avec bases. Au sud, une sorte de tourelle rectangulaire est adossée au clocher. Elle s'arrête au début de l'étage intermédiaire, et était destinée à accueillir les poids de l'horloge du début du XVIIIe siècle, ce qui explique ses dimensions restreintes (1,75 m sur 1,23 m au sol). En ce qui concerne les élévations latérales et le chevet, ils correspondent aux époques visibles à l'intérieur. Les fenêtres du chœur prennent appui sur un glacis formant larmier. À un niveau plus élevé, les contreforts du chœur sont scandés par un larmier présent sur les trois faces, et leur couronnement est formé par un glacis. Au sud, la particularité est une arcade reliant un contrefort de l'église au contrefort du prieuré qui lui fait face, comme au Bellay, et un mur percé d'une porte en anse de panier qui relie également les deux édifices. Dissimulé sous des dalles, un ruisseau coule dans le passage. À l'est, sous un appentis du prieuré, une ouverture d'inspection donne directement accès au rû. Au chevet, on trouve une sacristie ruinée, et le mur-pignon est également muni d'un contrefort central, comme en façade. Le pignon est ajouré de deux hautes et étroites baies en plein cintre. Ses rampants sont plus pentus que les rampants du toit. Au sud, un larmier court à la limite des allèges, et passe autour des contreforts, tant sur le chœur que sur la nef. Une tourelle d'escalier ronde, coiffée d'une poivrière, est située à l'intersection entre la nef et la travée au nord du clocher. Contrairement à la règle, elle est entièrement bâtie hors-œuvre : le plus souvent, une partie de la cage d'escalier est prise dans l'épaisseur du mur.

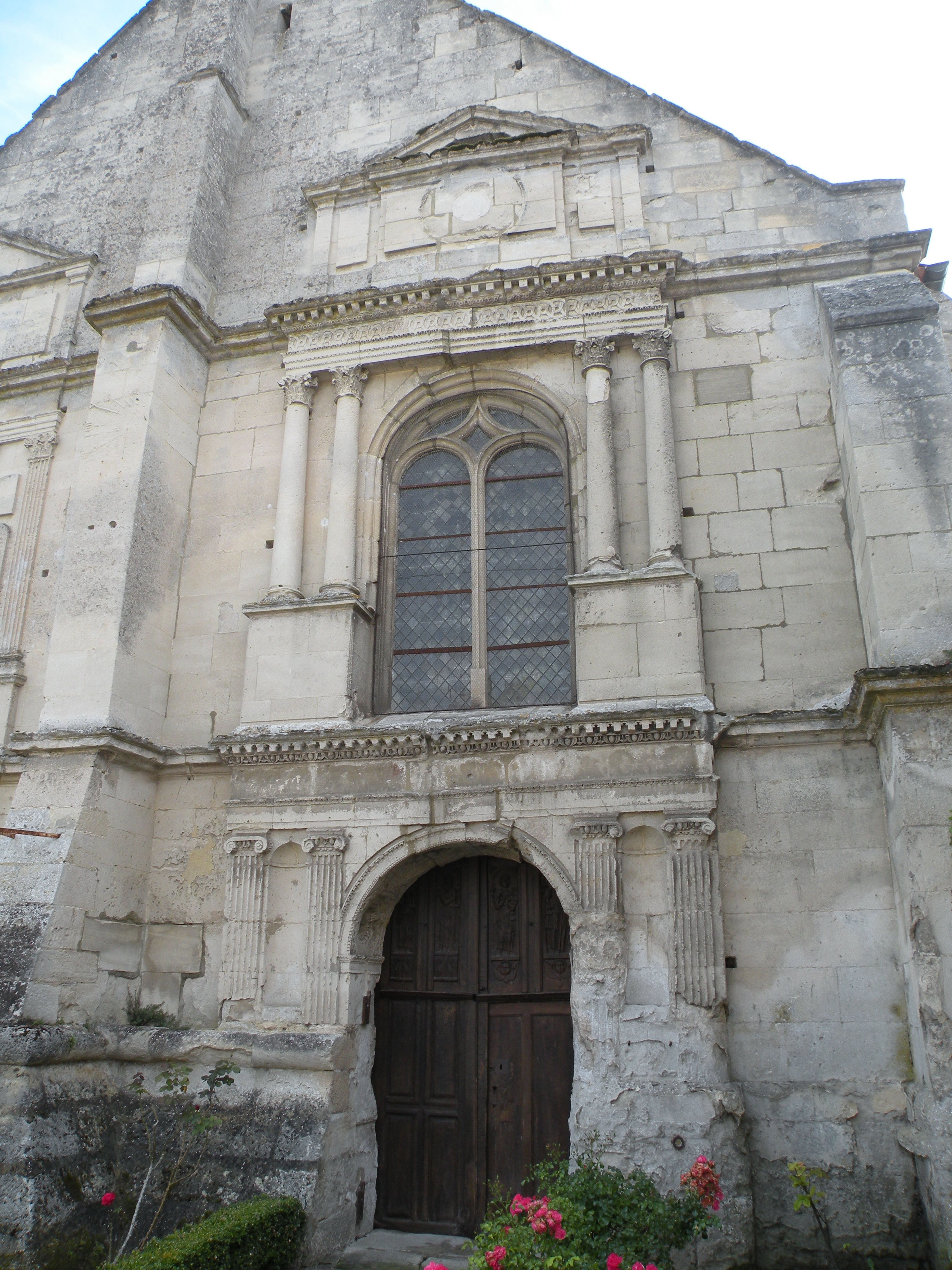
Partie droite de la façade.
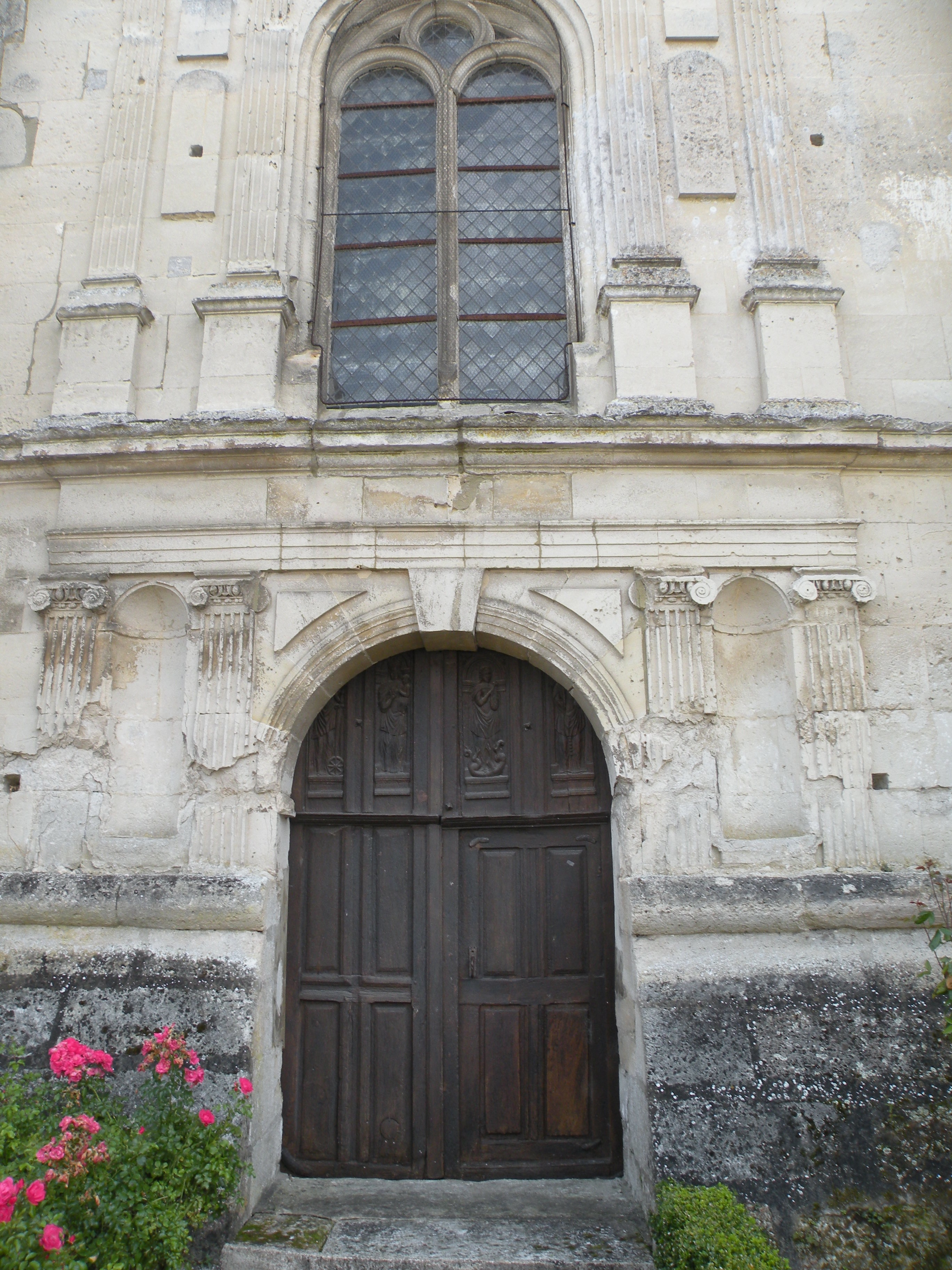
Portail de gauche.
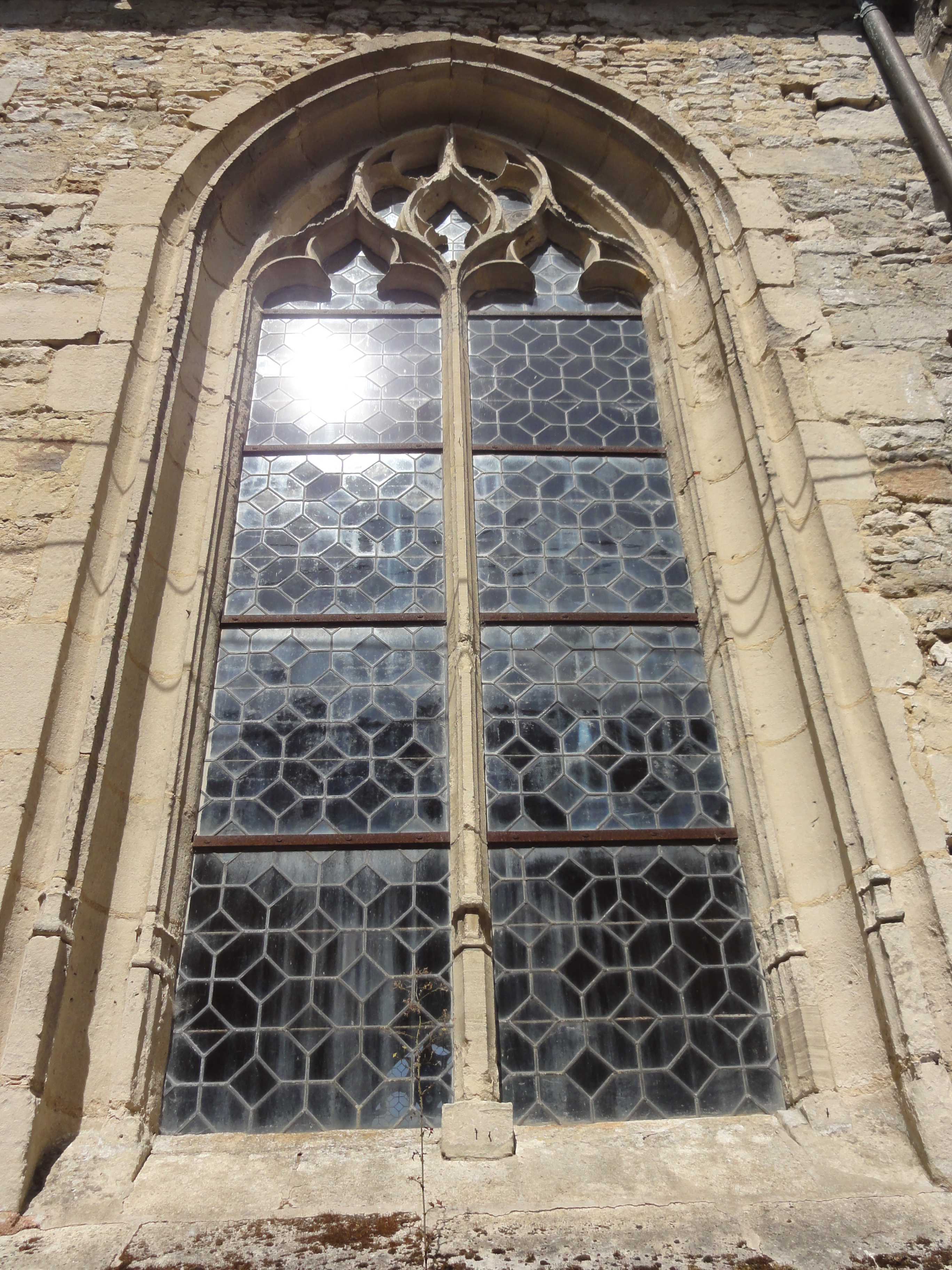
2e fenêtre du sud.
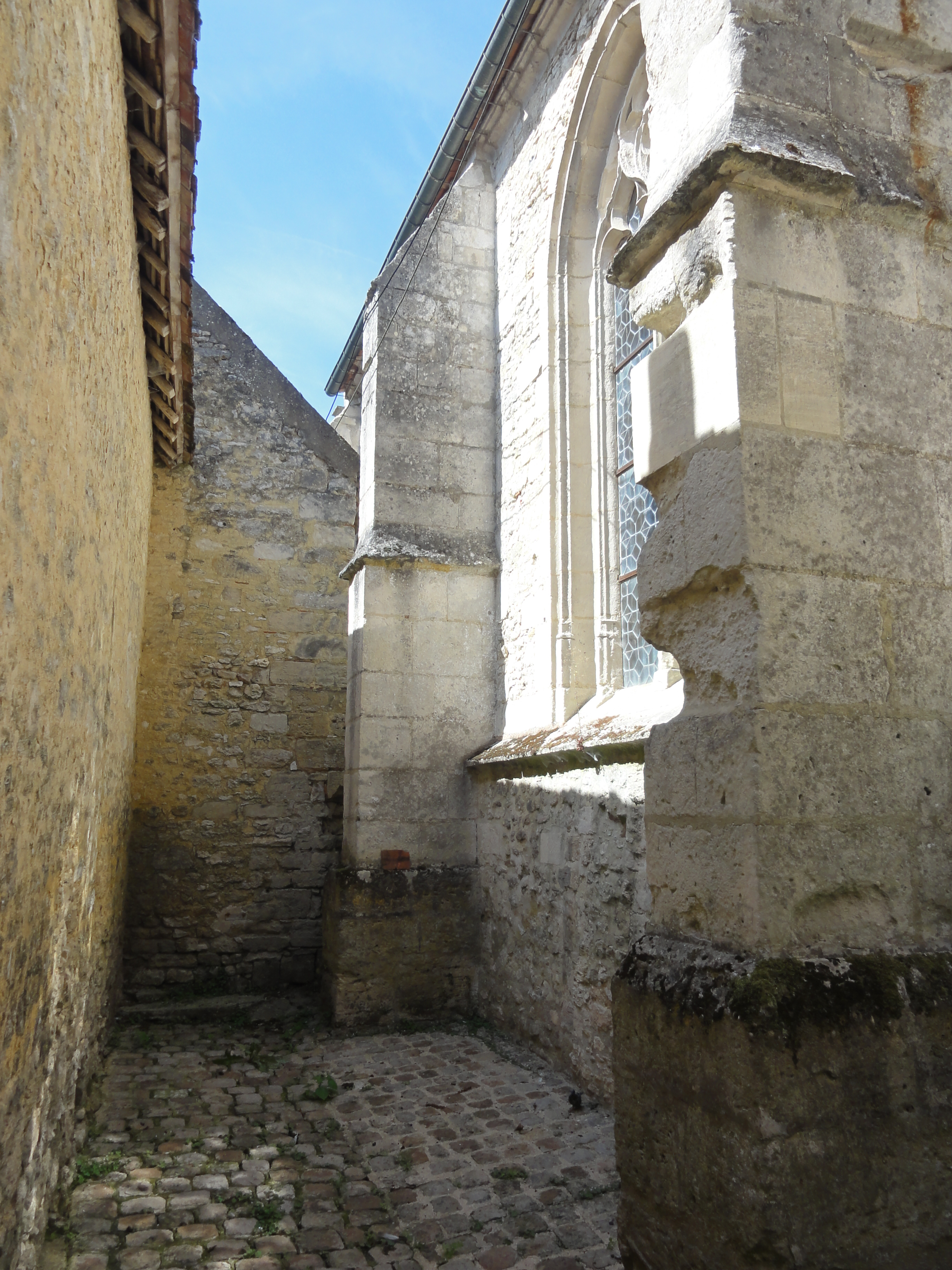
Flanc sud de la nef.
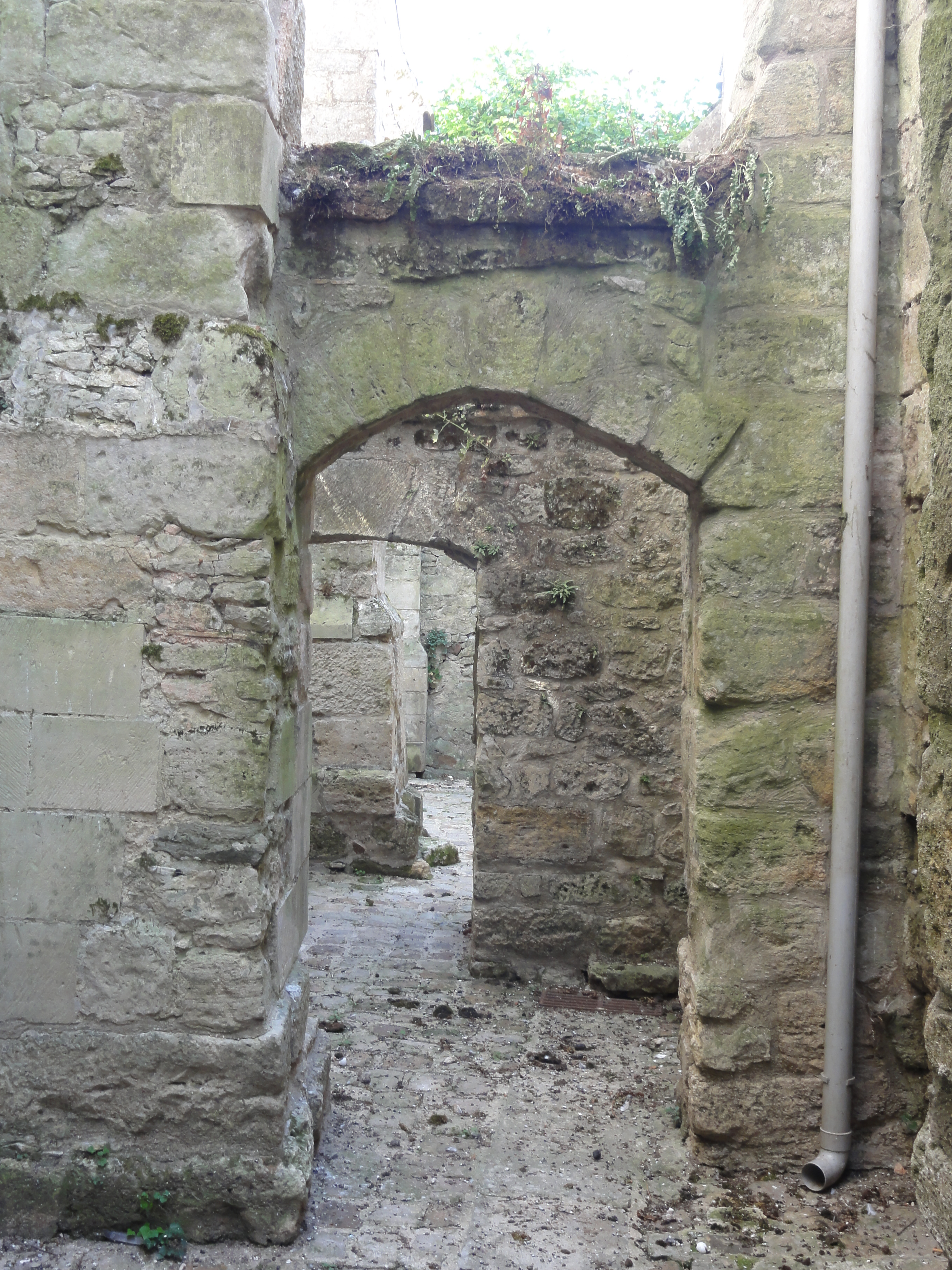
Arcades du passage.
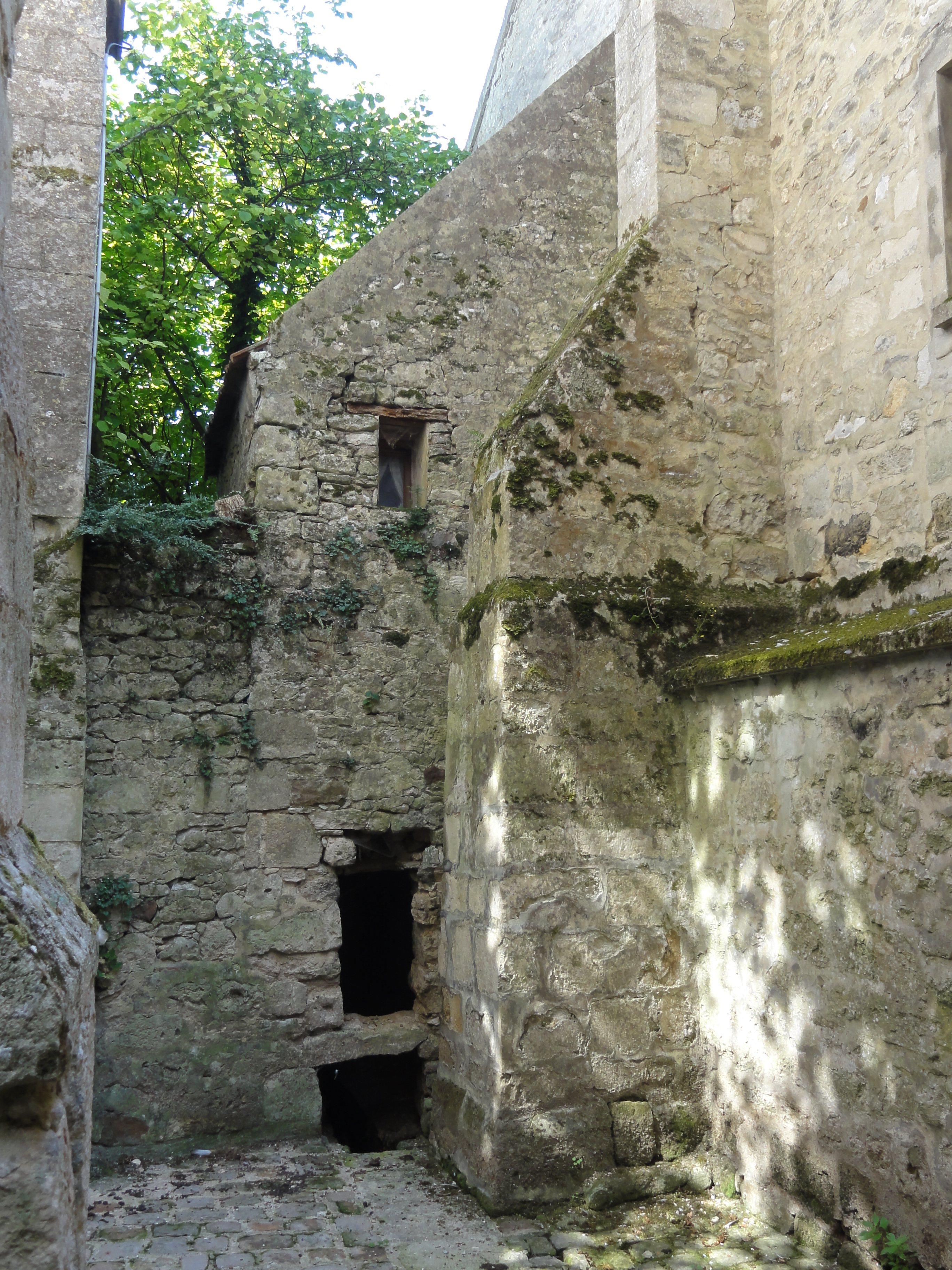
Extrémité est du passage.

## Mobilier
Parmi le mobilier de l'église, six éléments sont classés monument historique au titre objet. Trois parmi eux sont des statues. Les panneaux en haut des vantaux des deux portes d'entrée sont également classés au titre objet pour les bas-reliefs qu'ils comportent (voir ci-dessus) ; contrairement à ce que suggère le dossier de protection, ils ne représentent pas tous des Apôtres : c'est uniquement le cas des vantaux du portail de droite. Les autres éléments du mobilier qui méritent l'attention sont également, pour la plupart, des statues : La chaire à prêcher et le banc d'œuvre ont disparu. Il n'y a plus de dalles funéraires, et une seule plaque de fondation s'est conservée. Seul l'autel du chœur du sud subsiste. Sur les fonts baptismaux de la fin du XVIe siècle, le bénitier et le confessionnal, l'on manque de renseignements.

### Statues

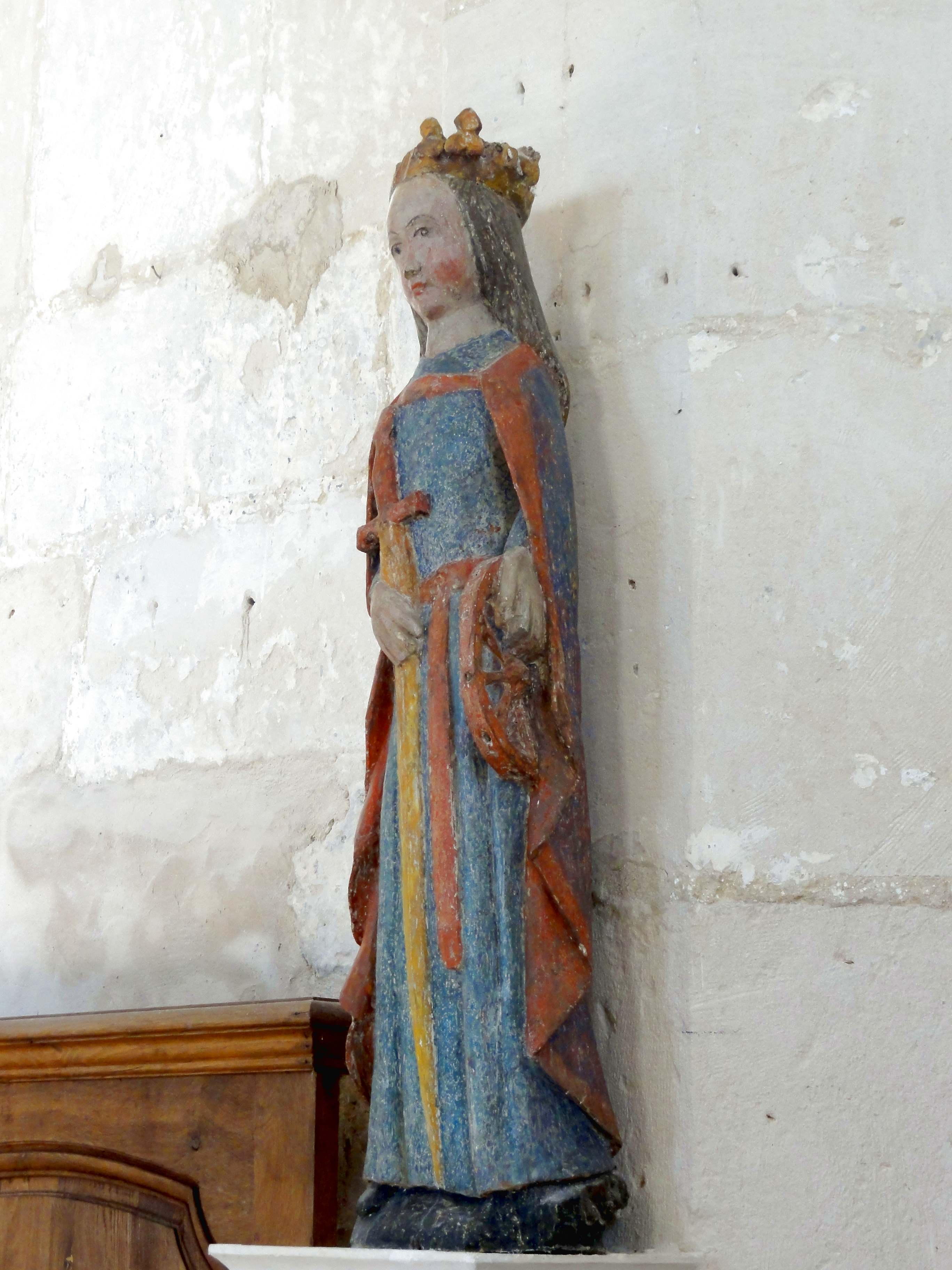
Sainte Catherine.

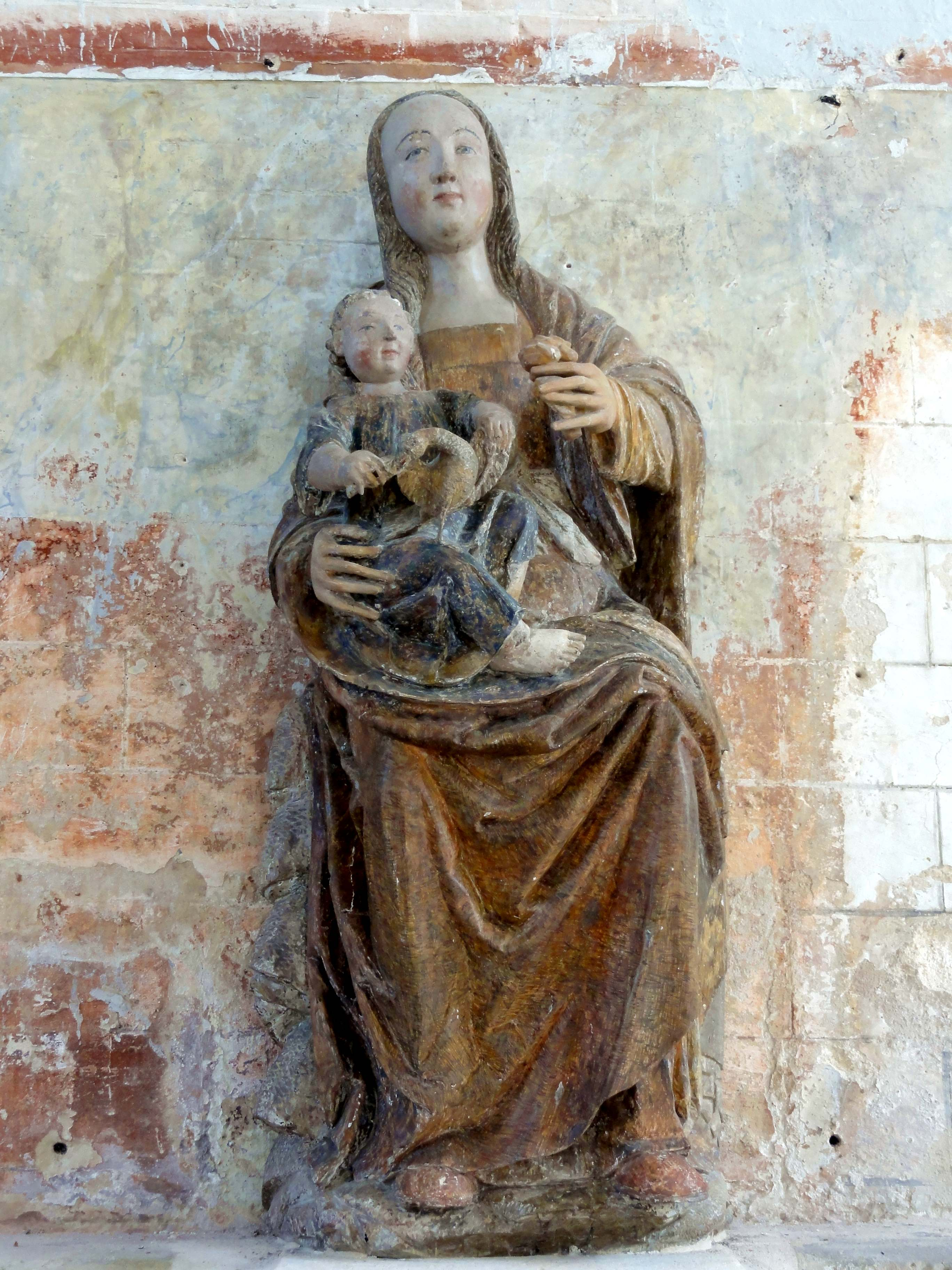
Vierge à l'Enfant assise.

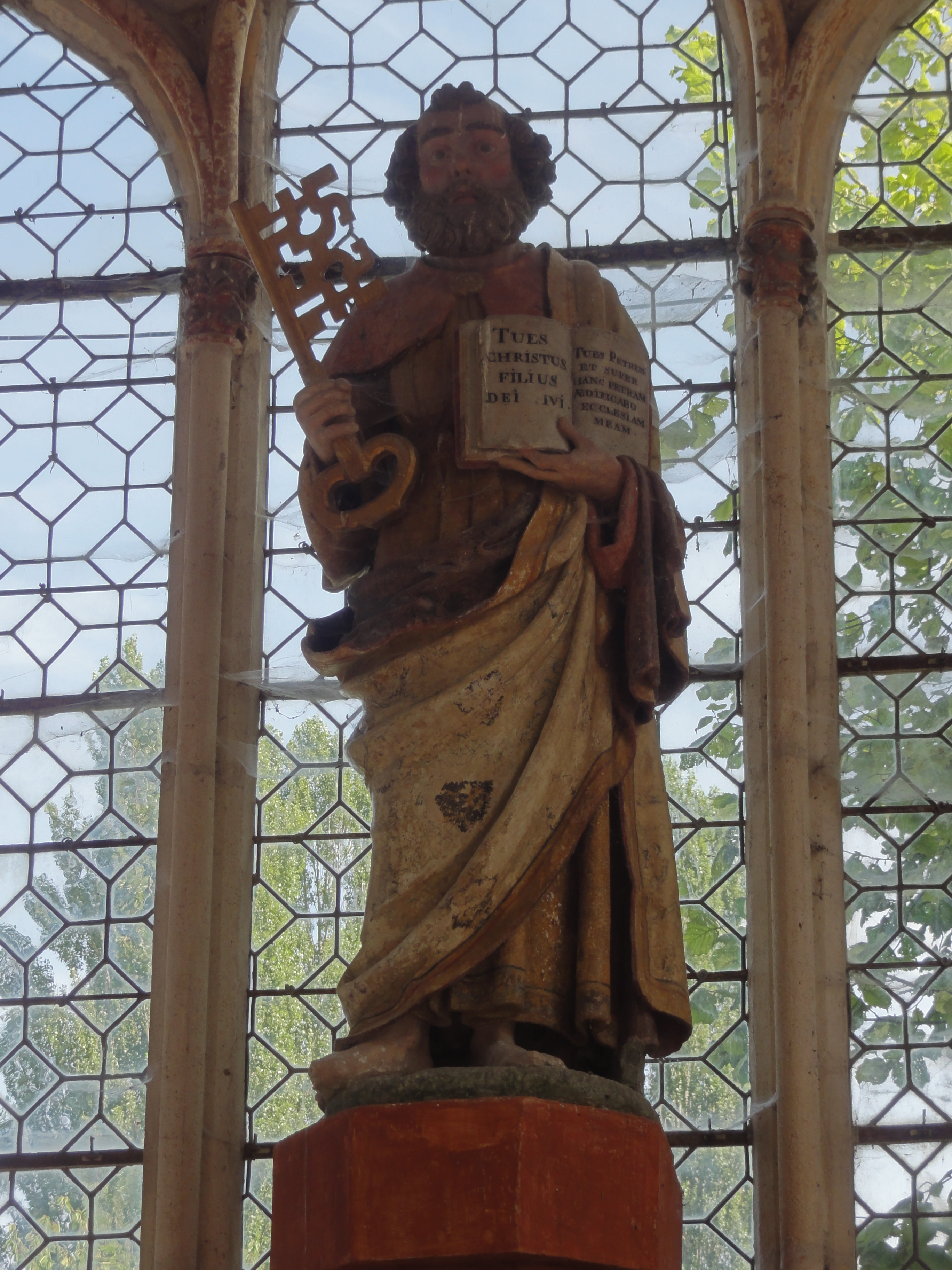
Saint Pierre.

- La statue en bois polychrome de sainte Catherine mesure 90 cm de hauteur, et date de la fin du XVe siècle. Elle a vraisemblablement été taillée dans un tronc d'arbre, ce qui explique sa silhouette effilée, et laisse une certaine impression de maladresse. La robe, le manteau et la ceinture paraissent archaïques, et autoriseraient une datation plus haute, mais le style des chaussures et de l'épée, ainsi que la facture générale, pèsent davantage dans la datation. S'agissant d'une œuvre d'art populaire, elle pourrait même être plus récente que supposée. Un rapprochement avec les figures en demi-relief des panneaux des portails serait intéressant. Sainte Catherine porte une couronne pour faire allusion à ses origines royales. L'un de ses deux attributs, la roue dentée de son martyre, n'est visible qu'en regardant la statue latéralement, depuis la droite. Elle est de petites dimensions, contrairement à l'épée, dont la longueur paraît quelque peu exagérée. Pour Roland Vasseur, sainte Catherine est la statue la plus singulière de l'église. Son classement remonte à 1912. Elle a été volée en mai 1957, puis retrouvée au mois de novembre de la même année. L'œuvre a bénéficié d'une restauration en 1997[34],[35].
- Le groupe sculpté en bois polychrome représentant saint Nicolas en habit épiscopal et le baquet avec les trois jeunes enfants qu'il ressuscita date du XVIe siècle, et est de facture populaire. La main droite et la partie inférieure du baquet manquent, et la vermoulure a rongé le bras, le haut de la mitre et le bord du baquet. L'œuvre a été débadigeonnée à la fin des années 1980. Pour ne pas altérer son authenticité, les manques n'ont pas été complétés, et les dégâts occasionnés par la vermoulure n'ont pas été gommés. En revanche, la sculpture a retrouvé sa polychromie d'origine[36].
- La statue en bois polychrome d'un saint évêque bénissant est censé représenter saint Éloi, mais l'absence d'attribut (notamment l'enclume) rend l'identification incertaine. Selon les comptes de la fabrique, la statue a été repeinte en 1890, en même temps que l'Éducation de la Vierge et sainte Catherine, qui ont été restaurés depuis[37].
- Le groupe sculpté en bois polychrome représentant l'Éducation de la Vierge par sainte Anne date du XVIe siècle. Il a été débadigeonné à la fin des années 1980 en même temps que saint Nicolas, et la polychromie a ensuite été restitué[38].
- La statue en bois de noyer polychrome de la Vierge à l'Enfant mesure 100 cm de hauteur, et date du début du XVIe siècle. Marie est assise sur un tertre. Selon Roland Vasseur, l'artiste lui a donné « le visage plein et bonasse d'une robuste paysanne », ce qui explique en partie l'attrait de l'œuvre. Les longs cheveux ouverts, légèrement ondulés, retombent jusqu'à la poitrine. Le cou est dégagé. De sa main droite, Marie présente une rose. Sur son bras, l'on note les manches larges de sa cotte. L'ample manteau posé sur ses épaules est étalé en larges plis sur ses jambes, où l'Enfant Jésus est confortablement installé, réconforté par la main gauche de sa mère. Tout occupé à jouer avec un oiseau, il n'échange pas de regard avec elle. L'on voit ainsi les deux personnages de face, et reconnaît l'air de famille que le sculpteur leur a voulu donner. Contrairement aux Vierges à l'Enfant médiévales, l'Enfant n'adopte pas les traits d'un petit adulte ; il est plein de vie, et son visage poupin est avenant. La polychromie authentique contribue largement à mettre en valeur l'œuvre, qui est l'un des joyaux de l'église, et a été classée dès 1908[39],[40].
- Le Christ en croix sous l'arcade occidentale de la base du clocher et la statue de saint Jean proviennent de l'ancienne poutre de gloire. Ils sont en bois polychrome, et pourraient dater du XVIe siècle. Le crucifix est moderne, et dénué de tout caractère, et la poutre n'est pas non plus celle d'origine, comme le montre bien le dessous de la statue de saint Jean, qui dépasse. Quant à la statue de la Vierge de douleur, qui est une composante indissociable d'une poutre de gloire, elle a disparu depuis une période indéterminée. Les deux sculptures restantes ont été restaurées au cours des années 1980[41].
- La statue en pierre polychrome de saint Pierre mesure 200 cm de hauteur, et date de la fin du XVIe, ou du premier quart du XVIIe siècle. Qualifiée de « géante » par Roland Vasseur, on discerne toutefois mal ses détails, car étant exposée à contre-jour devant la verrière en verre blanc du chevet du chœur sud. Saint Pierre est abondamment barbu, mais son crâne et chauve, tandis qu'autour, les cheveux retombent en longues boucles. Il porte une robe serrée à la taille, qui laisse apparaître ses pieds nus, et un ample manteau, qui couvre les épaules, et est ramené obliquement sous son bras gauche, puis drapé en tablier. L'Apôtre présente ses deux attributs, une clé surdimensionnée et un livre ouvert tournée vers le spectateur, où l'on peut lire « Tu es Christus, filius dei vivi / Tu es Petrus, et super hanc petram aedificabo ecclesiam meam » (Tu es le Christ, fils du Dieu vivant / Tu es Pierre, et sur cette pierre je bâtirai mon Église — Mt 16,16 et 18). Classée en 1908 comme statue en pierre, elle a encore été considérée comme étant en bois par Roland Vasseur, et bénéficié d'une restauration en 2000[34],[42].
- De la statue en pierre de saint Michel terrassant le démon ne subsistent que le torse, le bouclier et le dragon, sans sa tête, et la statue en pierre de saint Jacques le Majeur a perdu sa tête, ses bras et ses attributs. Ces vestiges sont toutefois d'un certain intérêt en raison de la qualité de la sculpture, et pour la polychromie d'origine qu'ils conservent. Une niche du portail église de Saint-Gervais abrite une sculpture de saint Michel en meilleur état, qui arbore le même type de bouclier que l'exemplaire de Genainville[36].

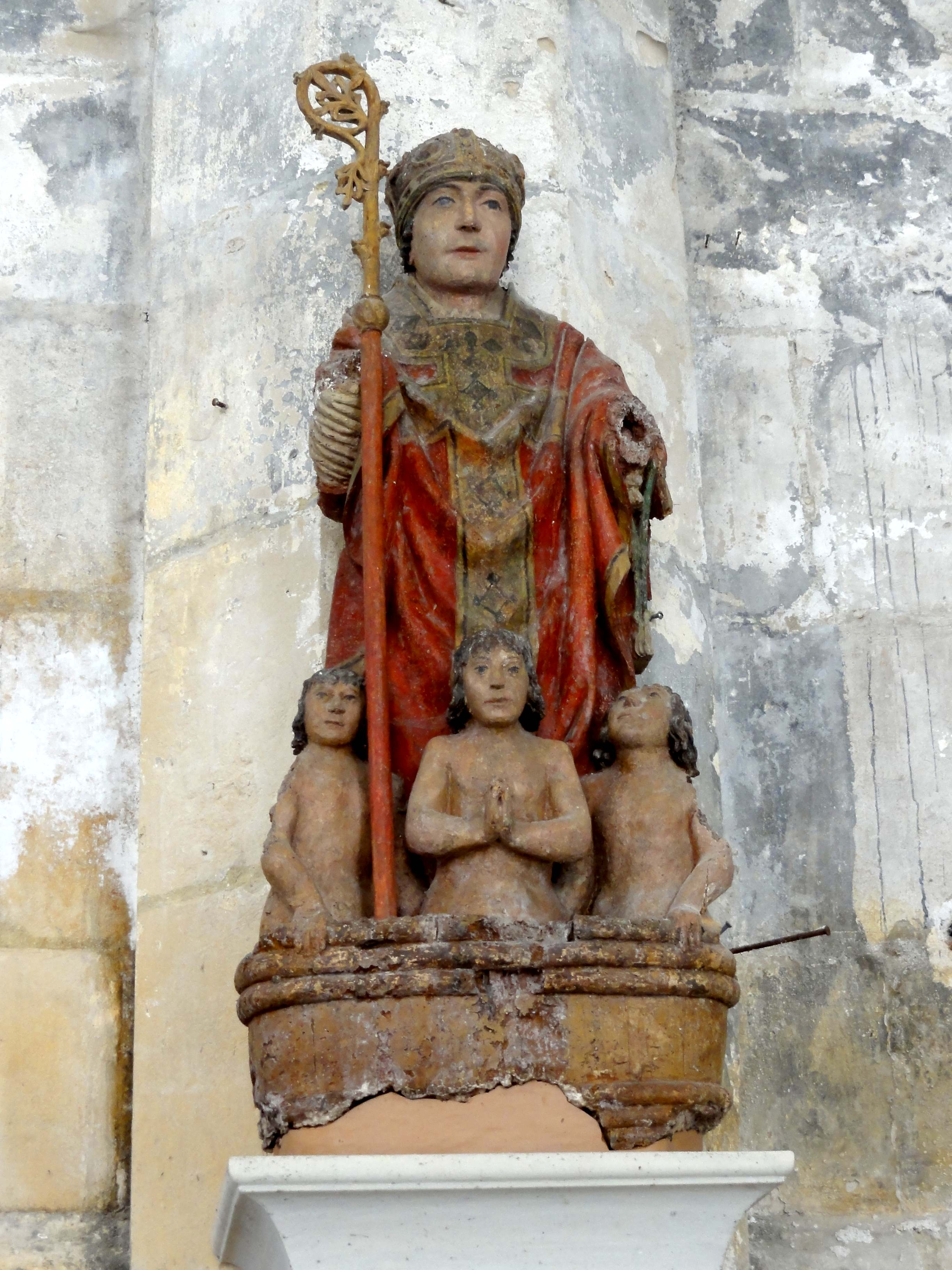
Saint Nicolas.
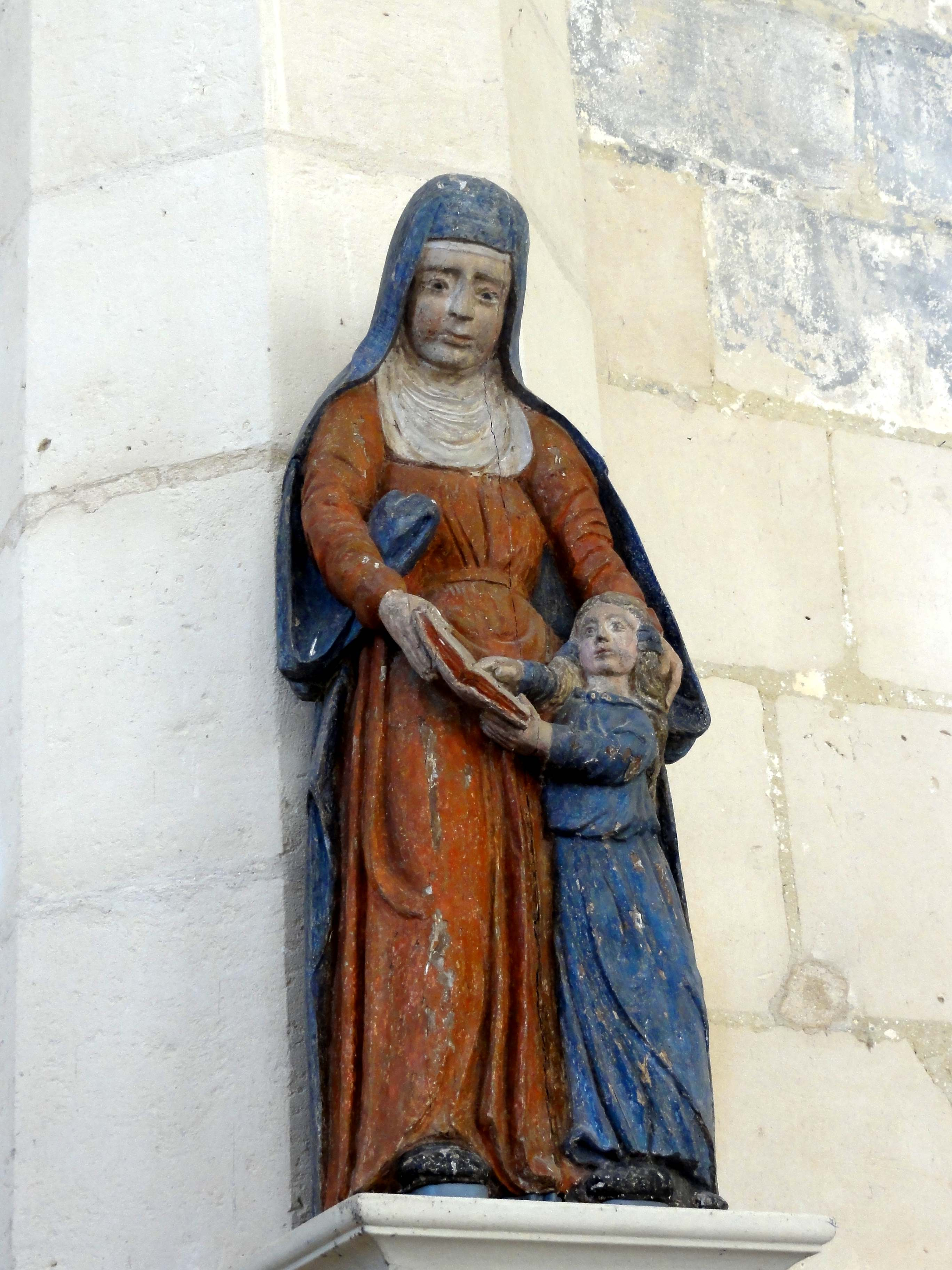
Éducation de la Vierge.
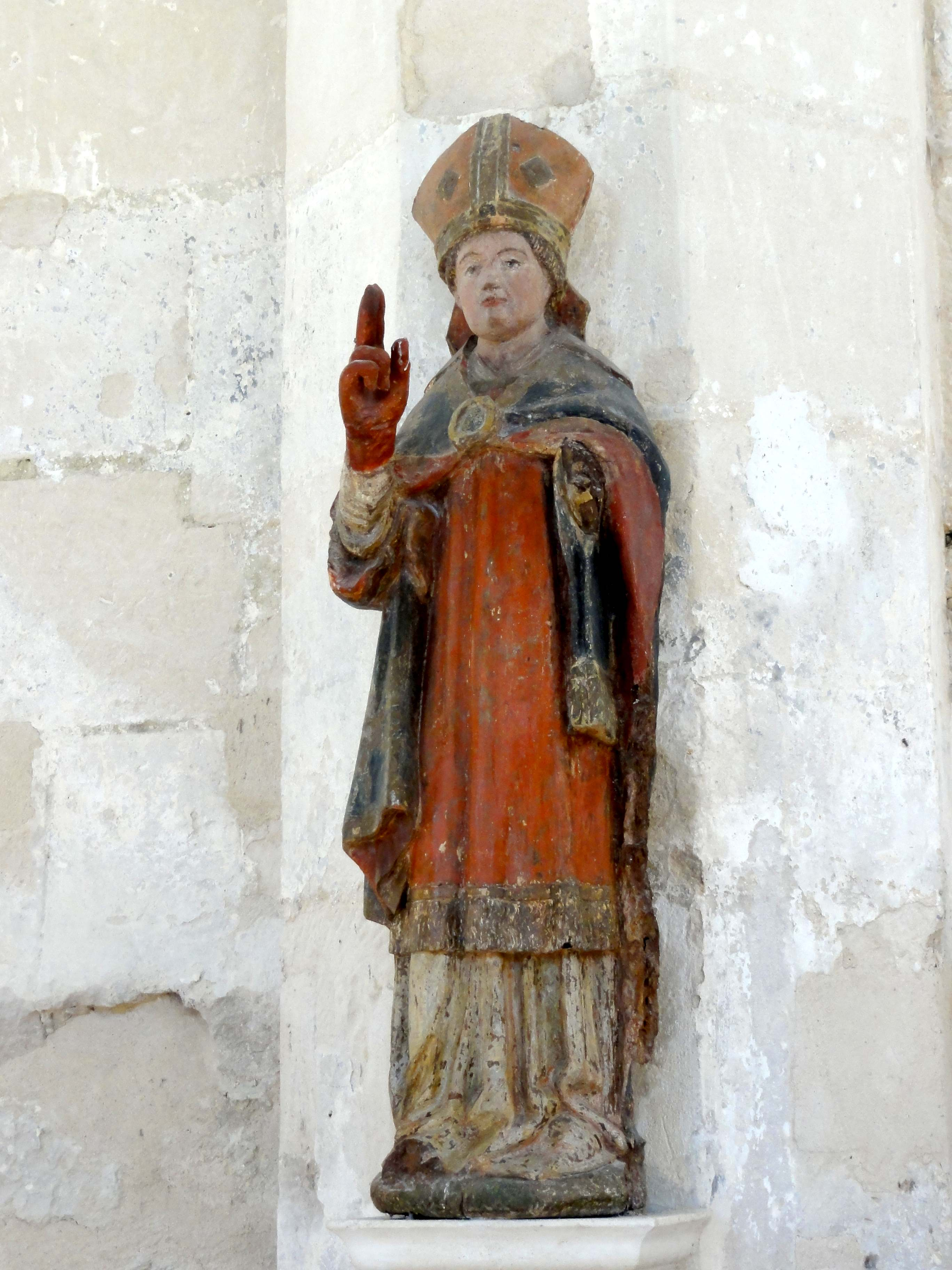
Saint Éloi (?).
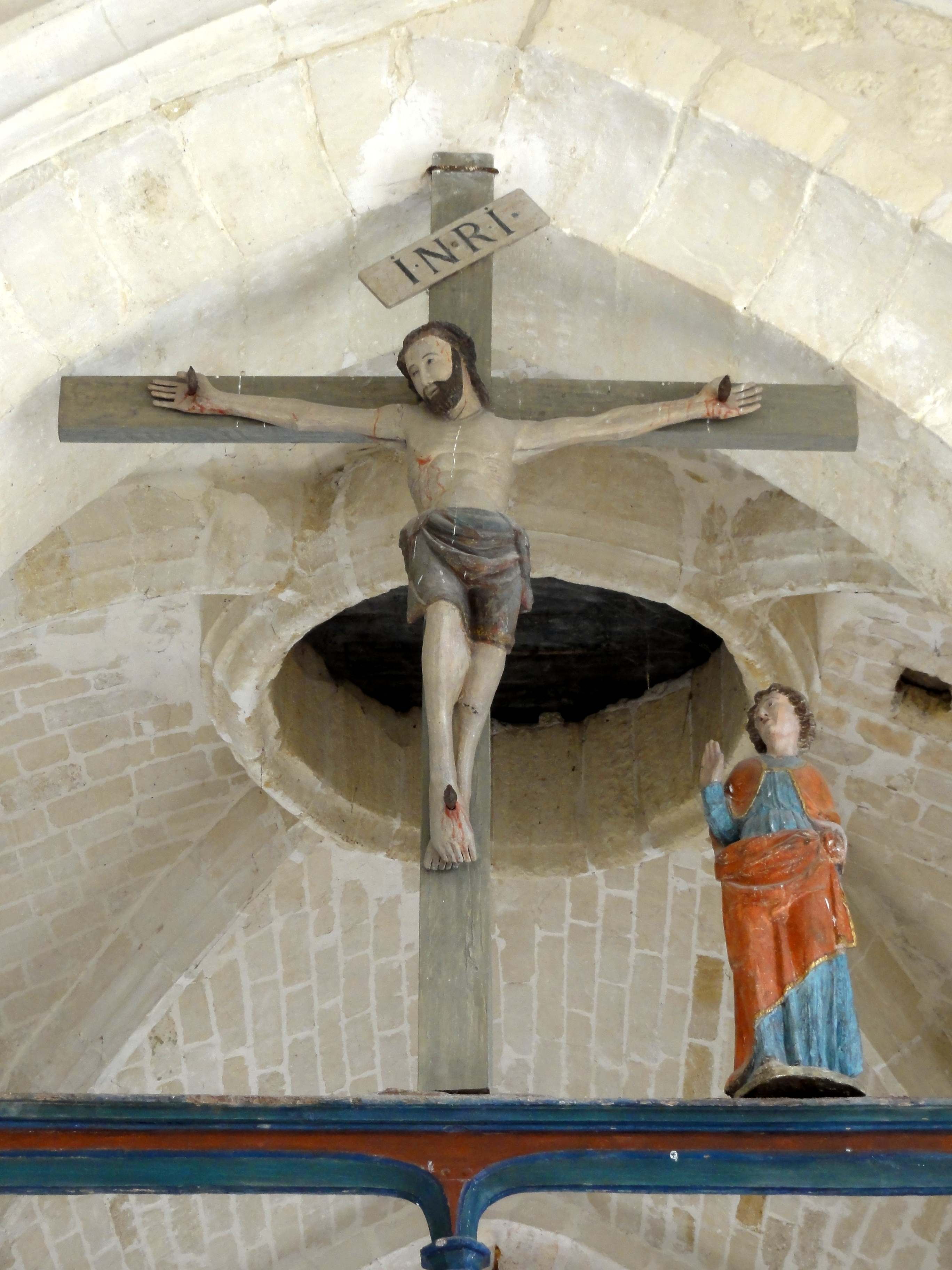
Poutre de gloire.
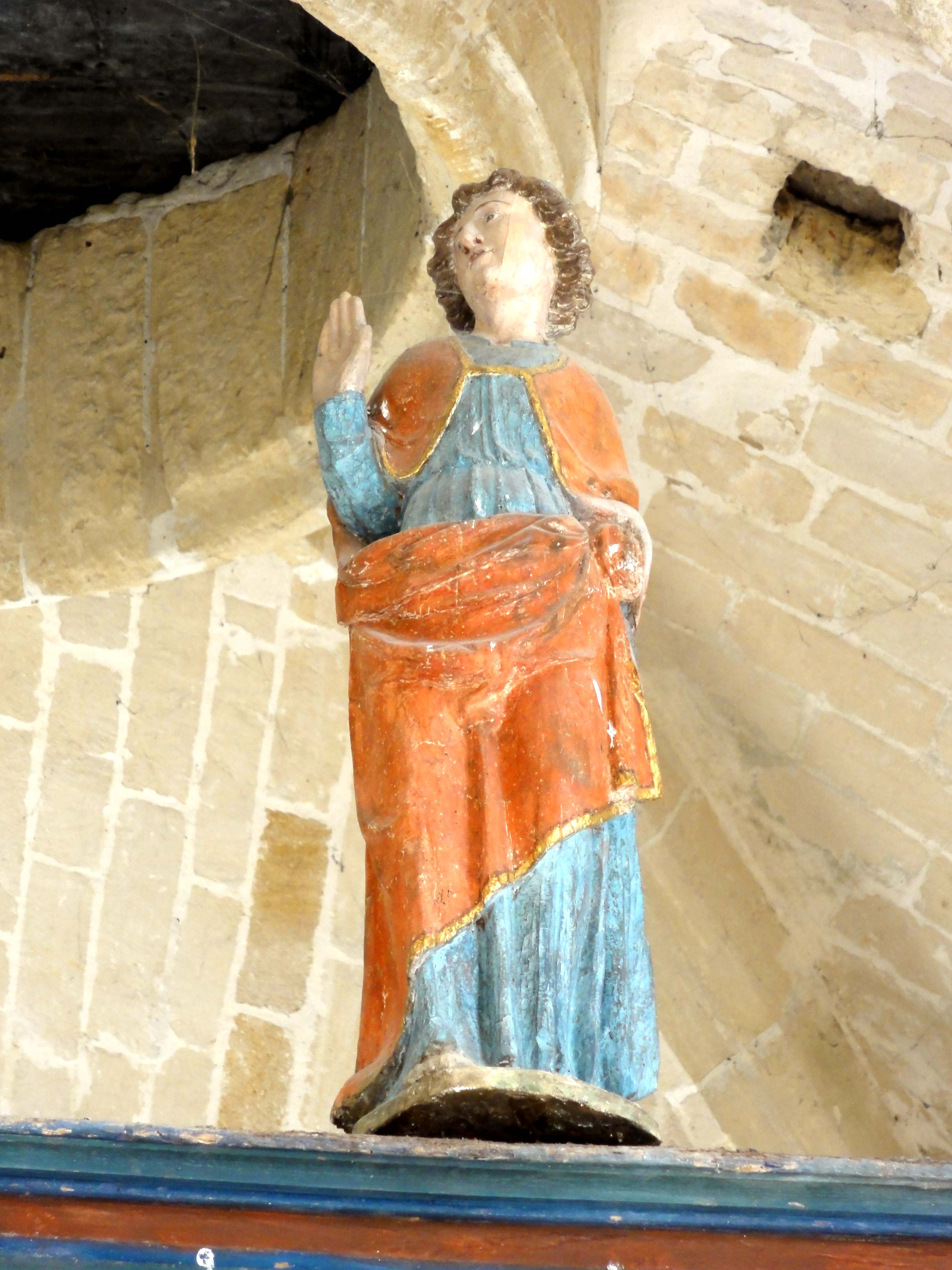
Saint Jean.
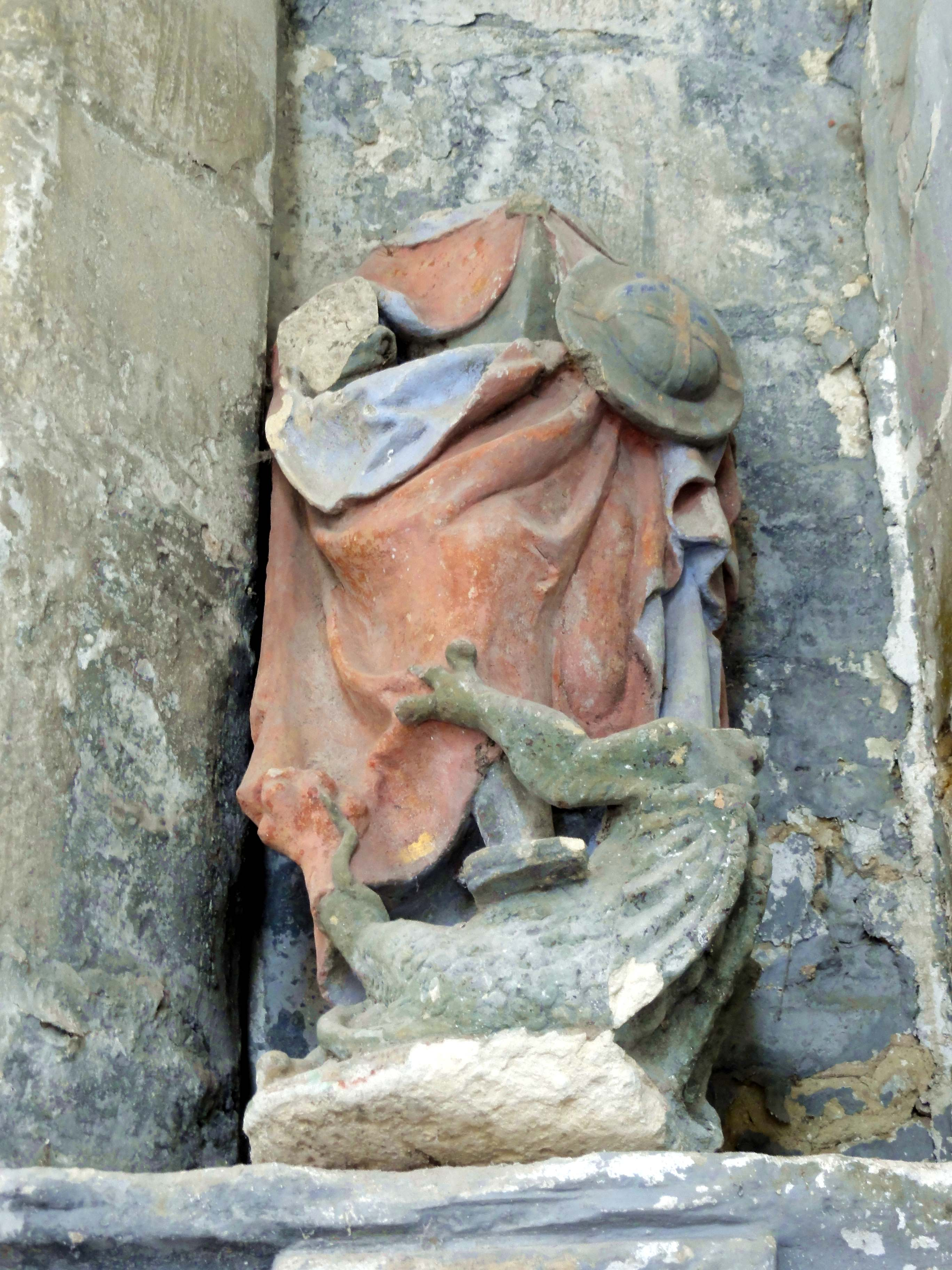
Saint Michel.

### Labyrinthe

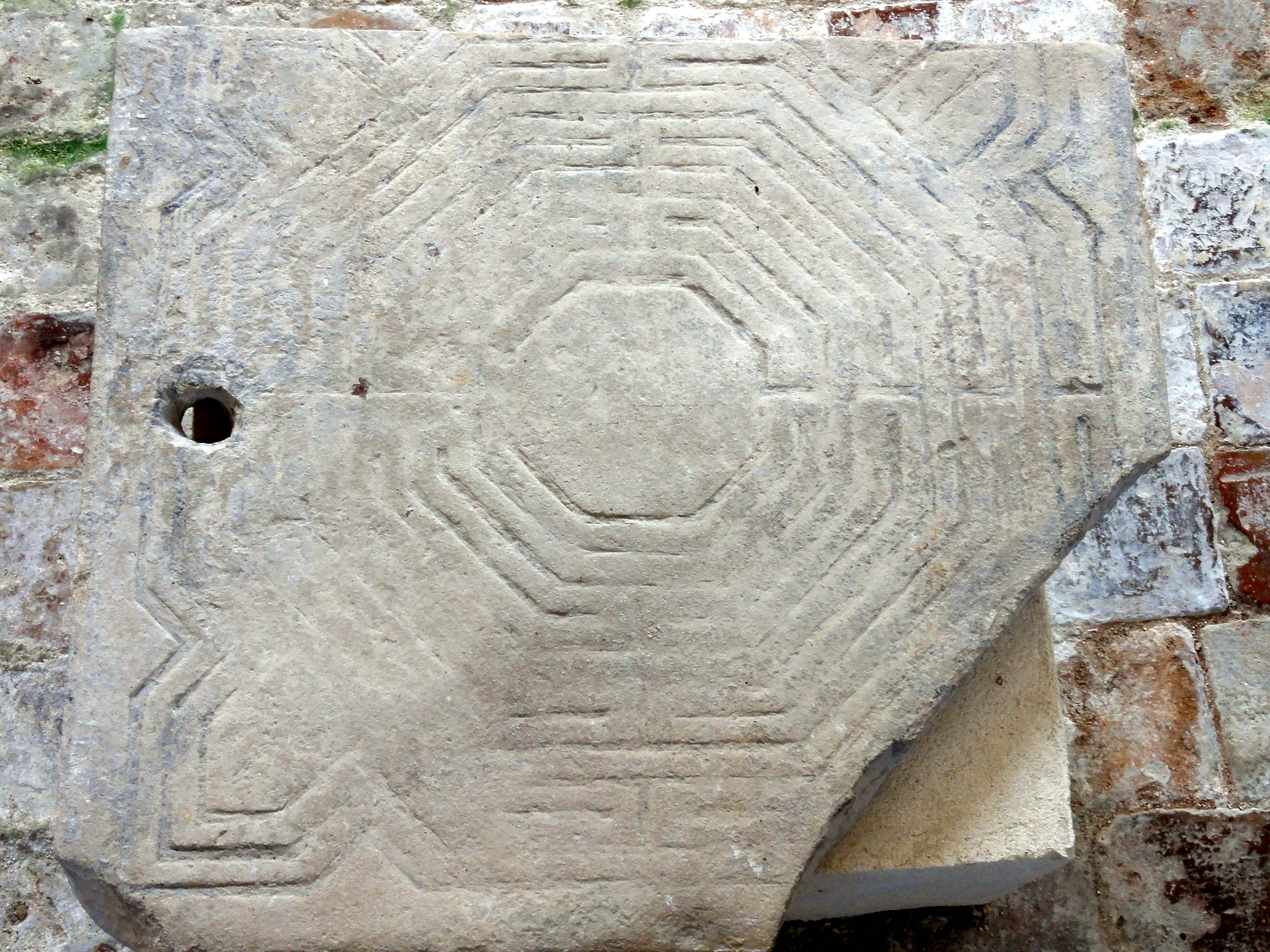
Dalle avec labyrinthe.

L'église possède une dalle en pierre de liais de 75 cm sur 68 cm, et de 7 cm d'épaisseur, dans laquelle est gravé un labyrinthe. Il se développe au milieu d'un octogone avec quatre appendices au milieu des côtés obliques, qui s'inscrivent dans un carré de 75 cm. L'un des bords a été rogné, et un angle a été cassé quand le labyrinthe a été récupéré pour le dallage du sol, à une époque indéterminée. Mentionné dans la monographie de l'instituteur de 1899 (« une dalle porte gravé le fil d'Ariane »), il n'a alors pas attiré l'attention des érudits. Il faut attendre 1954 pour que la dalle soit enfin redécouverte, ou remarquée de nouveau, au milieu des autres dalles du sol. On la perce d'un orifice, et la suspend au mur grâce à un gros crochet de fer. De cette façon, le labyrinthe est endommagé pour une seconde fois. Aujourd'hui, il est posé à plat proche du sol. Le cheminement, qui aboutit à un octogone central, a quatorze mètres de développement de longueur. Comme sur de nombreux monuments funéraires, les lignes sont mises en exergue par un mastic noirâtre. L'objet n'a pas son pareil dans le Vexin, ni dans une autre église rurale de France. On le date du dernier quart du XIIIe ou du XIVe siècle. Plusieurs grandes églises du Moyen Âge possèdent des labyrinthes de grande envergure. Ronds, carrés ou octogonaux, ils sont dessinés par des carreaux de céramique. Genainville semble représenter le seul cas d'un labyrinthe gravé dans une dalle unique. Le plus petit connu après Genainville, celui de l'ancienne abbaye de Toussaints (Marne), est assemblé de seize carreaux. Le labyrinthe le plus connu, celui de la cathédrale de Reims, a été détruit en 1779. Celui de la cathédrale d'Amiens a 225 m de cheminement, et celui de la cathédrale de Chartres, 294 m. D'autres exemples subsistent à Bayeux, Mirepoix et Saint-Quentin. Les fidèles les parcouraient à genoux. À Genainville, les dimensions réduites permettaient aux fidèles de le parcourir avec le doigt. Il a été étudié par Fernand Tourret du Vigier en 1957, et classé monument historique au titre objet par arrêté du 8 mars de la même année,.

### Croix de cimetière

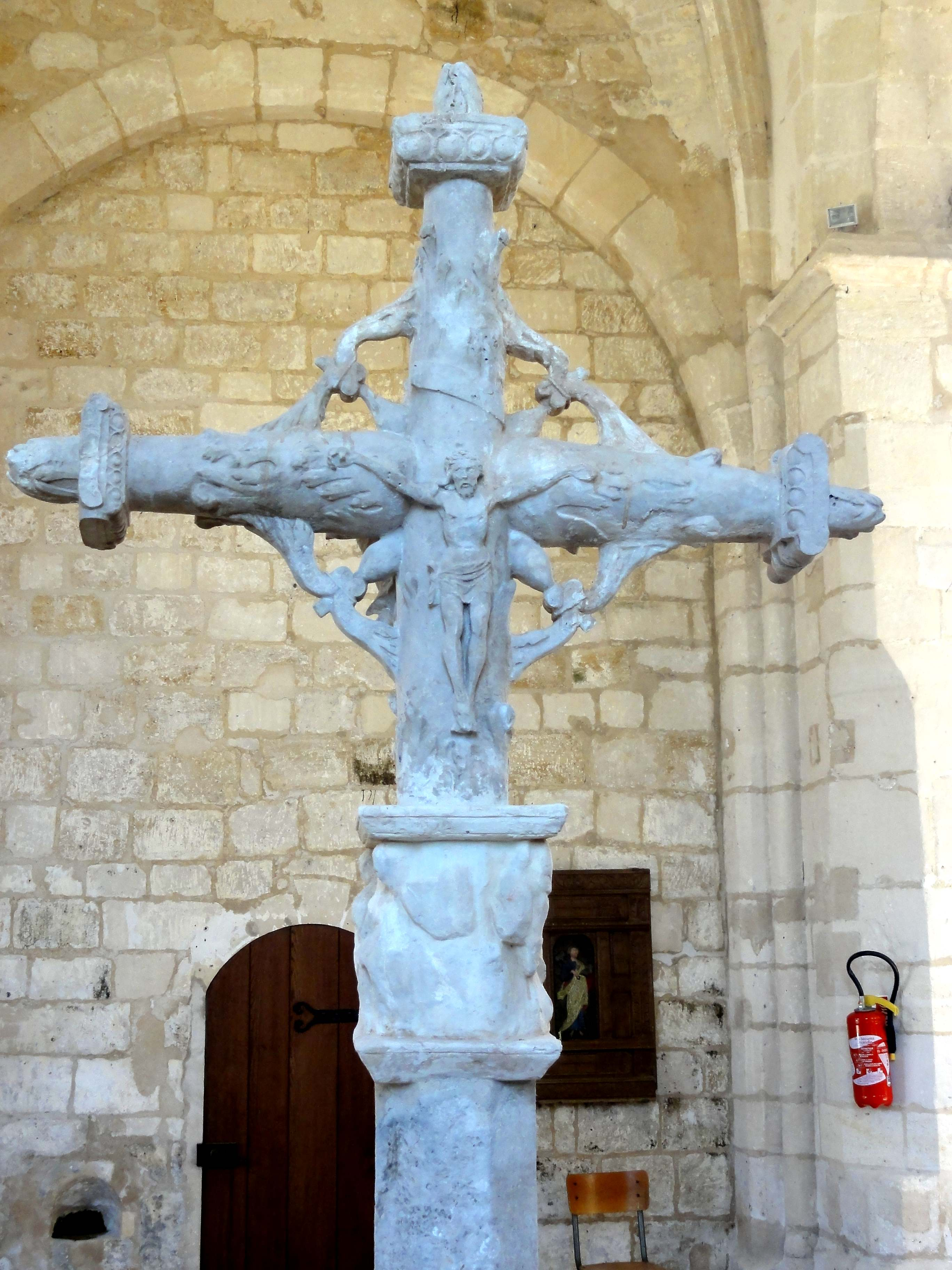
Croix de cimetière, côté nord - Christ en croix.

La croix de cimetière, classée au titre immeuble indépendamment de l'église fin 1944, est entrée dans le mobilier de l'église. Elle se dresse actuellement sous l'arcade nord de la base du clocher. L'emmarchement devait comporter initialement cinq ou six degrés octogonaux. Il avait déjà été réduit à un seul degré lors du transfert vers le cimetière nouveau. Ce degré, ainsi que le haut socle octogonal, sont bien sûr restés sur place lors du rapatriement de la croix dans l'église, où ils ont été remplacés par un degré en béton. La table du socle, qui se trouve donc toujours au cimetière, est sculptée de crânes et d'ossements. Le fût de section carrée, aux angles abattues, avait déjà été raccourci lors du premier transfert. Il supporte une sorte de chapiteau, qui arbore, à chaque angle, l'un des quatre Évangélistes. L'un des symboles du tétramorphe occupait le milieu de chaque face. Ne reste que le lion de saint Marc, côté sud. À sa droite, soit à l'angle sud-est, se tient saint Marc. L'Évangéliste à l'angle sud-ouest est lui aussi bien conservé, tandis que les deux autres sont réduits à l'état de vestige. La croix, qui affiche le style de la Renaissance, est datable du milieu du XVIe siècle, et donc contemporaine de la façade. En raison de ses fortes similitudes avec son homologue d'Omerville, on considère qu'elle sort du même atelier. Ses branches sont de section circulaire. La face nord présente un petit Christ en croix, avec un phylactère vierge au-dessus (l'INRI n'étant plus visible), et des flammes sculptées en bas-relief, à gauche et à droite de des mains, et sous ses pieds. La face sud comporte une Pietà, qui prend appui sur une console sous la forme d'une tête de chérubin à collier d'ailes. Des angles entre deux branches, partent des petits balustres disposés diagonalement, qui sont reliés aux branches par des végétaux en accolade. Enfin, les extrémités des branches portent un chapiteau ionique carré, complété par un rang d'oves. En plus, les extrémités sont flammées,.

### Maître-autel

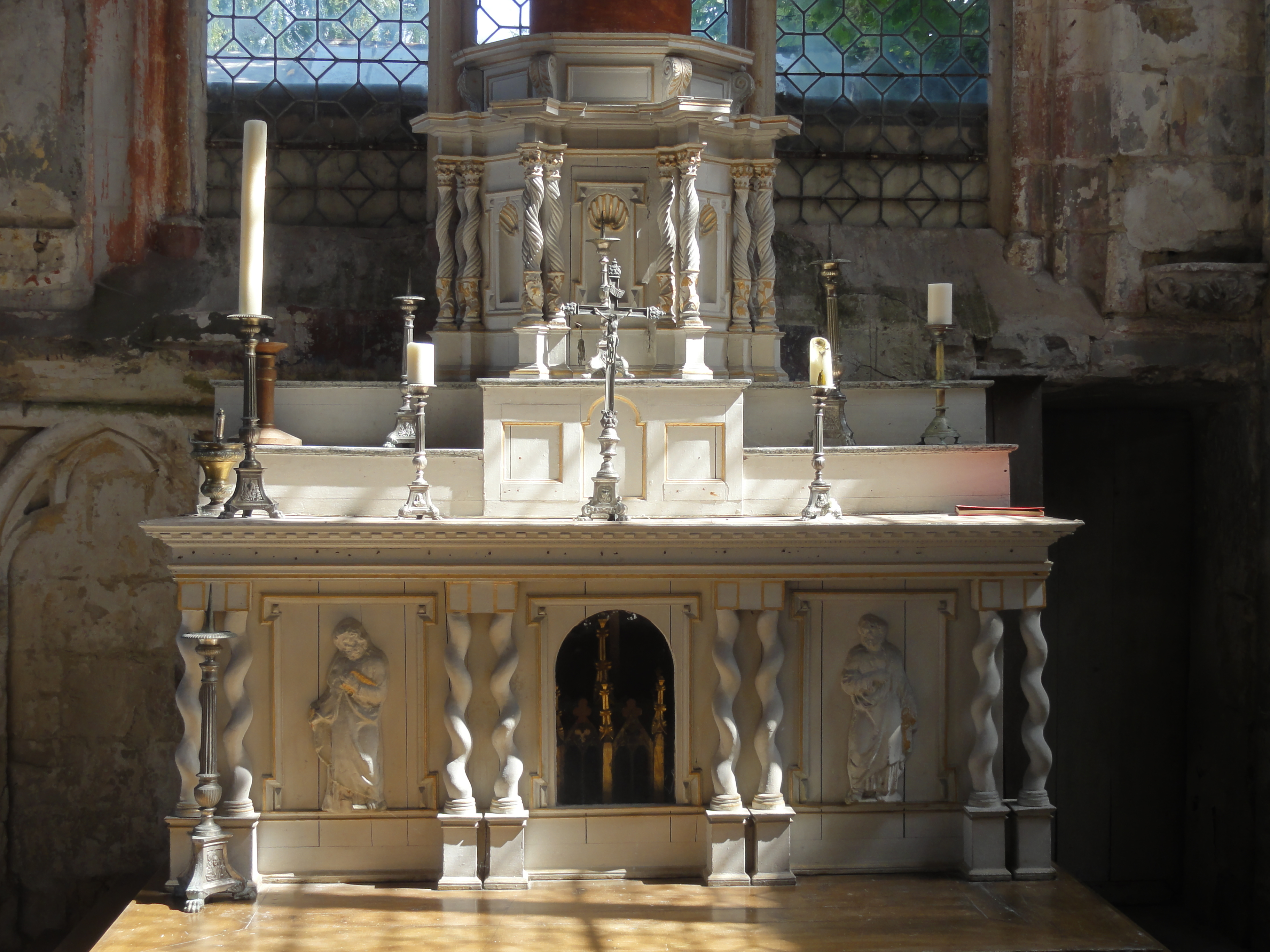
Maître-autel et tabernacle.

Le maître-autel date de l'époque de Louis XIV. Ce meuble en bois a été remanié au XIXe siècle afin de s'accommoder au tabernacle du XVIIe siècle installé à cette époque, et badigeonné intempestivement en 1890. De l'ornementation d'origine, subsistent notamment les quatre paires de colonnettes torsadées, et les deux figures d'applique de saint Pierre et saint Paul à gauche et à droite, qu'elles encadrent. Au milieu, une vitre permet d'apercevoir une châsse à reliques en bois doré, du XIXe siècle. Roland Vasseur et Françoise Waro ne précisent pas de quel saint proviennent les ossements qu'elle renferme. Plus intéressants que les éléments visibles en face, sont les deux panneaux peints du XVIe siècle, qui ont été montés sur les faces latérales. Ils mesurent 89 cm de hauteur et 57 cm de largeur. Celui du nord représente le Christ en croix entre la Vierge et saint Jean, et celui du sud le portement de Croix. Les encadrements sont remarquables par la qualité de la menuiserie et de la décoration florale. — Le tabernacle, de plan trapézoïdal, est flanqué d'un groupe de trois colonnettes corinthiennes torsadées et cannelées à chacun des trois angles. La partie inférieure des colonnettes est enveloppée de pampres. Dans chaque groupe, la colonnette médiane est placée en avant, et l'entablement fait saillie au-dessus. La porte du tabernacle et ses deux pans obliques contiennent seulement des niches à coquille aujourd'hui vides. Des statuettes sont encore attestées pour 1860. Le couronnement est formé par une attique, dont la corniche est soutenue par des consoles garnies de volutes de feuilles d'acanthe. — Le retable monumental du début du XVIIIe siècle, offert par le curé, a disparu. Le dossier de classement de 1975 désigne toutefois les panneaux peints comme éléments du retable, ce qui sous-entend qu'ils en constituent des vestiges. Sinon, tout ce qui en reste est une gloire assez ordinaire, composée d'une delta entourée de rayons de lumière et de nuées. Elle témoigne du caractère monumental de l'ancien retable,.

### Divers

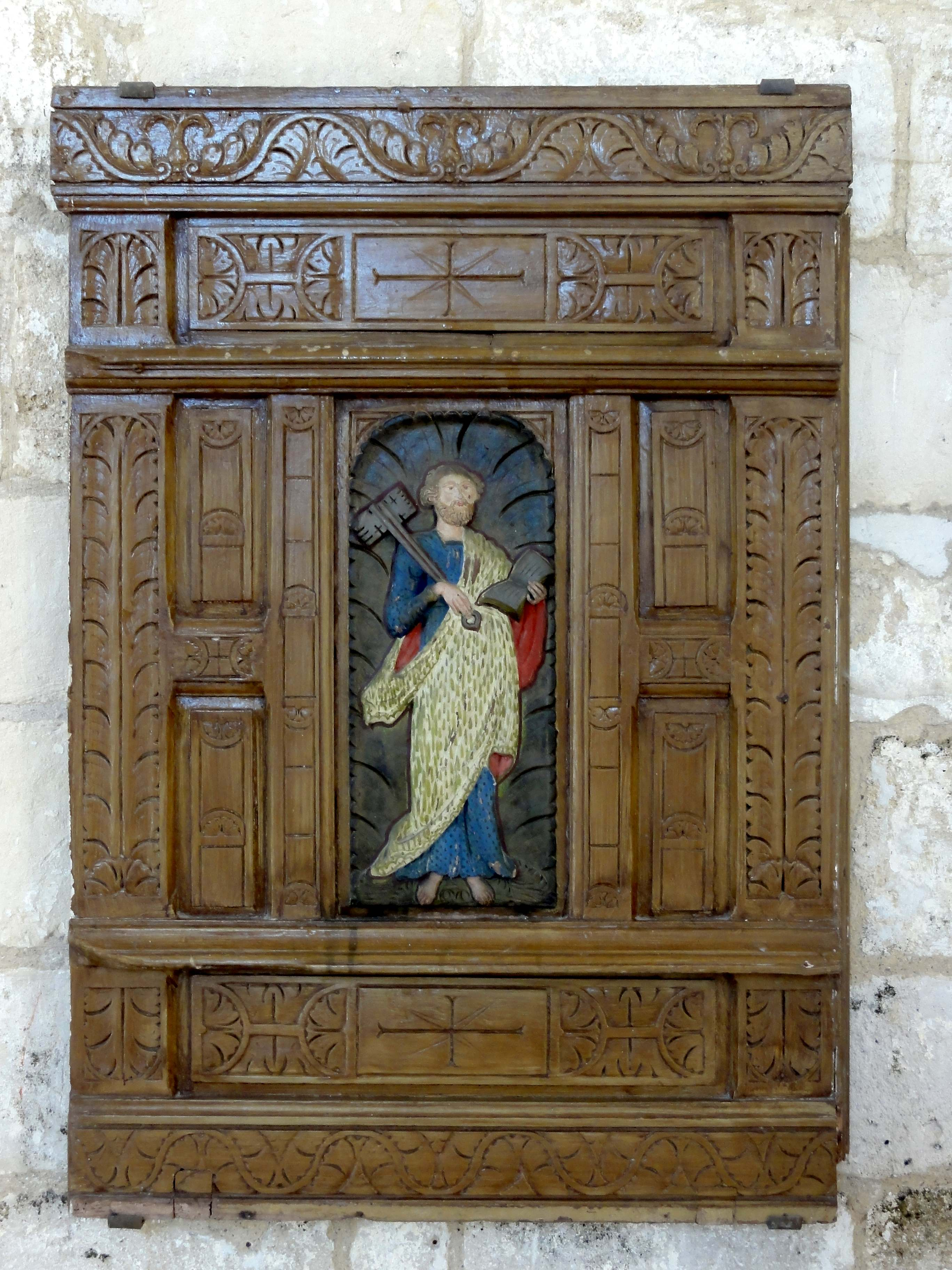
Panneau sculpté - saint Pierre.

- Un panneau en bois taillé, comportant un bas-relief de saint Pierre, date de la fin du XVe ou du début du XVIe siècle. Il est remarquable pour son décor dans le style de la Renaissance, avec des plumes Henri II, et des rectangles aux extrémités garnis de demi-cercles affrontés, qui contiennent un décor floral. Saint Pierre porte apparemment deux clés, mais on ne voit qu'un seul anneau. Il présente également un livre ouvert, et l'iconographie est donc très proche de celle de la statue. Le panneau avait été employé dans le dorsal de la chaire, qui a été démantelée ; selon sa facture, il pourrait provenir d'un coffre Vexinois, ou bien de l'ancien banc-œuvre, si l'on fait le rapprochement avec celui de l'église Saint-Denis de Berville, daté de 1672[47].
- Le tableau peint à l'huile sur toile et représentant l'Annonciation faite à la Vierge Marie par l'archange Gabriel est presque identique à un tableau accroché en l'église de Wy-dit-Joli-Village, et peut être attribué à l'abbé Dheilly. Cette œuvre de faible valeur artistique n'est pas classée. À gauche, Marie est agenouillée devant un prie-Dieu. À droite, derrière elle, l'archange arrive sur une nuée, et ne semble que passer. Il lève la main gauche pour prévenir de son annonce, mais sa bouche demeure fermée. Sa main droite réserve à Marie une fleur de lys, symbole de la pureté. Tout en baissant son regard, Marie se retourne à moitié vers Gabriel, et est prête à l'écouter. En arrière-plan, trois paires de chérubins se tiennent sur des nuées, et tout en haut, l'Esprit Saint, représenté par une colombe et par des rayons de lumière, préside à la scène[48].
- L'ancienne girouette du clocher, en forme de coq, est en cuivre jaune ou laiton, et a été confectionnée par un artisan local au XVIIIe siècle, ce que l'on peut déduire de la comparaison avec d'autres spécimen datables grâce aux archives des paroisses. Elle mesure 28,5 cm de hauteur, et 27 cm de largeur. Sur une face, est gravé un écu parti de France et de Bretagne, sommé d'une couronne, et sur l'autre face, en sautoir, les clés de saint Pierre, patron de l'église. Le corps, la tête, la queue, la douille, la crête et les caroncules sont assemblés par rivetage. Comme à l'accoutumée, la queue est goudronnée. La girouette a été descendue du clocher à l'occasion d'une restauration. Elle a été classée en 1957[49],[50] (sans illustration).
- Des vestiges de vitraux polychromes du XVIe siècle subsistent dans le losange au tympan de la fenêtres de la deuxième travée de la nef nord. Au milieu, l'on voit un gisant, disposé diagonalement, et à côté, des feuillages et apparemment une partie de la clé de saint-Pierre. Des fragments de bordures peintes en grisaille et en jaune d'argent ont été regroupés dans les soufflets aux tympans de la seconde fenêtre du sud et de la troisième fenêtre du nord. Le principal motif sont des candélabres.

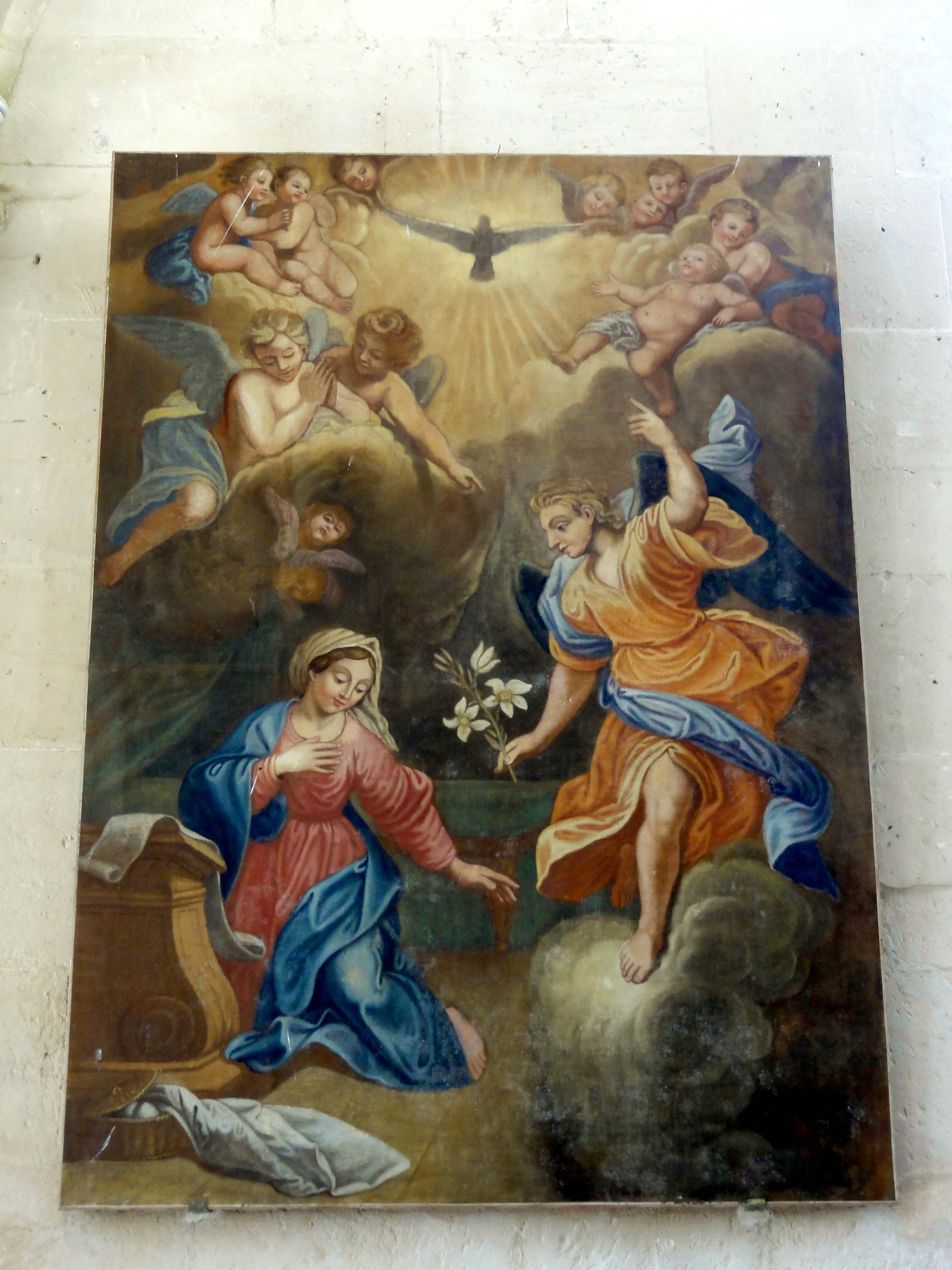
Tableau - L'Annonciation.
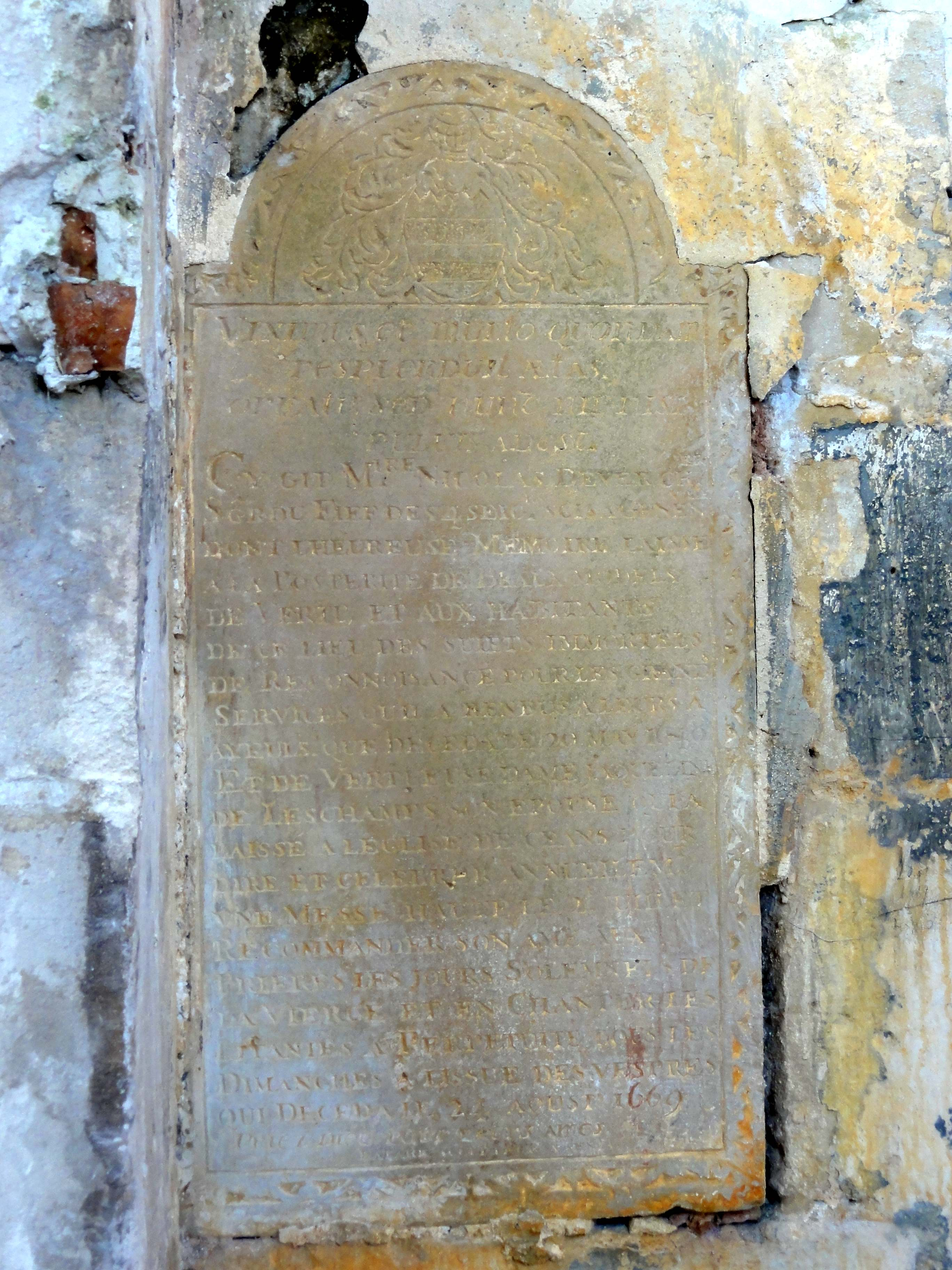
Plaque de fondation.
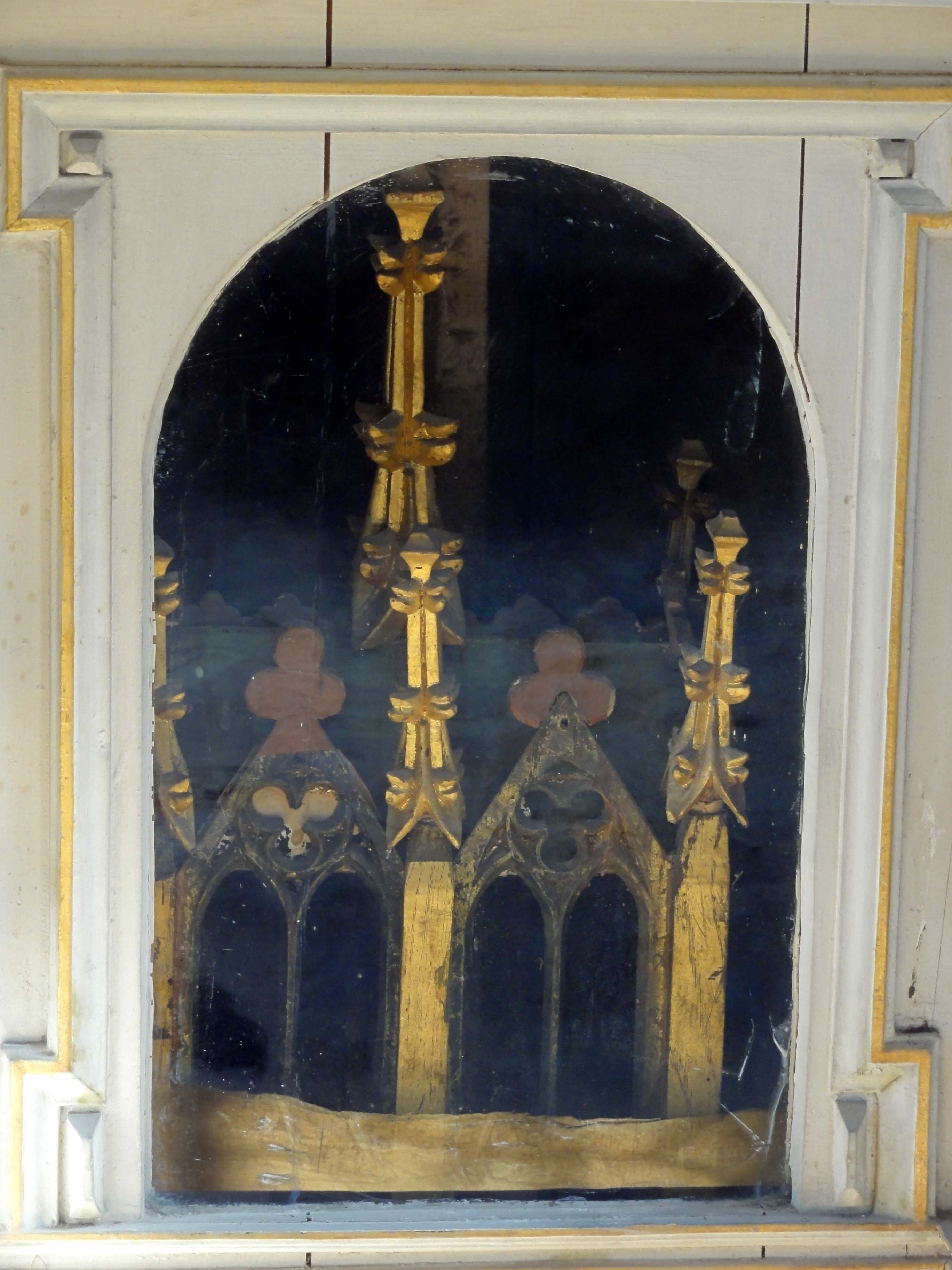
Châsse à reliques.
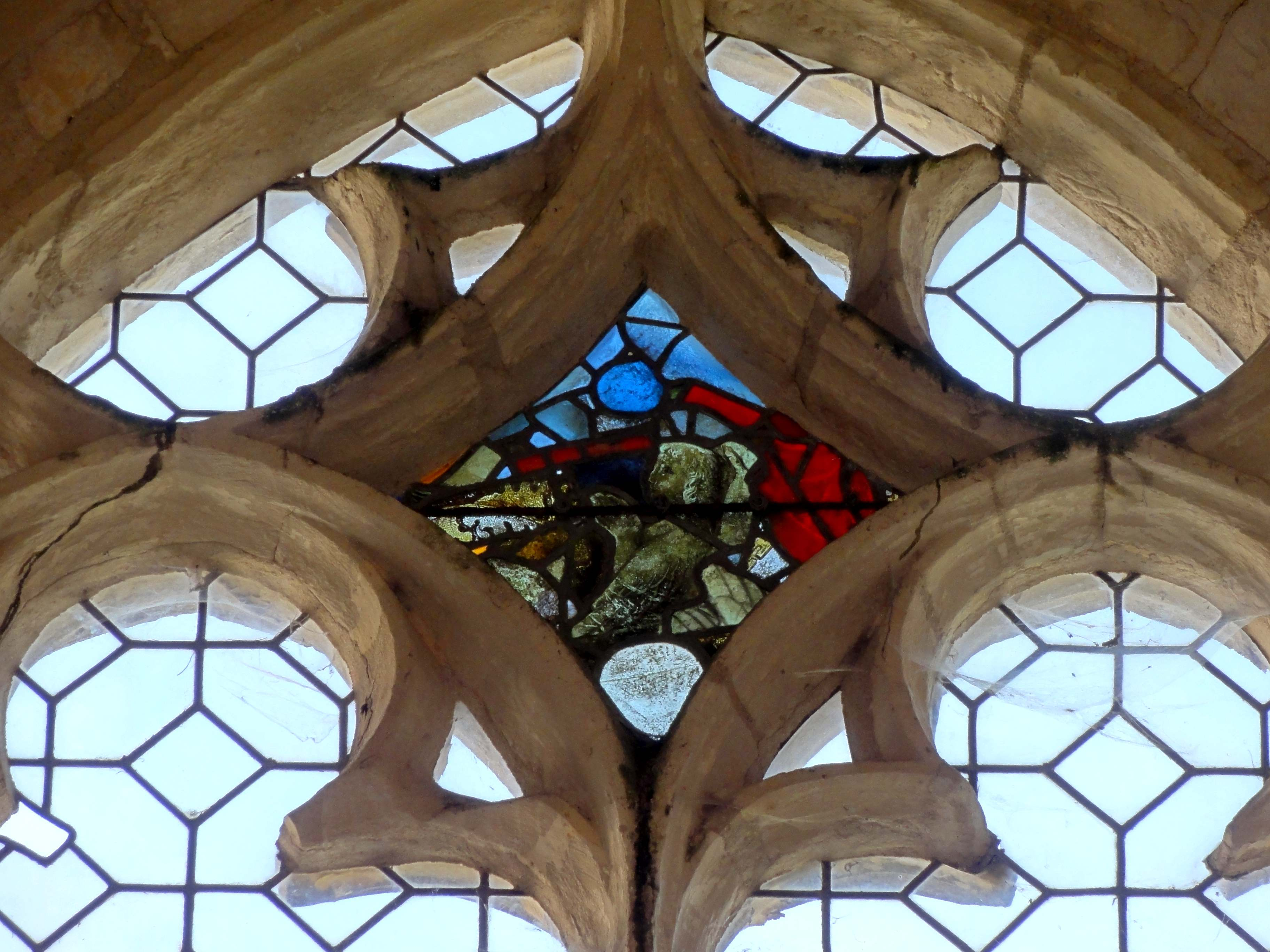
Vestiges de vitraux.
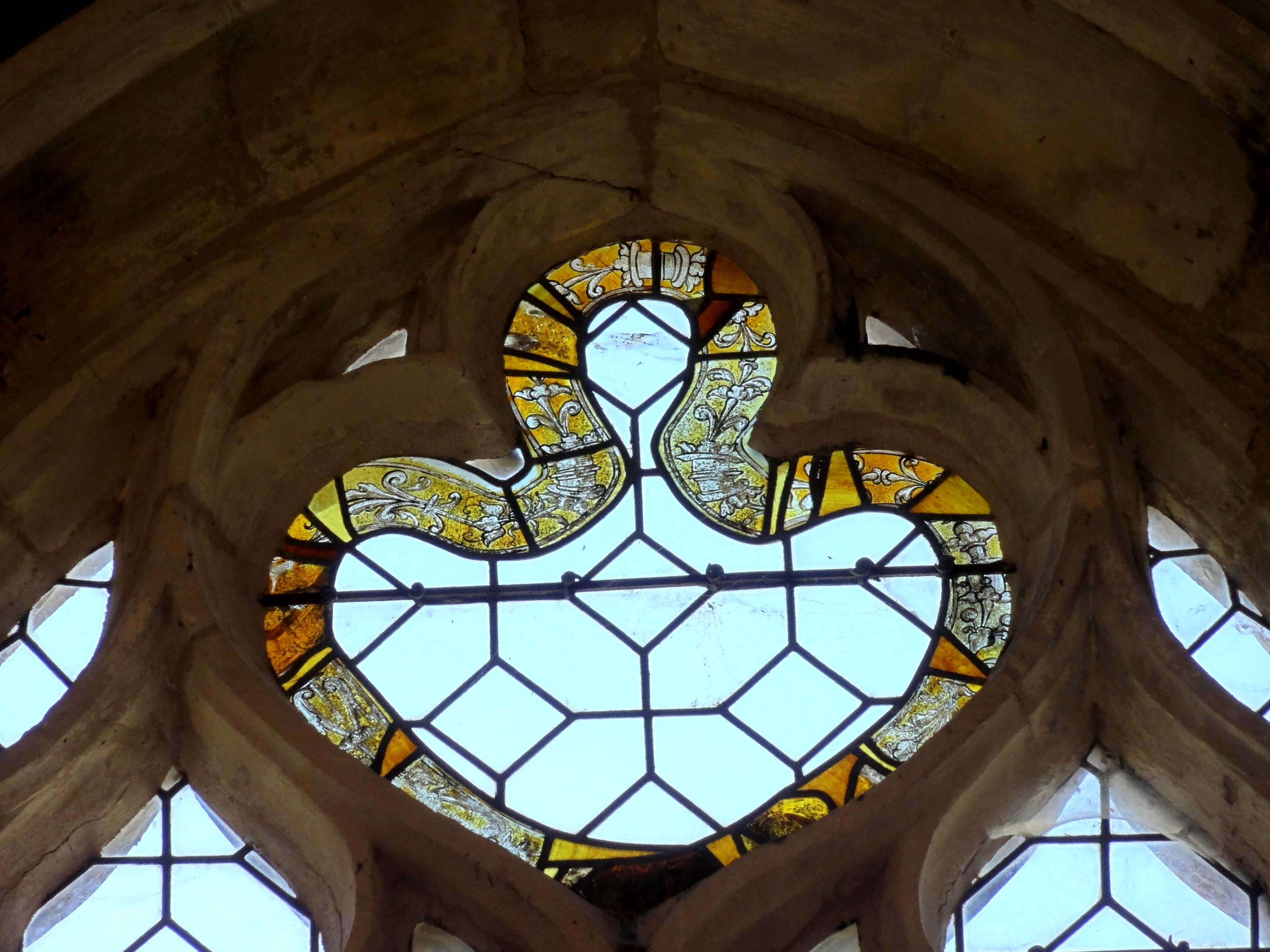
Vestiges de bordures.